# 唐納·川普
唐纳德·约翰·特朗普（英語：Donald John Trump，1946年6月14日—），美国企业家、政治人物及媒体名人，現任（第47任）美国总统，曾任第45任美國總統。他以商界成就、媒体经历及以共和黨人身份參與政治并出任总统而著名。
特朗普出身自纽约及德国裔的特朗普家族，早年畢業於紐約軍事學院及宾夕法尼亚大学沃顿商学院，獲经济学学士学位。1971年他25歲時，开始担任其家族企业特朗普集團的董事長兼总裁，之后又创办了特朗普娱乐公司，在全球经营房地产、賭場和酒店。1996年至2015年间，他的旗下拥有美國小姐和环球小姐等大型选美比赛，并在2004年至2015年间主持NBC的电视真人秀节目《飛黃騰達》。2017年，将他列为世界第544名最富有的人（美国第201名），截至2024年，他的净资产达75亿美元。
特朗普在1987年首次公开表达对竞选公职的兴趣。2000年，他赢得改革党在加利福尼亚州和密西根州举行的总统初选，但很快退出。2015年6月，他宣布参加2016年美國總統選舉，吸引大量的媒体报道和国际关注。2016年11月，特朗普作为共和黨總統候選人赢得多数選舉人票，擊敗民主党对手希拉里，当选美国第45任总统。當时他是美國历史上最富有的总统，亦是首位未曾担任过任何军职或公职的总统，同時也是以较少普选票當選的总统之一。特朗普在2020年美國總統選舉中敗給了民主黨對手拜登，連任失利。2024年，他再次被共和党提名參選2024年美國總統選舉，并在选举中擊敗民主黨對手、時任副總統賀錦麗，當選美国第47任總統。特朗普的第二次勝選打破了多項紀錄，他成為美國歷史上繼格罗弗·克利夫兰之後第二位两度当选且任期不连续的总统，也是共和党首位任期不连续的总统、就任時年龄最大的總統、自2004年小布什以来首位赢得多数普选票的共和党总统，此次共和黨获得的選舉人票也創下了自1988年以來最佳的表現。
特朗普在其首次总统任期内曾于2019年和2021年受到弹劾，但两次弹劾均未通过。2023年，特朗普因涉及机密文件、封口费、商业欺诈等刑事和民事案件而被起诉；特朗普在2024年5月“封口费”刑事案中涉及伪造商业记录而被指控的34项罪名全部宣告成立，使他成为首位在刑事案件被判有罪的美国前总统、主要政党推定总统提名人以及被定罪后当选的总统，但在其第二度當選總統之後獲判無條件釋放，而针对他的两项重罪起诉被驳回。特朗普在其第二次总统任期伊始就赦免了约1500名1月6日骚乱者，并大规模裁员联邦工作人员。他延续了其第一任期起对中国发动的贸易战，而自其第二任期起亦对加拿大和墨西哥发起贸易战，并对几乎所有国家征收关税。他的政府采取的许多行动，其中包括史无前例地使用行政命令，均引发了对其合法性提出质疑的诉讼。
特朗普的政治風格和意識形態被稱為「特朗普主义」，被认为是右翼民粹主義、贸易保护主义和民族主義。

## 早年生活及教育

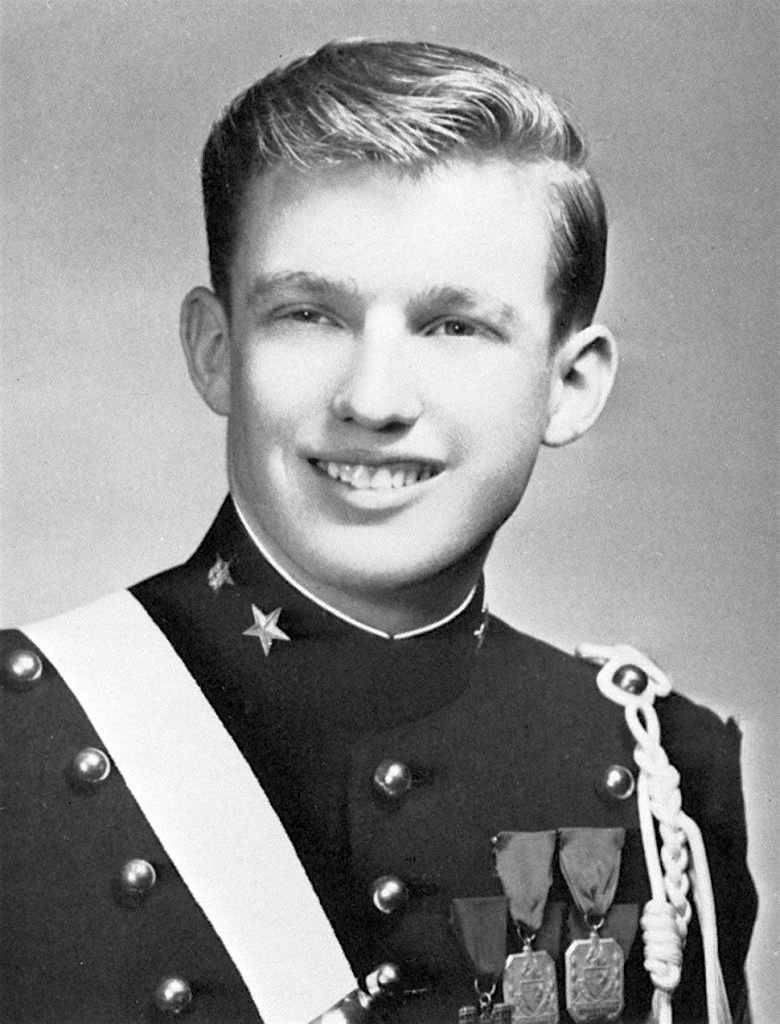
1964年，特朗普在紐約軍事學院的畢業生相冊照片

1946年6月14日，特朗普出生於紐約市皇后區牙买加医院医疗中心，他是家中的次子，有兩姐一兄一弟。特朗普早年在紐約皇后區的牙買加別墅居住，并曾在紐約森林小丘的學校邱林学院就讀。
在13歲的時候，父母將他送到紐約軍事學院，希望能引導他將精力與自信用在正確的方向。
1962年，他在學校橄欖球代表隊中踢球，1963年則是足球代表隊的成員，並且在1962到1964年都是學校棒球代表隊的成員（擔任1964年的棒球隊隊長）。因對當地青少年無私奉獻，本地名人的棒球隊的教練多比亞斯，在1964年特別表揚川普，并且在他四年級的時候，將他升級至軍校生上尉（候補軍官）的職位。
川普與軍校上士唐納德森（西点军校）組織一個混合軍校生的單位，專門教導他們高級密集隊形，以訓練他們在1964年於第五大道上「亡兵紀念日」的行軍技巧。《纽约时报》也因為對於這個表現印象十分深刻而拍下了照片，並刊登在隔日頭版顯著的位置上。
特朗普在福坦莫大学就讀两年后，轉至宾夕法尼亚大学沃顿商学院。在大学期间，特朗普在越南战争期间获得了四次学生兵役延缓。1966年，经过体检，他被认为适合服兵役。1968年7月，当地征兵委员会将他归类为可服役。1968年10月，他被归类为1-Y，即因骨刺获得的条件性医疗豁免，1972年，他被重新归类为4-F，被判定为不适合服兵役且永久免除兵役。在1968年取得經濟金融的學士學位之後，川普進入父親弗雷德的房地產公司工作。
在他撰写的書《交易的藝術》中，川普談到他的大學生涯，“從我在1964年自軍事學院畢業之後，我剎時突然想去念電影學校……但最後還是考慮到房地產是更好的一門生意。我一開始是先在福坦莫大学就讀……但在兩年之後，我考慮到既然得在學校待上一段時間，那我就得測試自己是否能挑戰最好的學校。我申請了賓州大學的沃頓商學院，然後我進去了……我很高興最後能夠達成一切，我隨即搬回家並且要用所有的時間跟隨我父親工作”。
在葛文达·布莱尔的書《川普家族：建立帝國的三代》中寫到，川普在沃頓商學院的朋友比在軍事學校時少，他找教導地產知識的教授當朋友，而這是全然在社交上很棘手的狀況。

## 商業生涯
目前川普家族有諸多財產包含動產與不動產，但同時也有大量債務與未結束的商業官司，有观点迥异的評價——認為他是成功的大富豪或是认为他早已破產。
川普憑著高调的生活方式和他成功的房地产開發生涯而聞名。他以父親的房地產帝國為出發點開始擴展生意，逐漸扩张商業版圖。
在此时期，特朗普的个人律师为曾参与麦卡锡追查美国共产党地下活动而闻名的科恩。

### 房地产
從1968年開始，川普受雇於他父親的房地產公司川普管理（Trump Management），該公司在紐約市外圍區擁有種族隔離的中產階級出租房。1971年，他的父親讓他擔任公司總裁，他開始使用川普集團作為總括品牌。1991年至2009年間，他為旗下六家企業申請破產保護：曼哈頓的廣場飯店、新澤西州大西洋城的賭場，以及 Trump Hotels & Casino Resorts 公司。

#### 在曼哈顿和芝加哥的发展
1978年，特朗普启动了其家族在曼哈顿的第一笔投资，即翻新中央车站旁废弃的準將酒店，从而引起了公众的关注。他的父亲为他安排了4亿美元的城市房产税减免，并与凯悦共同为7000万美元的银行建筑贷款提供了担保。酒店于1980年作为纽约中央君悦酒店重新开业，同年，他获得了位于曼哈顿中城的综合性摩天大楼特朗普大厦的开发权。该大厦是特朗普公司和特朗普政治行动委员会的总部所在地，也是他的主要住所，直到2019年。1988年，川普從16家銀行組成的財團貸款購入广场饭店。該飯店於1992年申請破產保護，一個月後重組計畫獲得批准，由銀行控制該飯店的財產。
1995年，他拖欠了超過30億美元的銀行貸款，貸款人在一次“龐大而羞辱性的重組”中查封了广场饭店以及他其他大部分的財產，讓他避免了個人破產。主要銀行的律師在談到銀行的決定時說，他們“都認為他活著比死了好”。1996年，川普收購並裝修了華爾街40號的71層摩天大樓，後來更名為川普大廈。 1990年代早期，他贏得了哈德遜河附近林肯廣場社區70英畝（28公頃）的開發權。該公司位於哈德遜河附近的林肯廣場。1994年，他因其他企業的債務問題而陷入困境，於是他將該專案的大部分權益出售給亞洲投資者，由他們出資完成該專案，即南河滨（Riverside South） 。川普的最後一個大型建築專案是2008年開幕的芝加哥92層高的綜合用途川普国际酒店大厦。2024年，《紐約時報》和ProPublica報導，美國稅務局正在調查他是否曾兩次撇帳因建築成本超支和住宅單位銷售滯後而產生的損失，而他在2008年的報稅表中已宣稱該建築毫無價值。

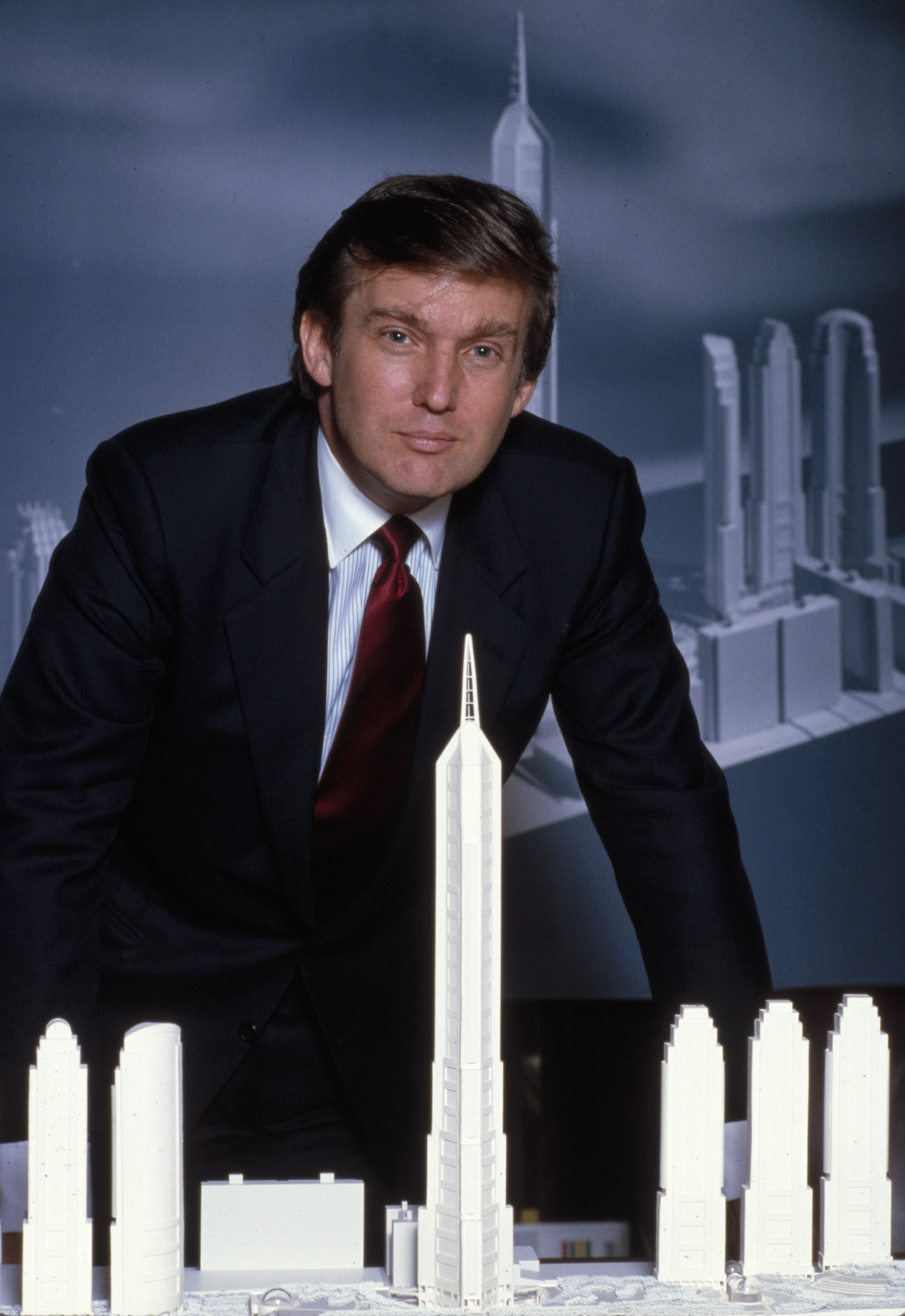
1985年，特朗普与他其中一个失败的曼哈顿开发项目的模型合影

### 副业

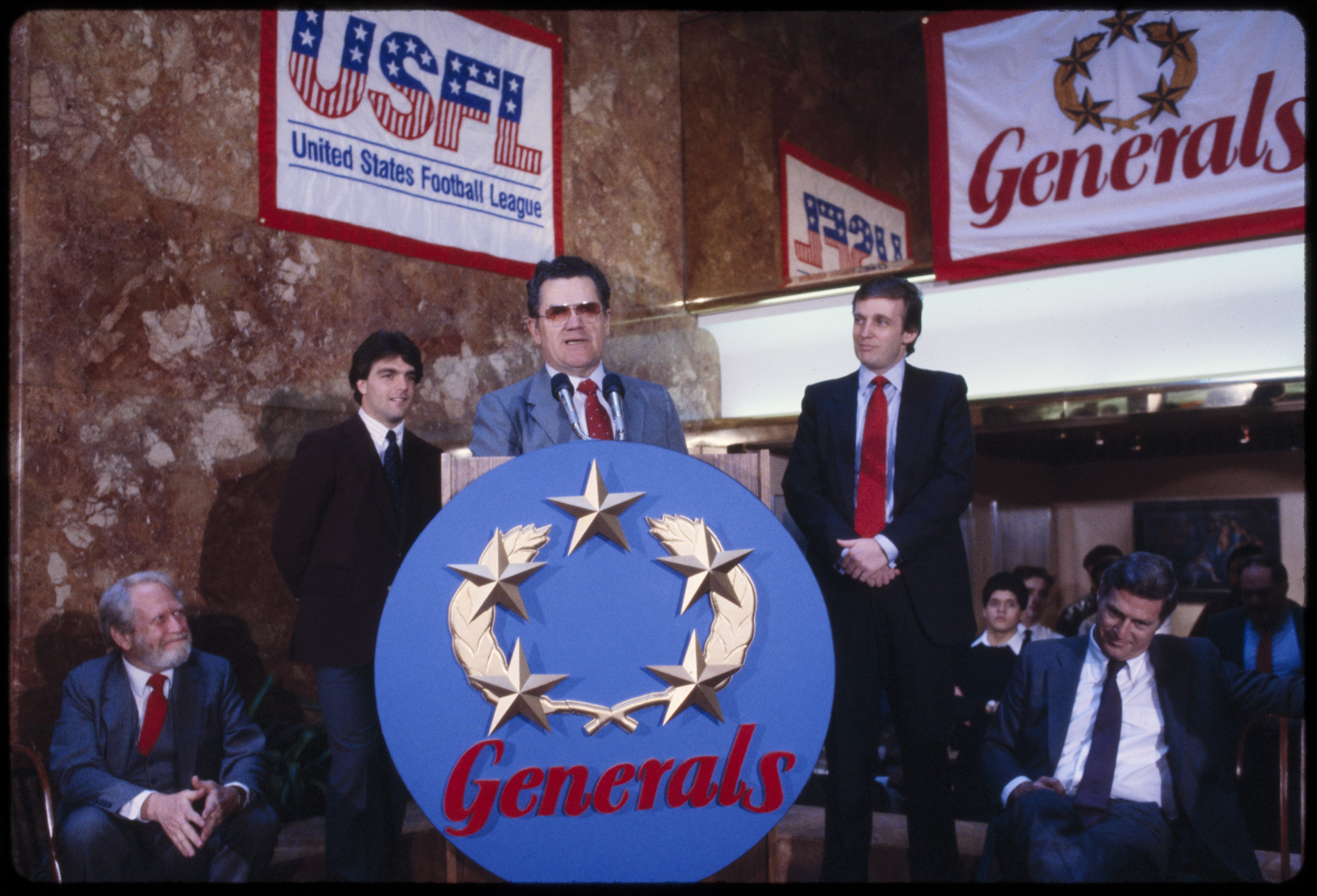
1985年，特朗普和新泽西将军队四分卫道格·弗拉蒂在特朗普大厦举行的新闻发布会上

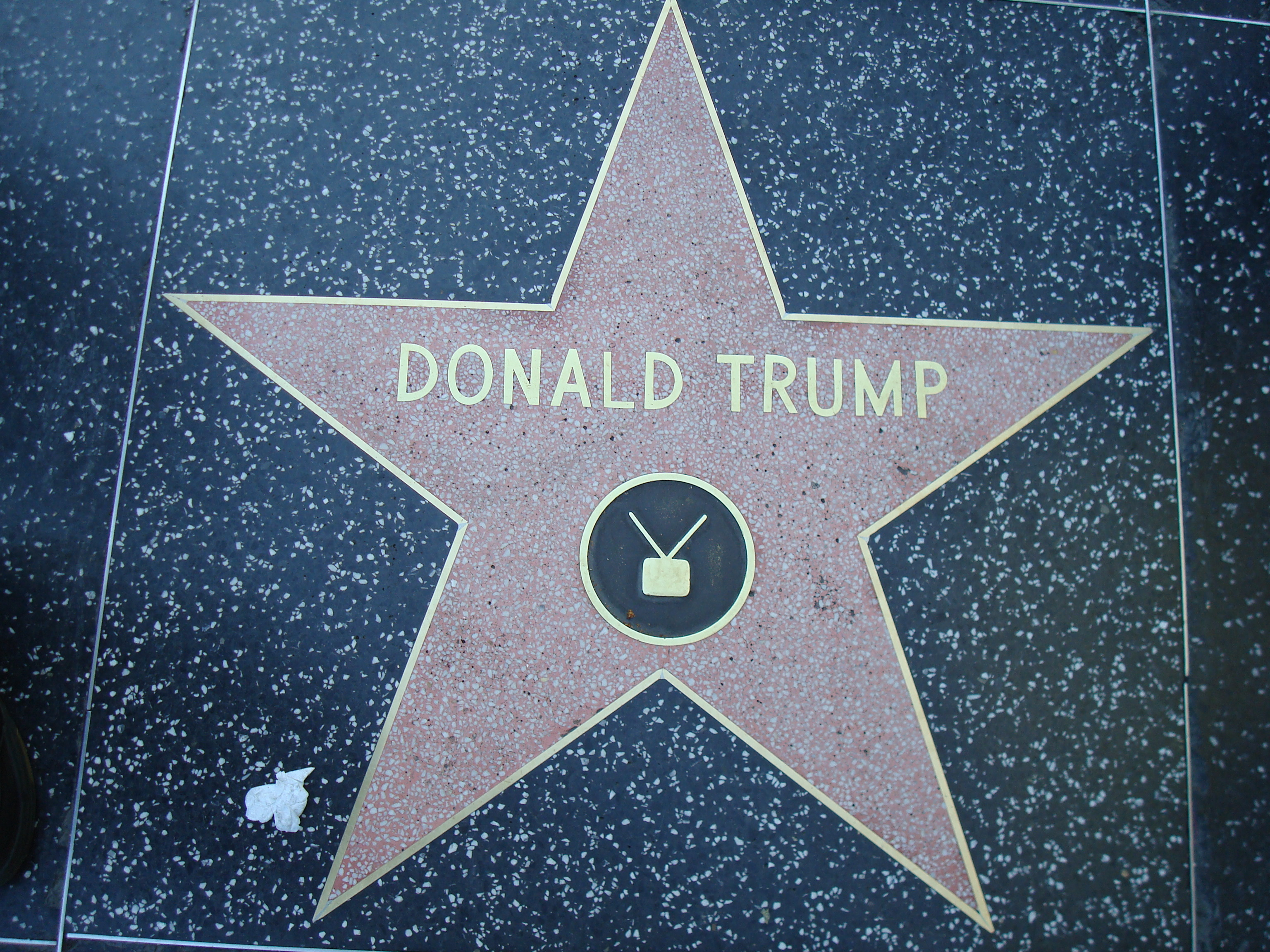
特朗普在好莱坞星光大道上的星星

1970年，特朗普投资7万美元，担任百老汇喜剧的联合制片人。1988年，特朗普购买了东方航空班车，并从22家银行组成的银团提供了3.8亿美元贷款。他将航空公司更名为 川普航空并运营至1992年。2005年，特朗普与他人共同创立了特朗普大学，该公司以高达35,000美元的价格出售房地产研讨会。在纽约州当局通知该公司其使用“大学”一词违反了州法律（因为它不是学术机构），后该公司于2010年更名为“特朗普企业家倡议”。2013年，纽约州对特朗普大学提起了4000万美元的民事诉讼，指控该公司做出虚假陈述并欺骗消费者。此外，联邦法院还针对特朗普及其公司提起了两项集体诉讼。内部文件显示，员工被指示使用强行推销的方式，前员工作证称特朗普大学对学生进行了欺骗或撒谎。在赢得 2016年总统选举后不久，他同意支付总计2500万美元来和解这三起案件。

## 媒體經歷
2004年，特朗普擔任美國國家廣播公司電視實境秀《飛黃騰達》的監製與主持人，節目中由几位競爭者相互竞争与合作完成商业项目，在每集的尾聲会有至少一位选手出局，伴随着川普标志性的台词：“你被炒魷魚了”。節目的優勝者可獲得特朗普企業一年的工作合約並獲得超過25萬美元的年薪。第一年，该節目付給特朗普每集五萬美元的費用（第一季共付出大約70萬美元），因为节目大获成功，據報現在他每一集得到的費用是百萬美元，這使他成為獲得最高出場費的電視名人。在2004年特朗普將“You're fired”這句話申請註冊商標，這是他在本節目中最受歡迎的部分。
2007年，特朗普因節目《飛黃騰達》對電視台作出的貢獻，而在好萊塢星光大道上荣获了一顆屬於自己的星星。
特朗普和國家廣播公司拥有環球小姐選美的主辦權和旗下環球小姐、美國小姐與美國妙齡小姐等选美品牌。川普也是美國小姐選美董事會主席。

2006年12月，川普在給了違反選美合约（体重暴涨，混跡派對與喝酒）的美國小姐康纳第二次機會之後，特朗普這位選美比賽權的擁有人，決定讓這位答應洗心革面的冠軍康纳繼續擁有她的美國小姐后冠。

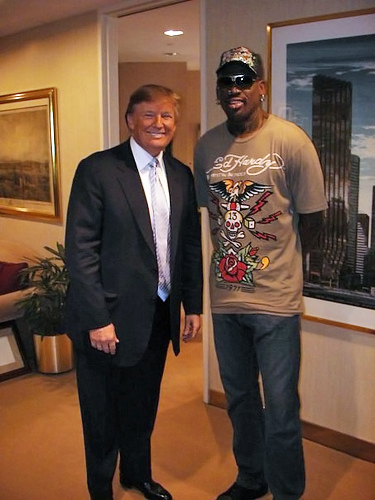
2009年3月，特朗普與前NBA球員罗德曼在飛黃騰達：名人版期間

脫口秀主持人奥唐奈在節目《观点》上批評特朗普：“表現得只有二十幾歲的人才有的道德指標”。
特朗普是出名的世界摔角娛樂愛好者。2013年经世界摔角娛樂總裁麥馬漢提名，入選世界摔角娛樂名人堂。特朗普主持了摔角狂热的第四與第五次活動，也以名人之姿在第七與第二十次的摔角狂热中露臉，在此他接受前明尼蘇達州州長文图拉的訪問。
特朗普還參與了與摔角有關的真人秀，成為知名的「與億萬富翁作戰」的故事情節之一。故事情节肇因於特朗普宣稱他能夠在任何情況下“超越”世界摔角娛樂的總裁麥馬漢。麥馬漢就變得很沮喪並且要和特朗普來場一對一的決鬥，但是這兩個人最終還是同意各自找摔角选手来比赛定输赢，所以开始了「摔角狂热23」以“頭髮對頭髮”的競賽，雙方签下合约：如果己方指定的摔角選手落敗，对手就可以把自己剃成光頭。结果，特朗普的代表拉什利打敗了麥馬漢的代表乌玛加，于是特朗普、拉什利與裁判奧斯汀將麦克马洪剃成光頭。後來裁判奥斯汀還賞了特朗普一記自己的絕招“斷頭臺”，將特朗普也摔在地上。
特朗普在大西洋城的特朗普泰姬瑪哈賭場飯店也主辦了1991年國際健美總會舉辦的冠軍盃賽事。
2007年4月，特朗普登上了《波士顿凤凰报》上每年名列的“世界上100位最不性感的男人”排行榜。

## 早年的政治抱负

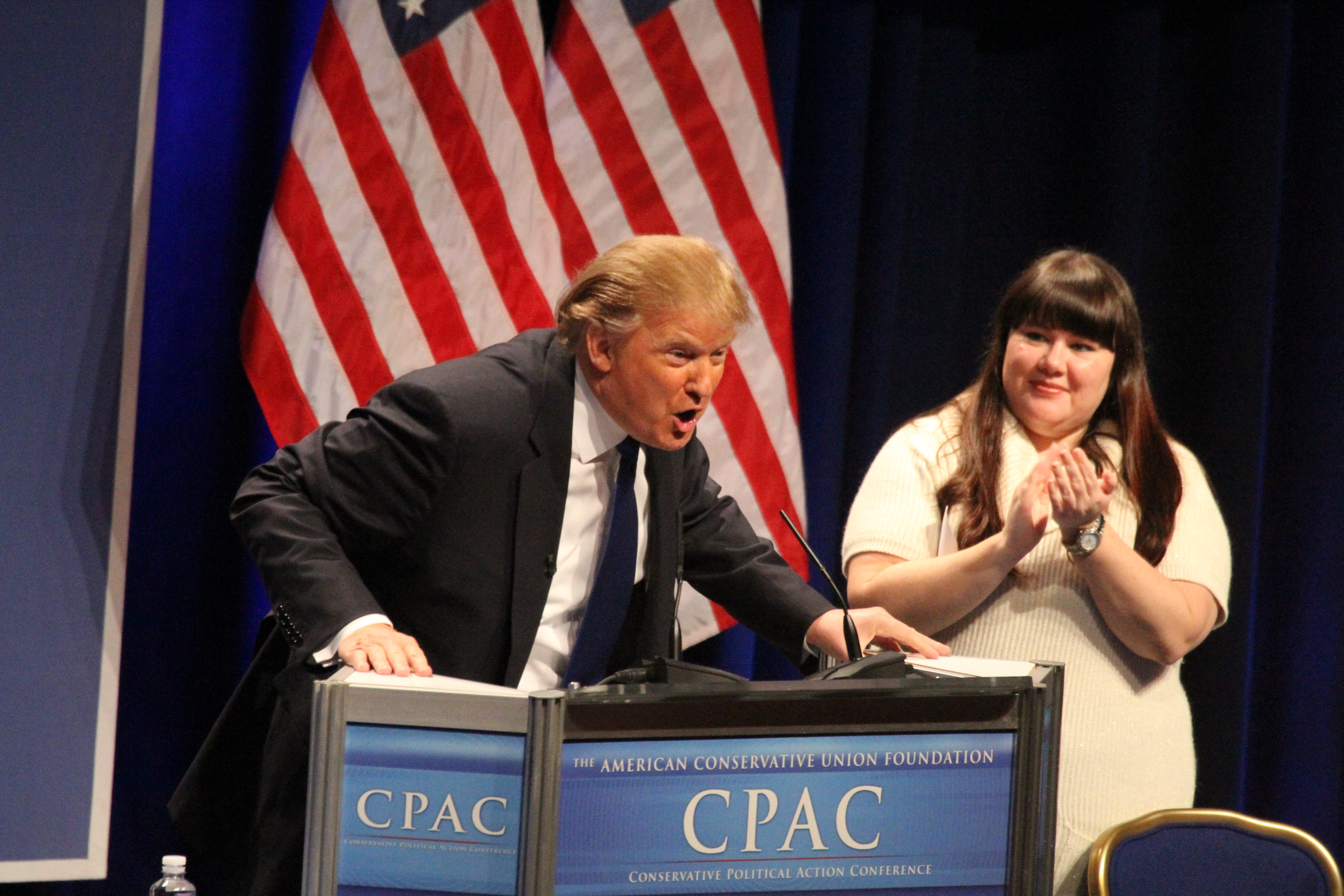
2011年，特朗普在CPAC上发表演讲

1987年，特朗普在各大报纸上刊登整版广告，表达他对外交政策以及如何消除联邦预算赤字的看法。1988年，他联系李·阿特沃特，请求考虑成为共和党候选人乔治·赫伯特·沃克·布什的竞选搭档。布什认为这一要求“奇怪且难以置信”。特朗普在2000年改革党总统初选中担任候选人三个月，后于2000年2月退出。2011年，特朗普考虑在2012年大选中挑战总统贝拉克·奥巴马。他在2月的保守党政治行动会议上发表了演讲，并在提前举行初选的州发表了演讲。2011年5月，他宣布不会参选。

## 2016年美國總統選舉

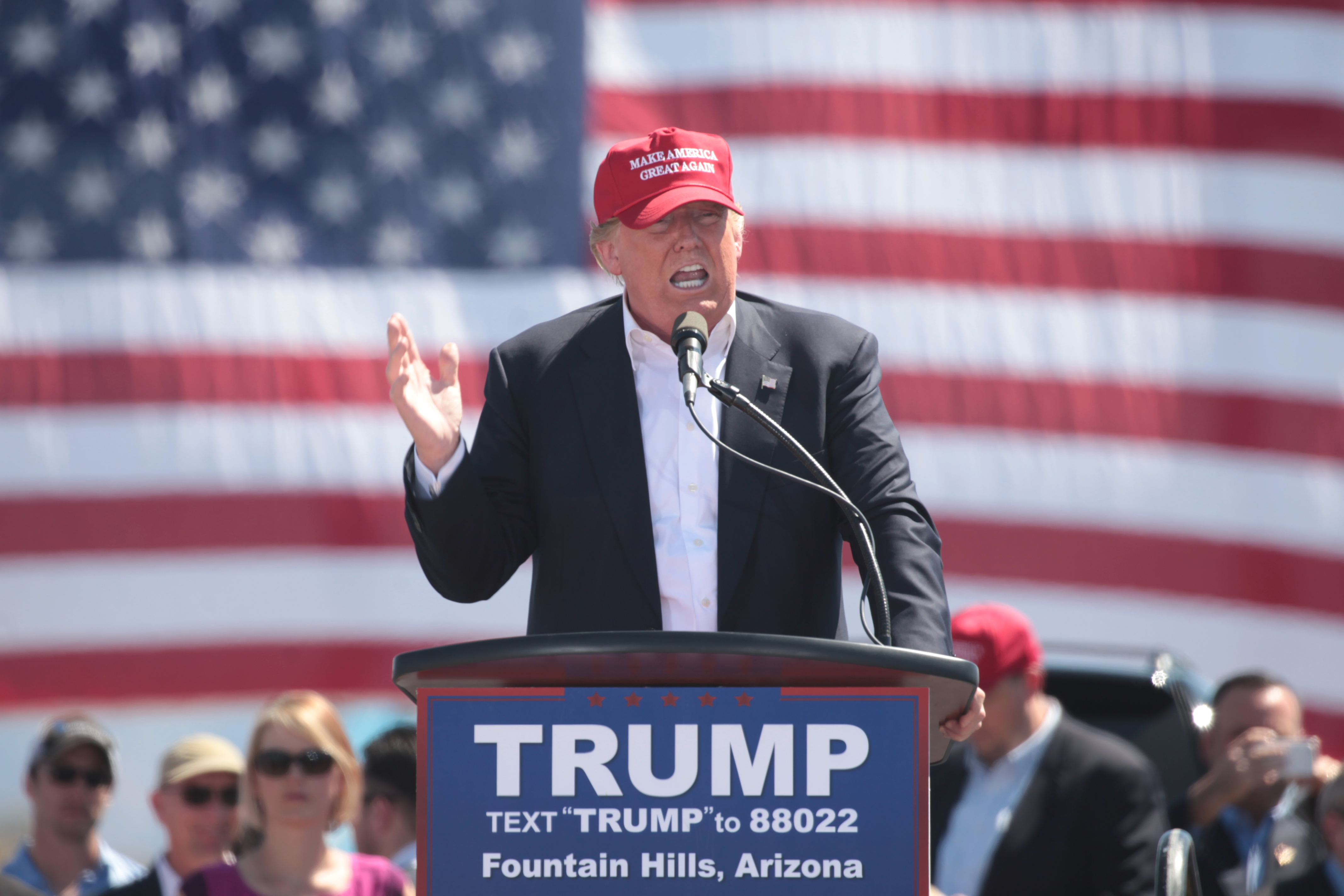
2016年3月，特朗普在亞利桑那州竞选

1988年和2000年特朗普两度宣称要角逐美国总统，2000年参与改革黨竞选后退出。
2016年美國總統選舉于2015年中开始，特朗普6月16日以共和黨人身份参选，改变共和党内势力版图，其支持者多为白人男性及底层劳工，反对经济自由貿易协定和移民相关法案，尤其反对非法移民居留权。他在初选中击败16名对手，2016年3月3日基本确定成为共和党总统提名人。但他受到党外和党内抵制，新闻辟谣组织指责他虚假言论创纪录，美媒也指出其说辞的谎言部分，有作者认为他通过过激言论吸引媒体。同时，他和民主党候选人希拉里·克林顿竞选时多次互相人身攻击，特朗普还扬言若电邮门属实要起诉希拉里。美国国务卿约翰·称此次大选影响美国国际形象，令人尴尬，超出理解范围，大选辩论关注点偏离实际问题。

### 總統選舉

2016年美國總統選舉结果

2016年11月8日大选日，特朗普获得306张选举人票，民主党对手希拉里获得232张，由此川普勝出。12月19日選舉人進行投票，因为两边都出现选举人叛变，两人实得的票数分别减少至304张和227张，同时正式宣布特朗普选为总统，於2017年1月6日獲國會聯席會議確認最終的選舉結果。
特朗普比希拉里获得更少的普选票，使他成为第五位输掉普选却成为总统的人，这种现象的历史可追溯到1824年。希拉里多获得了286万张普选票，相较于特朗普多了2.1个百分点，但并未在全国范围内获得绝对多数的选票。
特朗普的胜利被认为是一次政治逆转，虽然特朗普的民调长期落后于民主党候选人希拉里，且她确实赢得更多普選票数，但在竞选活动中低估了特朗普在多数摇摆州的支持度。
特朗普赢得了大多數的摇摆州如佛州、艾奥瓦州和俄亥俄州，并翻转了克林顿的“蓝墙州”如密西根州、宾州和威斯康辛州，它们自1992年（威斯康辛為1988年）以来就一直支持民主党。

## 第45任美國總統（2017－2021）

### 宣誓就職

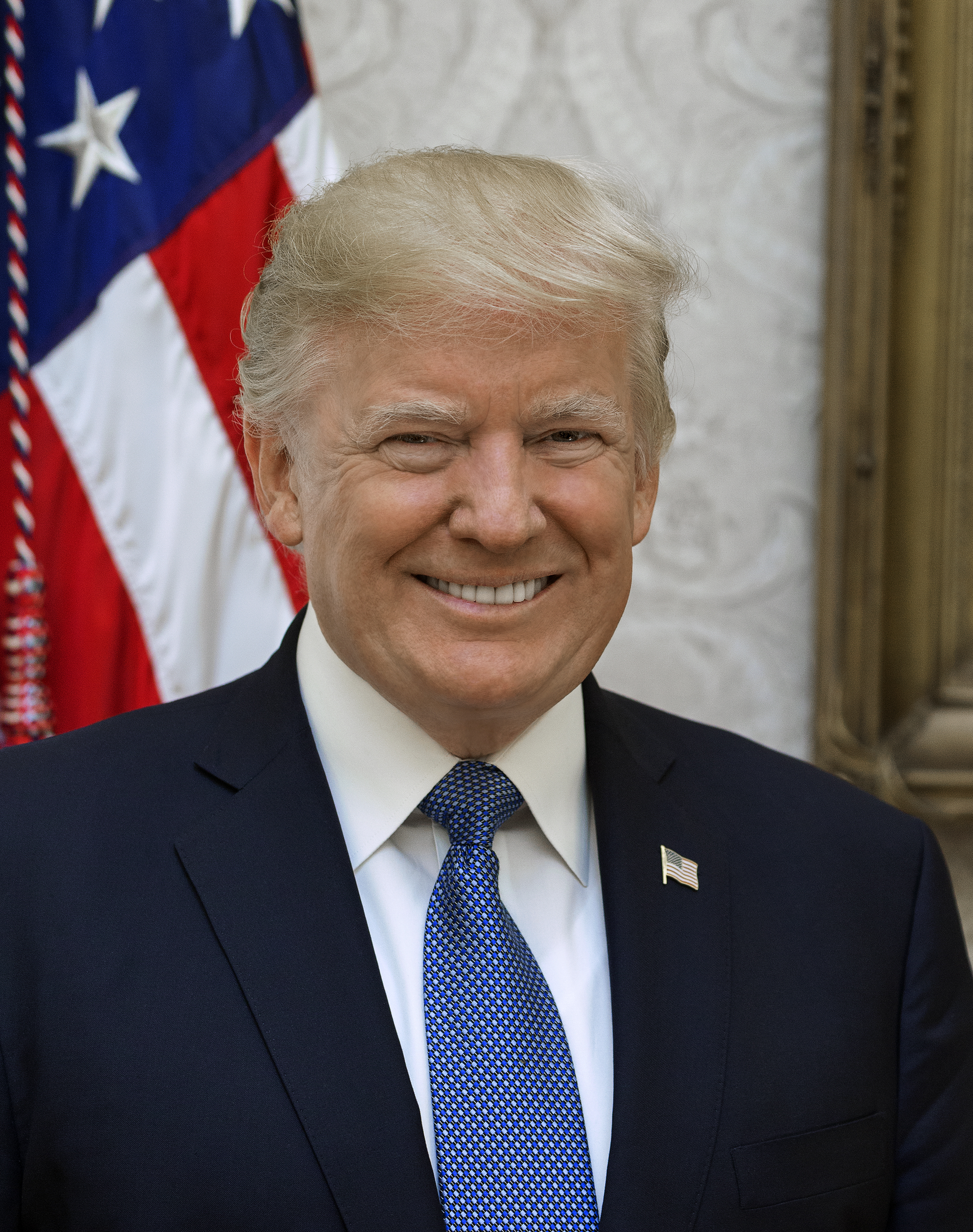
特朗普首任總統任期的白宮官方肖像照（2017年）

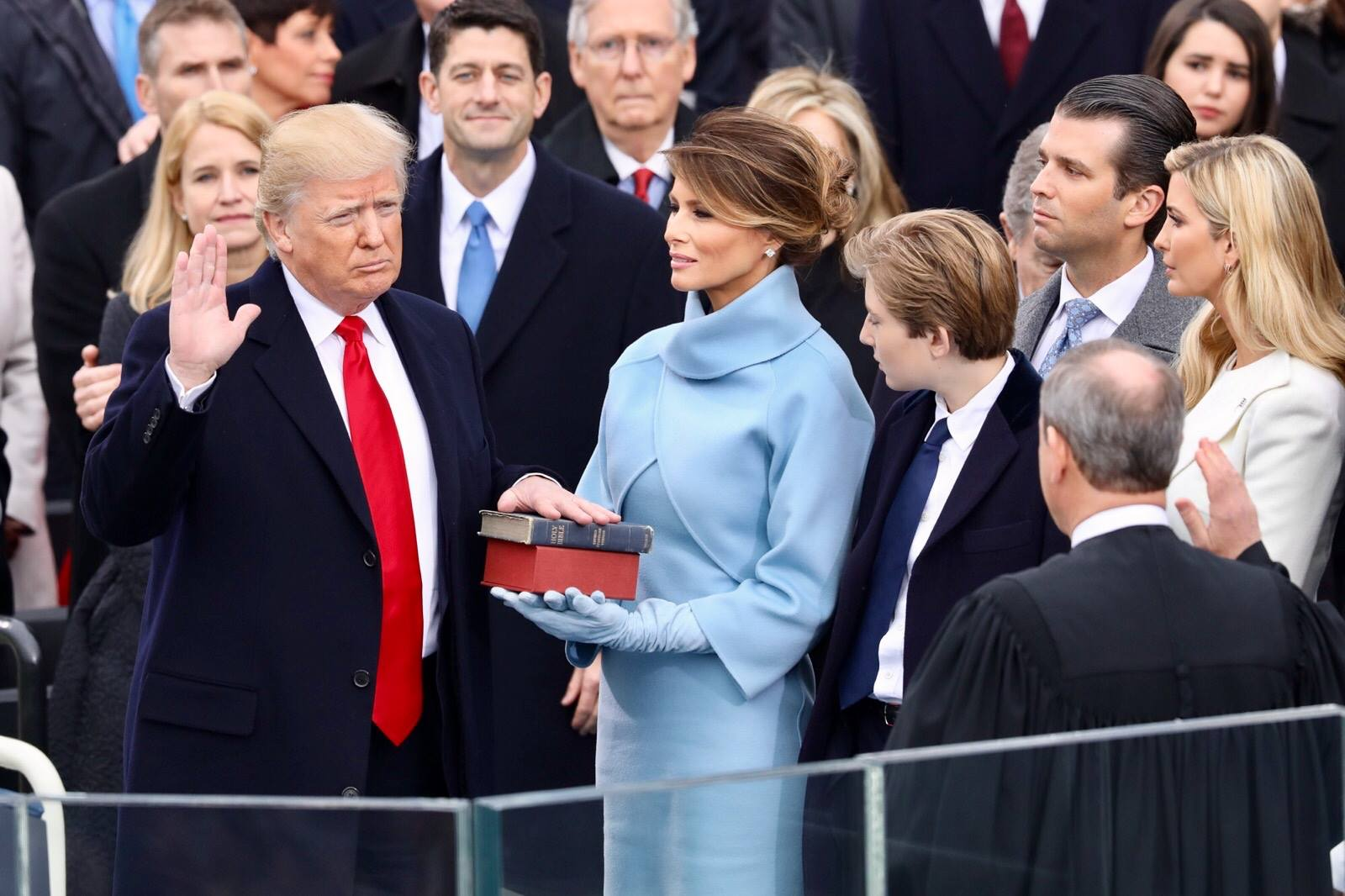
2017年1月20日，特朗普在首席大法官羅伯茨和家人觀禮下宣誓就職第45任美國總統

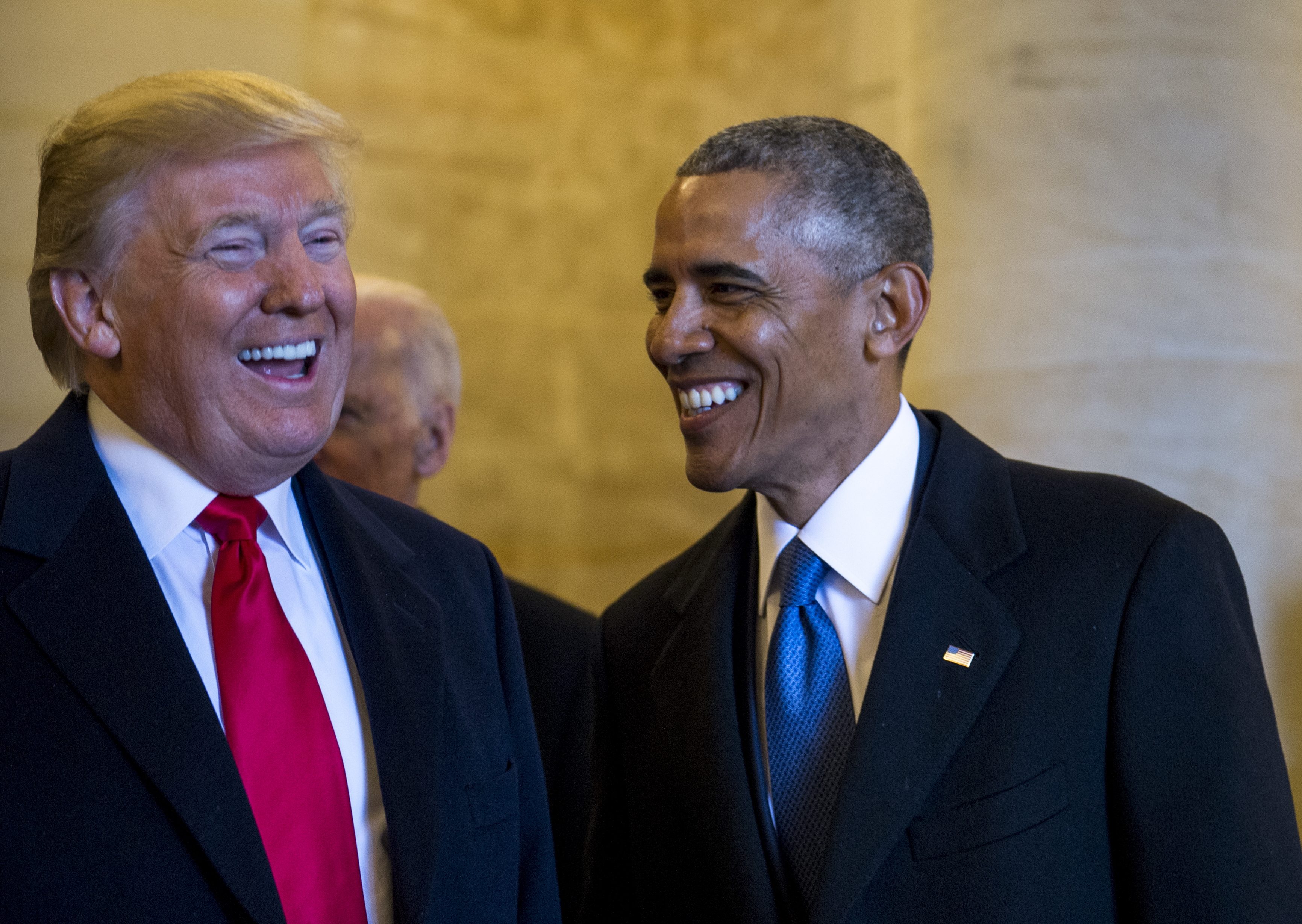
2017年1月20日，特朗普和奥巴马

2017年1月20日，特朗普就任美国总统，創下美国历史上第一位过去不曾擔任任何軍事或公職的总统，亦是最富有以及結婚次數最多的總統。同時他也是美國最年長的總統，但這一紀錄被他的繼任者拜登打破；川普第二次當選後，這紀錄又被自己打破。

### 首100日
1月23日，特朗普签署了上任后第一份行政命令，正式宣布美国退出跨太平洋伙伴关系协议（TPP）。
1月25日，特朗普在國土安全部簽署行政命令，下令在美國和墨西哥邊境興建圍牆以阻止非法移民，而興建圍牆的費用由墨西哥負擔；此舉令墨西哥總統涅托不滿，涅托隨後宣布取消訪問美國的行程。同日，他簽署另一份行政命令暫停對收容非法移民的「避難城市」的聯邦撥款。
1月31日，特朗普提名美国上诉法院法官戈萨奇，填补最高法院在大法官斯卡利亞去世后的席位空缺。
2月17日，在波音公司位於南卡羅來納的廠房參加首架波音787-10下線典禮，再度重申「美国优先」的政策。
3月2日，造訪維吉尼亞州紐波特紐斯造船廠，並登上CVN78福特號航母發表演說，表示將航空母艦由現有的10艘增加到12艘，讓美軍擁有世界最精良的裝備。
3月21日，他簽署新法案，授權撥款195億美元給NASA，也修改了NASA的目標，表示將致力火星的探索，以及在2030年代用載人太空船將人送上火星。法案文本指出，NASA「應持續研發全面性整合的太空發射系統，包括超越近地軌道所需的上節火箭，以安全啟動人類下個世紀逐步探索月球、火星甚至更遠的太空任務」。
3月28日，簽署行政命令將逐步取消前總統奧巴馬制定的應對氣候變化政策。
4月6日至7日，与中华人民共和国领导人兼中共中央总书记习近平在美国佛罗里达州的海湖庄园舉行為期兩天的會晤。

### 移民禁令

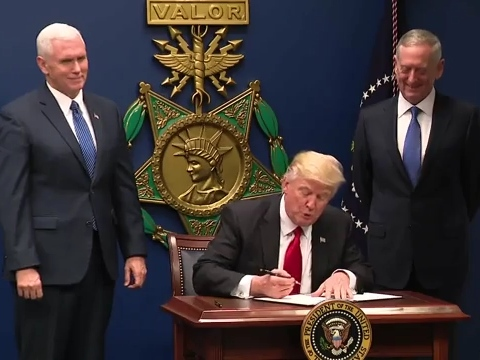
時任總統特朗普在副總統彭斯和國防部長马蒂斯的陪同下於五角大楼簽署第13769号行政命令

2017年1月27日，川普簽署《第13769號行政命令》，在該行政命令90天內禁止來自利比亞、伊朗、伊拉克、索馬里、蘇丹、敘利亞、也門等穆斯林世界7國的公民入境美國，其中敘利亞的期限為「無限期」，并以对恐怖主义的担忧作为理由。2017年2月3日，在华盛顿州诉特朗普一案中，一个全国范围的临时禁制令暂停了该命令的执行。在特朗普政权上诉后，该裁决于2月9日再次被美国第九巡回上诉法院维持。然而，此禁制令在2017年7月由美國最高法院恢復並執行。

### 通俄门
經政府官员和前政府官员陈述，2017年5月10日特朗普在白宮椭圆形办公室中与俄罗斯外长拉夫罗夫和驻美国大使基斯利亚克会面，過程中向对方提供高度機密信息。但川普内閣否認此一指控。
2017年5月份，特朗普宣佈联邦调查局（FBI）局长科米因不当处理希拉里电邮调查而被辞退。而民主党則指科米被辞退的原因是联邦调查局正调查特朗普竞选团队与俄罗斯的关系。
在纽约时报的一篇报道中显示，被特朗普免职的科米曾写过一份备忘录，其中显示特朗普曾要求科米监禁那些报道有关他政权的泄密的记者，同时要求FBI终止对前国家安全助理弗林将军与俄罗斯间关系的调查。
通俄門從川普一上任就纏身長達三年多，民主黨和一些學者認為俄羅斯干預美國大選以扶植川普上台，兩者間可能有不為外界知道的黑箱交易存在。通俄門隨著司法調查後「查無實據總統本人涉入」的這一結論而结案。

### 放寬無人機暗殺活動
此前奥巴马總統時期的無人機暗殺活動達到前任八倍，因中情局（CIA）被授權展开“特征空袭作戰”，根据行为模式与人際关系推論來攻击未完全确认身份的“恐怖分子”。然而這可能導致多國無辜民眾死傷直線上升，使奥巴马後期受到國際輿論反撲，於是2016年7月通過命令要求美国国家情报总监公布一份公開報告顯示無人機攻擊下平民死傷數字和論述，以此部分制約中情局的行動，雖然諸多國家對此報告數字誠實度有所質疑，然而此報告還是某種程度揭露了美國無人機暗殺行動。
根據伦敦新闻调查社的報告整理，2009至2015年間美國承認在中東無人機暗殺約4200人，其中約800人是平民被誤殺，但報告中也未闡述證明其餘三千多人如何確認是“恐怖分子”。川普總統上台後開始大舉放鬆CIA無人機使用自主權，認為現有規章還是束縛性太高，2017年初川普向时任中情局局长蓬佩奥表示，希望能采取“更激进”的空袭行动以打擊美國敵人，兩個月後川普将也门与索马里划定为“战事激烈区”在此處的無人機行動可不受歐巴馬條約原則管束。2019年3月，川普宣布無人機平民死傷數字報告廢除，因為「敵人也會閱讀，並用以對美國不利」，從此美國不再公布無人機暗殺行動中的平民死傷數。
在川普的授權下，2020年1月3日美軍使用無人機發動2020年巴格达国际机场空袭，炸死了伊朗伊斯蘭革命衛隊和聖城軍指揮官蘇萊曼尼少將。

### 電話門事件遭彈劾
2019年秋季發生烏克蘭電話門事件，有內情官員爆出資料川普利用外交職權施壓烏克蘭政府，要求調查民主黨總統候選人拜登的兒子亨特在烏克蘭一間公司任職是否有貪汙的事件，打算用以作為競選優勢，9月27日消息爆出類似的通話也與沙烏地阿拉伯和俄羅斯進行過，不久後民主黨宣布發起彈劾案要求川普下台，眾議院議長佩洛西指示眾議院的六位委員長參與調查。
2019年12月18日，川普因電話門事件遭到美國眾議院彈劾。川普也是繼安德魯·約翰遜、尼克松，克林頓之後第四位遭到眾議院提案彈劾的美國總統。

### 中美貿易戰
川普在競選時就對中美的貿易不對等關係大加抨擊，痛批中國正在用商業手段「扼殺美國」，指責中國偷走美國的就業機會，並很有信心表示自己是個很強的談判者，會在跟北京當局会談的時候「擊敗他」。
2018年3月22日，特朗普宣布对一系列中国货物征收进口税，每年税额约600亿美元，以惩罚中国对美国知识产权和商业秘密的盗窃。
此后美国财长姆努钦和中国国务院副总理刘鹤先后于北京、华盛顿进行贸易谈判。双方于5月19日在华盛顿就双边经贸磋商发表联合声明，两国达成不打贸易战、暂停互征关税的共识。
但特朗普依旧于6月15日宣布对价值500亿美元的中国产品征收25%的关税，被指针对中国国务院制定的“中国制造2025”计划。中国随即反击，宣布向美国进口产品征收对等关税。9月17日，特朗普政府宣布再对中国2000亿美元商品加征关税10%。9月18日，中国对美国原产的约600亿美元商品实施加征关税。
特朗普发起的中美贸易战对美国的农业造成了不小的影响。比如自2018年4月中国对美国进口农产品首次加征25%关税以后，4月和5月份美国出口中国的猪下水减少了三分之一。2018年6月，中国对美国的农产品再加征25%关税，迫使美国生产者转而将猪下水等以便宜得多的价格卖给宠物食品和畜牧饲料加工厂。估计为此2018年美国猪下水生产厂商将会损失8.6亿美元。在此背景下，美国农业部长珀杜于2018年7月24日表示，美国农业部将对受关税影响的美国农牧场主提供120亿美元的支持。
2019年1月，中国国务院副总理刘鹤率领代表团访问美国，获特朗普接见。刘鹤表示为减少两国贸易逆差，中方愿意“当日购500万吨大豆”，特朗普对此表示赞赏。
2019年5月6日凌晨，特朗普在其Twitter上宣布将2000亿美元的中国商品关税从10%上调到25%，并于5月11日生效。特朗普并指“与中国的贸易协议（谈判）在继续，但他们试图重新谈判，这太慢了”。美国贸易代表莱特希泽表示，“在过去一周左右的时间里，我们看到中国削弱了承诺，我想说的是，在我们看来，中国放弃了已经做出的承诺”。莱特希泽指，“直到近期，他还认为即将与中国达成一项历史性协议。然而在周末，会谈严重倒退”。
美东夏令时2019年5月10日0时01分，美国海关和边境保护局宣布正式对中国输往美国的价值2000亿美元的5700多种产品征收25%的关税。

### 貿易保護主義政策
川普批評北美自由貿易協定，認為墨西哥的工人搶去大量美國藍領工人的就業機會。
2018年3月1日。特朗普在白宫会见美国钢铁和铝业企业代表时宣布了新关税计划，他表示要对钢和铝征收高关税来保护本国产业，钢材的新关税是25%、而铝是10%。

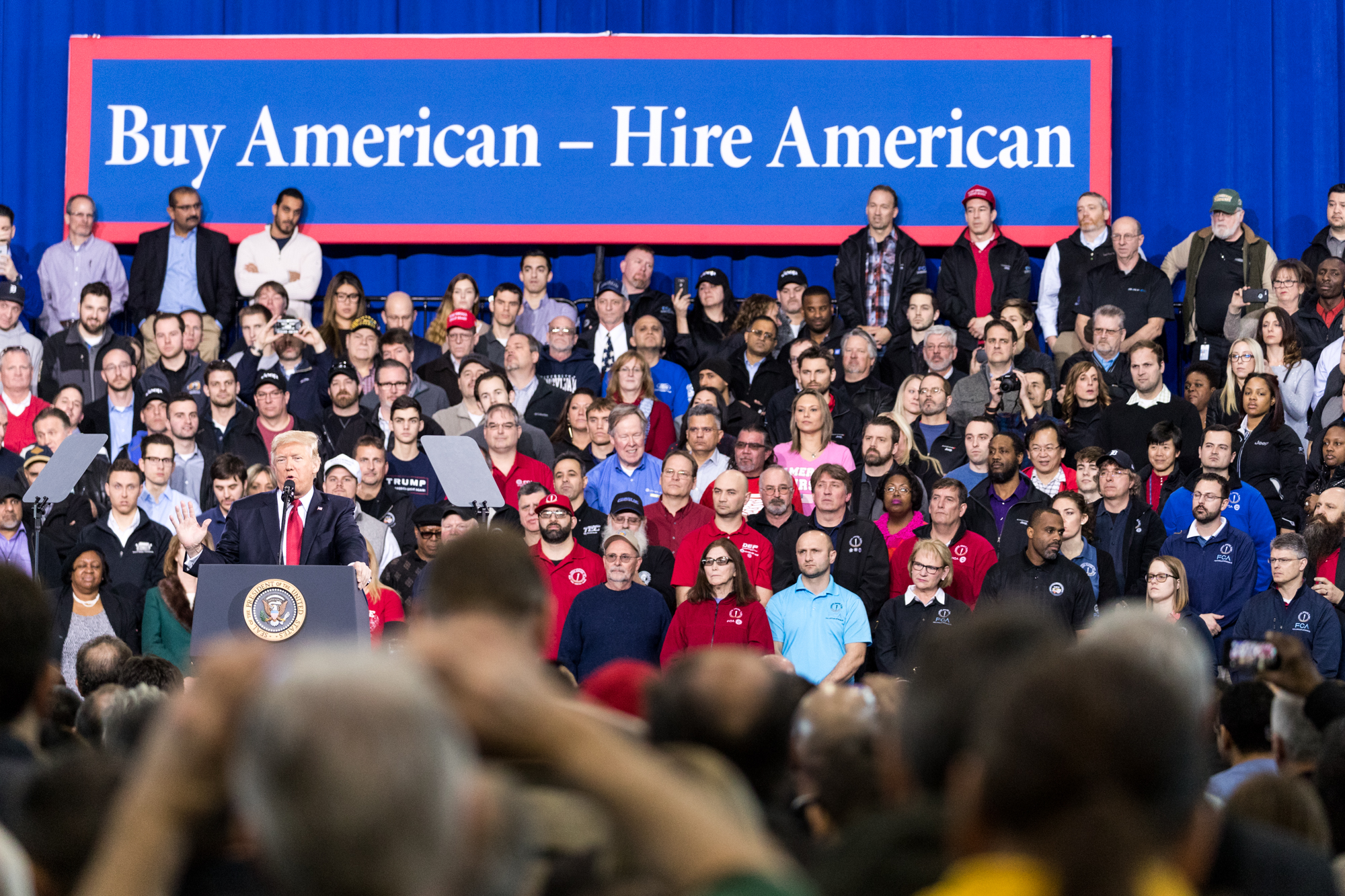
2017年3月，特朗普在密歇根州向汽車工人發表演說

自2018年6月1日起，美国开始对除阿根廷、澳大利亚、巴西、韩国之外其他国家的钢铝产品分别征收25%和10%的关税。欧盟、中国、印度、加拿大、墨西哥、挪威和俄罗斯均因此诉诸世界贸易组织（WTO）。此外，各国纷纷通过对美产品加征关税展开报复。欧盟成员国于6月14日一致同意对总额28亿欧元的美国商品征收25%的关税。加拿大、墨西哥、印度、土耳其、俄罗斯跟随欧盟步伐宣布对美国商品加征关税。
2018年7月25日，欧盟执行委员会主席容克访问白宫时和特朗普达成协议，双方同意就贸易问题进行协商，期间暂且停止互相加征新的关税，但美国之前对来自欧盟的钢和铝分别征收25%和10%的关税决定将会继续实施。
2019年3月，川普表示将把印度從普及特惠稅制度中除名，印度商品将不再跟名单中其他开发中国家一样享有關稅优惠待遇，6月5日起正式生效。6月14日，印度商业和工业部宣布印方将对涉及2.2亿美元的美国20多种商品加征关税。
2019年5月17日，中美貿易戰重啟之際，美國宣佈停止對加拿大和墨西哥鋼鋁產品征收關稅，墨西哥和加拿大也同時停止征收對美國同類產品的報復性關稅。同時，特朗普宣佈推遲180天再做決定是否對日本和歐盟的汽車以及零部件開征25%關稅。原本5月18日是特朗普決定是否開征對日歐汽車進口關稅的最後期限。但很快的特朗普就在5月31日以墨西哥无法阻止非法移民涌入美国为由宣布自6月10日起对进口自墨西哥的所有商品征收5%的关税，若边境危机不解决，到10月1日对墨西哥的关税税率将上调至25%，并保持这一水平，直到非法移民问题得到解决。6月8日，美墨達成協議，墨西哥承諾在墨北部邊境加強管控非法移民力度，美國則無限期暫停對墨關稅計劃。
2019年7月2日，美国商务部宣布，将对来自越南且原产于台灣与韩国的钢铁制品征收最高456%的惩罚性关税。美国分别在2015年12月和2016年2月向韩国和台灣制品征收反倾销和反补贴关税。之後至2019年4月，由越南出口至美国的耐腐蚀钢和冷轧钢数量相较之前同期分别急升332%及916%，美國指責兩國試圖通過越南規避反倾销和反补贴关税。
2019年8月13日，特朗普在宾夕法尼亚州壳牌化工的员工面前表示要离开世界贸易组织，早在他在竞选总统期间，就认为世贸组织给予中国等发展中国家的优惠待遇损害了美国利益。
2019年9月25日，日本允許削减价值约72亿美元的美国农产品进口关税，扩大开放日本对美国农产品的市场。
2019年10月2日，世界贸易组织批准美国每年对价值75亿美元的欧盟产品课征关税，作为对欧盟向空中客车公司提供不合法补贴的反制措施。特朗普称，这是美国的“重大胜利”。10月18日，美国正式对75亿美元的欧盟商品加征关税。
2019年12月2日，曾经给予巴西和阿根廷钢铝關稅特殊豁免权的美国总统特朗普宣布恢復对来自巴西和阿根廷的钢铝课征关税。特朗普指責巴西和阿根廷正在大规模的将本國货币对美元贬值，这样对美國的农民不利。
2020年2月14日，美国贸易代表办公室发表声明称，美国将把针对欧盟飞机的进口关税从10%上调至15%。
2020年8月6日，特朗普签署公告宣布，美国将从8月16日起对从加拿大进口的部分铝产品恢复加征10%的关税。不過在9月15日美方又突然停止對加拿大加征關稅。
2020年11月10日起，欧盟每年将对价值39.9亿美元的波音公司喷气式飞机和其他美国商品征收关税。

## 2020年美国总统选举

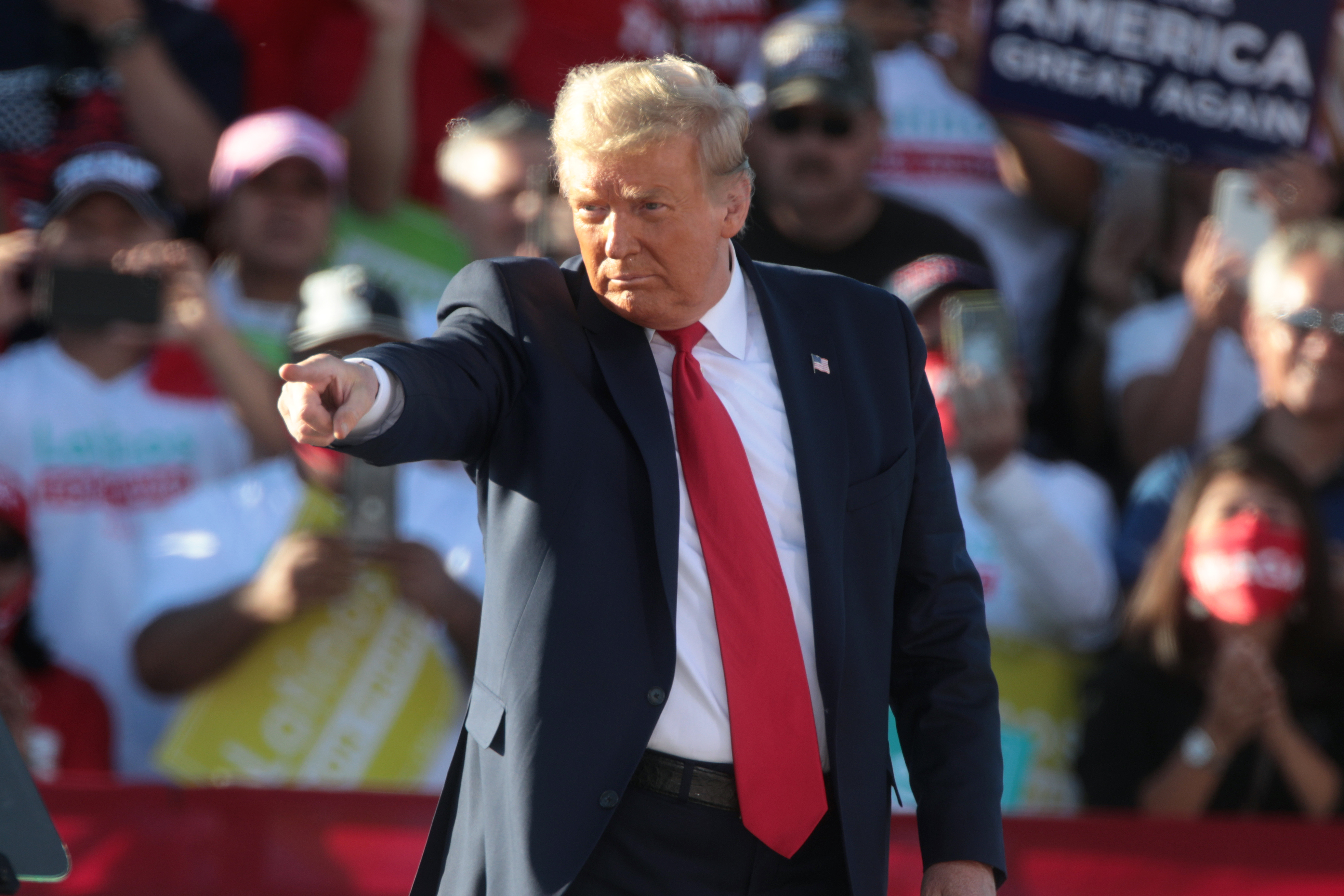
川普在亞利桑那州固特異競選活動中（2020年10月28日）

特朗普打破先例，在就职总统后几小时内就向联邦选举委员会（FEC）提交了竞选连任总统的材料，表达了自己参选连任的意愿。这使得他的2016年选举委员会转变为2020年连任委员会。特朗普在上任不到一个月时，就于2017年2月18日以在佛罗里达州墨尔本的一场竞选集会上正式开启了他的2020年竞选活动。2017年2月1日，他的竞选活动已经筹集到超过700万美元的资金。在任期前两年，特朗普的连任委员会就已筹集了6750万美元，使特朗普的竞选委员会在2019年初时手头就已有1930万美元的现金。从2019年初到2020年7月，特朗普竞选团队和共和党为选举筹集了11亿美元，但他们很快就使用了其中的8亿美元，导致特朗普丧失了对民主党提名人、前副总统拜登的巨大竞选资金优势。竞选活动的资金紧缩迫使特朗普的广告支出骤减。特朗普竞选广告关注的重点是犯罪问题，声称如果他的对手拜登赢得总统职位，大城市将陷入无法无天的境地。
自2020年春季，特朗普开始对本次选举提出质疑，在没有公开证据的前提下声称大选或将被“操纵”，并称“若广泛使用邮寄选票将导致大规模的选举舞弊”。7月30日，特朗普提出推迟选举的想法，被《纽约时报》称之为“对总统礼教非同寻常的破坏”。当8月众议院投票决定向美国邮政服务提供250亿美元的拨款，以提前应对预计会激增的邮寄选票时，特朗普否决了这笔拨款，称要阻止任何增加邮寄选票的行为。2020年8月24日，美國共和黨全國代表大會正式提名特朗普為共和黨在2020年美國總統選舉的候選人。
因美國聯邦各州的投票機制和計票速度皆不一致，加上本次大選投票人口出現暴增，选举结果在11月3號投票日后的几天都無法正式獲得確認。而11月3号大选日结束后的凌晨2点，在計票结果尚不明确的情况下，特朗普即在白宫向支持者宣布自己已经胜選，并要求立即停止计票，称「...某些人企圖偷走这次的选举結果」。然而几天過后計票結果逐漸明朗，拜登被部分媒体和学术机构预测为赢家，面臨敗選的特朗普卻揚言「这次选举远未结束」，并在没有提供確切证据的情况下聲称选举舞弊。特朗普竞选团队在至少5个州提起了16起不同的诉讼，隨後他在推特上發佈宣言，並说“我们会赢”。法律专家表示，特朗普團隊所提起之诉讼几乎没有改变选举结果的可能。特朗普同时阻止其政府官员与拜登合作进行交接准备。11月16日，特朗普再次发推称自己赢得了大选，但被推特官方贴上标签“与官方消息源对这场选举判定的结果不同”。到2020年11月底，特朗普或其盟友在摇摆州提出了50多起诉讼，但大部分被法院驳回。12月5日，拜登在全国普选票数上以8130万张（51.3%）对7420万张（46.8%）领先特朗普。预计拜登将以306票对232票赢得選舉人團的选举
特朗普关于大范围投票舞弊的指控被法官、州选举官员和他自己的政府的美国网络安全和基础设施安全局（CISA）局长驳斥。在CISA局长克雷布斯反驳了特朗普的投票舞弊指控后，特朗普解雇了克雷布斯，称其对选举公正所作评论“非常不准确”。
由于大选后对选举结果的法律挑战基本失败，特朗普淡出了公开活动，引来批评。有媒体认为他的退缩是不负责任的生闷气的表現尤其是在美国冠状病毒病疫情激增的情况下。联邦总务署（GSA）局长墨菲经过两周的抵抗后，宣布拜登看起来是选举的赢家，开始向拜登团队提供过渡资源。11月23日，特朗普在推特上证实了“GSA局长当日致信拜登，表示将向后者提供大选后相应的资源和服务，吉尔伯特也致信美国联邦政府各部门，称墨菲确定拜登和哈里斯是‘显然成功的候选人’”这一信息，并称是自己建议GSA开始过渡进程，但他仍坚称自己会“获胜”。
特朗普在11月26日表示，如果選舉人團投票给当选总统拜登，他将离开白宫。但他及其盟友仍然努力地嘗試使本次選舉因“合法性問題”使之無效化。12月2日，特朗普指责在选举期间“发生了很多糟糕的事情”。他指控总统选举被操纵，充斥着欺诈行为。2020年12月11日，美国最高法院拒绝审理由德克萨斯州总檢察长提起的、得到特朗普及其共和党盟友支持的案件。原告曾要求法院推翻拜登赢得的四个州的选举结果。12月14日，选举人团以306-232票正式确定拜登获胜。2021年1月7日，他发布声明称不同意选举结果，不过仍将在1月20日“有序”交接权力。

### 第一次總統任期尾聲
自2020年11月3日至2021年1月19日，特朗普政府的美国财政部外国资产管制办公室宣布了307项个人和实体黑名单认定。在此期間特朗普政府颁布的制裁数量高于前几届政府，也比他任期的其他時期更多，特朗普任期内平均每年约有1,000个实体和个人被列入黑名单。
2021年1月20日8时15分，特朗普與妻子梅拉尼娅搭乘海军陆战队一号直升机离开白宫，前往安德鲁斯空军基地出席简短的告别仪式，之后再搭乘空军一号前往其居所海湖庄园。特朗普表示拒絕出席數小時後舉行的拜登總統就職典禮，拜登則回應特朗普不出席是好事。

## 在野时期（2021－2025）

### 成立前总统办公室
2021年1月25日，特朗普在美国佛罗里达州棕榈滩县设立前总统办公室。
2021年2月28日，特朗普在保守派政治行动大会发表演讲，暗示可能会再次竞选总统，这是他自卸任以来首次正式公开露面。
2021年9月11日，9.11事件20周年纪念日之际，特朗普访问了纽约市的一个消防站和警察局。
2022年7月25日，特朗普前往华盛顿出席活动并发表演讲，这是他卸任后首次返回华盛顿。

### 成立媒体平台
2021年1月8日，Twitter宣布因认定特朗普违反煽动暴力政策而冻结其推特账号，而Facebook、Instagram、YouTube亦冻结特朗普的个人账号。3月21日，特朗普表示会成立自己的平台来对付Twitter等社群平台，预计在两三个月内会启用。3月29日，特朗普推出其官方网站“The Office of Donald J. Trump”。5月4日，特朗普推出其个人平台“From The Desk of Donald J. Trump”；6月2日，其个人平台因流量不如预期以及被其他社群平台抵制而正式关闭。

### 司法搜查
2022年8月8日，特朗普位于佛罗里达州的海湖庄园被联邦调查局搜查。
2022年9月21日，纽约州检察长对特朗普、他的公司及其领导层提起民事欺诈诉讼，指控他们夸大特朗普的个人净资产，诱使银行向特朗普集团发放贷款。

## 2024年美國總統選舉

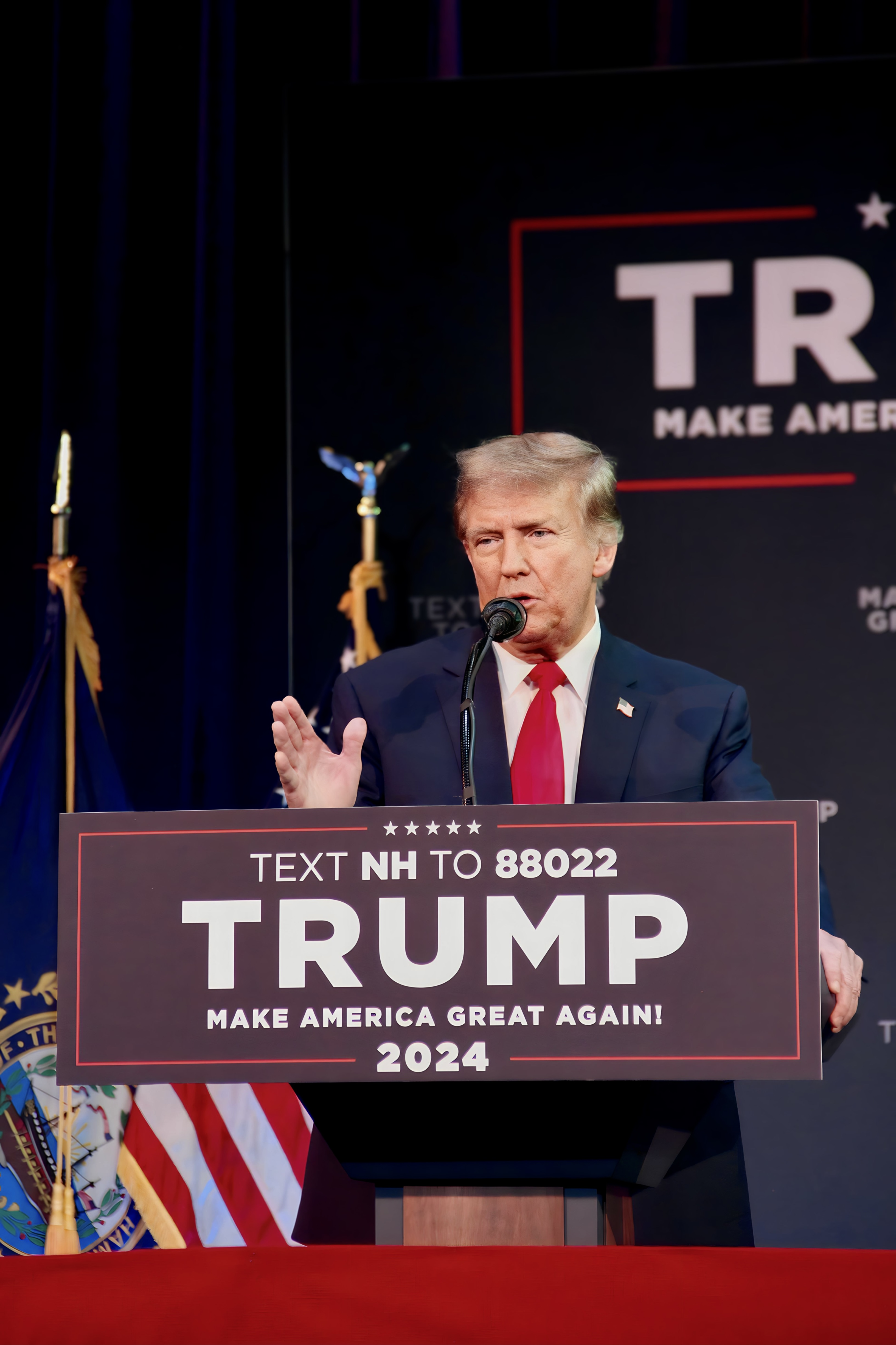
2024年1月，特朗普在新罕布什尔州举行集会

### 参选声明
2022年11月16日，特朗普提交竞选2024年美国总统候选人声明，正式宣布参加总统大选及共和黨初選，并表示其副手不会是迈克·彭斯。

### 各州资格裁决
2023年11月8日，明尼苏达州最高法院裁定特朗普保有在该州初选的参选资格。但12月19日，科罗拉多州最高法院裁定撤销特朗普在该州初选的参选资格，理由是其违反美国宪法第14修正案第三款。随后，联邦最高法院以9比0裁定特朗普不能单方面被各州除名，恢复了其参选资格。

### 起诉和审判
2023年，特朗普因涉及多起刑事和民事指控而被起訴，包括涉嫌支付封口费、试图推翻2020年总统选举结果以及妨碍司法等。2024年5月31日，纽约法院裁定特朗普在“封口费”案中所有34项指控罪名成立，成为美国历史上首位被刑事定罪的前总统。

### 遇刺未遂
2024年7月13日，特朗普在宾夕法尼亚州竞选集会遭遇枪击，耳朵受伤。一名观众身亡，另有两人重伤。枪手被特勤局狙击手击毙。特朗普在治疗后宣布继续参选。
9月15日，特朗普再次遭遇未遂暗杀，但枪手在做出具体行动之前被捕。

### 大选胜利
在选举日开票时，特朗普率先在北卡罗来纳州及乔治亚州两大摇摆州取得胜利，并在其他摇摆州明显领先。特朗普取得的选举人票过半而宣布当选，成为继1892年格罗弗·克利夫兰后首位两次担任非连任总统的美国总统。

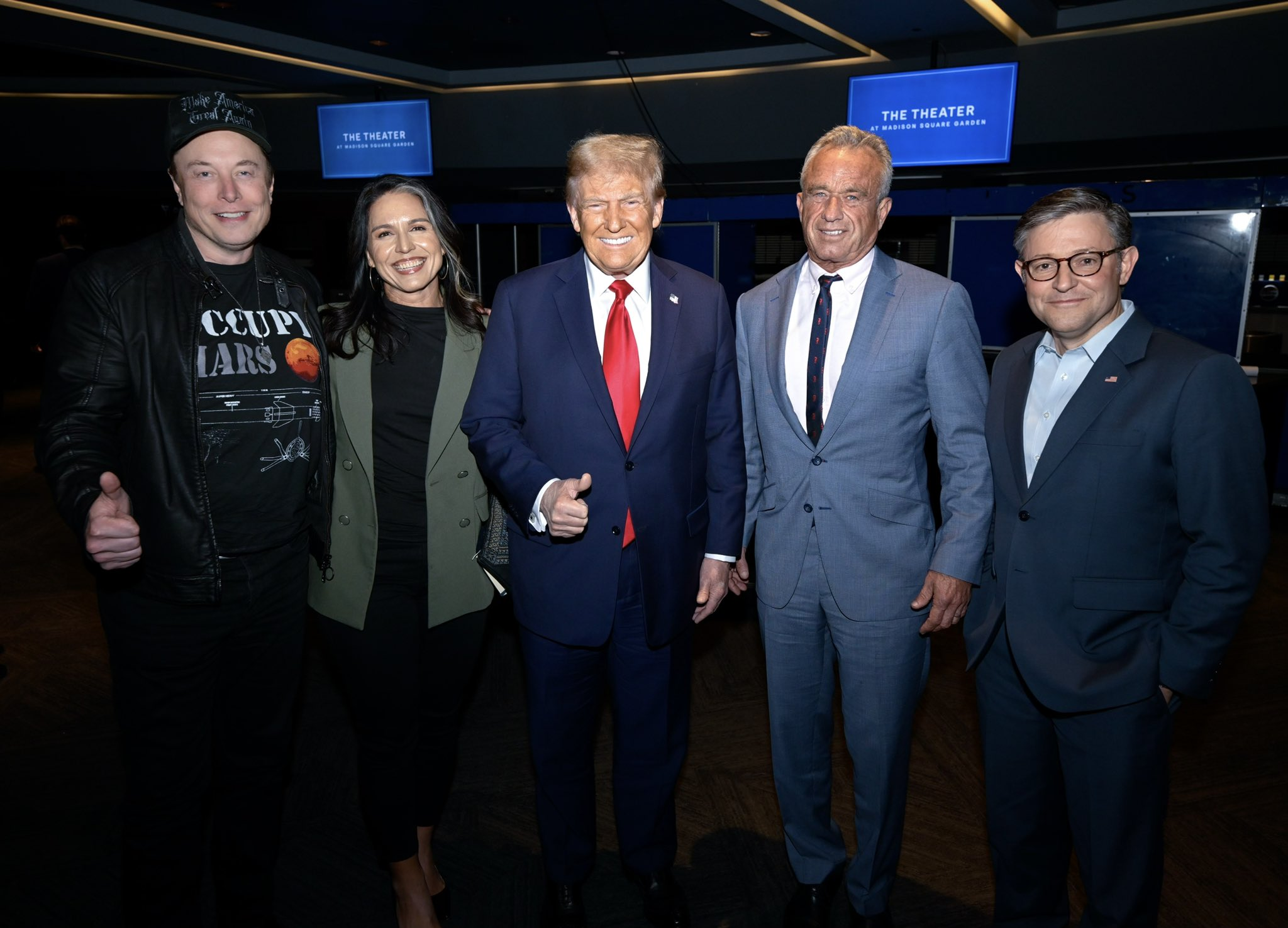
左起：川普與埃隆·马斯克、图尔西·加巴德、小罗伯特·弗朗西斯·肯尼迪和邁克·約翰遜出席於麦迪逊广场花园的终极格斗冠军赛（2024年11月16日）

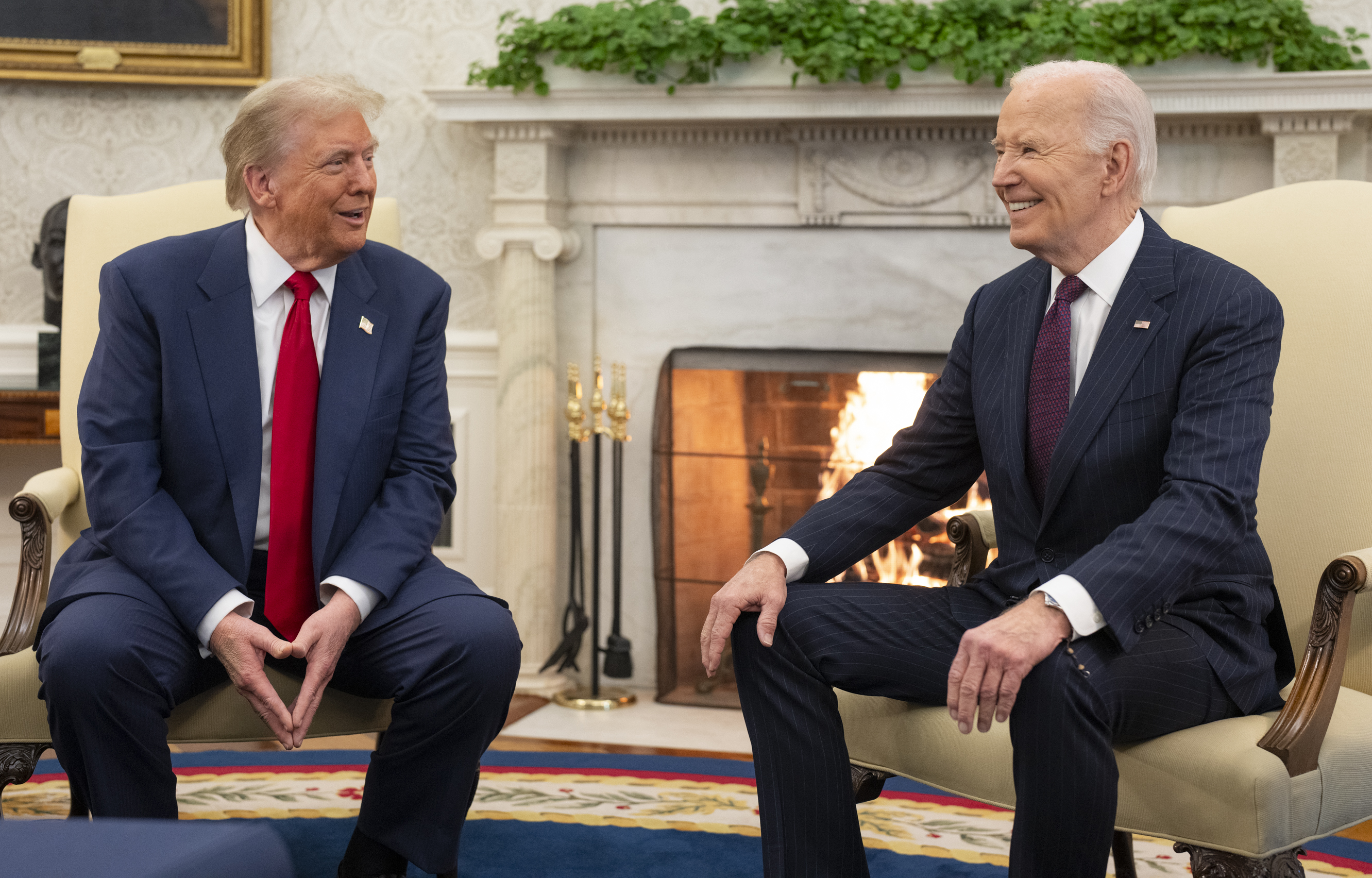
拜登總統於2024年11月13日在椭圆形办公室會見總統當選人川普（美國總統過渡）

## 第47任總統任期（2025－）

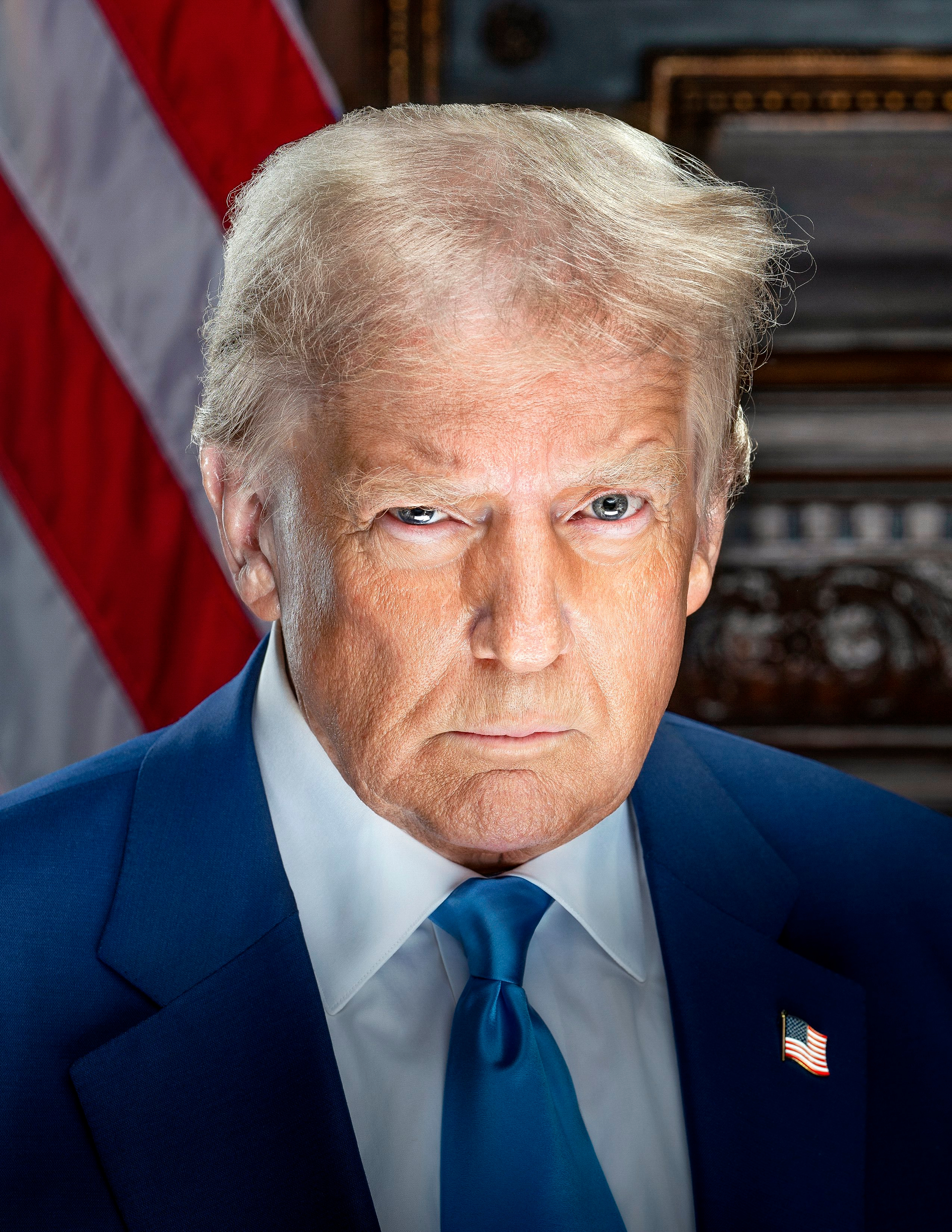
特朗普第二任總統任期的白宮官方肖像照（2025年6月前）

### 首100日
2025年1月20日，特朗普在首席大法官约翰·罗伯茨监督下正式宣誓就任第47任美国总统，他宣誓期間沒有按慣例把手放在聖經上。

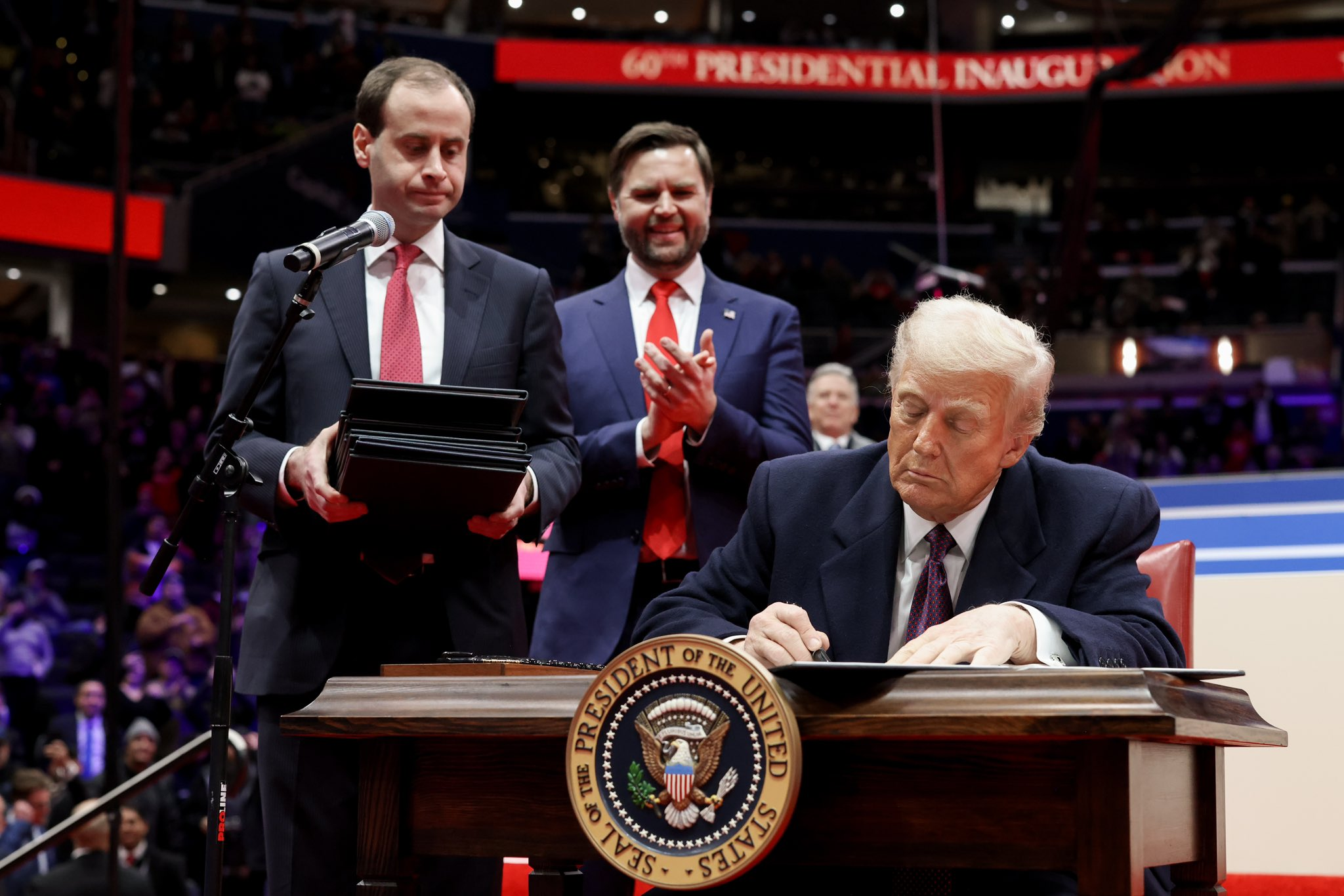
2025年1月20日，特朗普在第一资本体育馆签署行政命令

就职典礼后两小时内，他下令移除马克·米利将军的官方肖像。特朗普上任后，迅速签署了一系列行政命令，被描述为一场“震慑”运动，测试了行政权力的极限，其中许多命令立即引发了法律挑战。其中包括以下行政命令：
- 赦免四年前“国会山骚乱”事件中被捕的1500人[196]
- 将“墨西哥湾”更名为“美国湾”[197]
- 要求短视频社交媒体平台TikTok“不卖就禁用”法律在未来75天内暂不执行[198]
- 宣布南部边境进入紧急状态，要求采取加强人员和资源部署、增加物理屏障等措施，停止所有非法移民入境[199]
- 宣布美国退出《巴黎協定》和世界卫生组织[200]
- 终止无证移民子女的出生公民权[201][202]
- 2月1日起，对从加拿大和墨西哥进口的商品征收25%的关税，对中华人民共和国商品徵收额外10%的关税
- 取消对跨性别者的保护，并让美国政府的官方政策规定性别只有两种：男性和女性
- 冻结对联邦工作人员的新监管和招聘
- 重新把古巴列为恐怖主义支持国
- 撤销对以色列定居者的制裁
- 撤销“旨在降低人工智能风险”的行政命令
- 撤销此前成立家庭团聚工作组的命令
- 将墨西哥贩毒集团指定为外国恐怖组织
- 撤销多元、平等和包容（DEI）计划

特朗普的许多行政命令都撤销了前拜登政府的命令。仅上任第一天就有78项行政命令，他是美国历史上就任第一天发布的行政命令数量最多的总统。
2月20日，特朗普终止联邦政府内所有平权政策，恢复死刑。
3月1日，特朗普签署行政命令，首次在联邦层面确立英语为美国官方语言。
3月26日，特朗普在白宫签令，宣布对所有进口汽车征收25%关税。相关措施将于4月2日生效。

### 大规模解雇联邦雇员并冻结招聘
特朗普在联邦政府范围内实施了招聘冻结，下令在30天内停止联邦雇员的远程办公，并制定了员工随意排班政策/职业分类。特朗普发起大规模解雇员工，其中许多解雇被称为史无前例或违反联邦法律的，目的是任用更符合特朗普议程的员工取而代之。特朗普下令终止联邦政府的多元化、公平和包容(DEI)项目，并让 DEI 办公室的员工休假。他撤销了第11246号行政命令，该命令要求联邦承包商采取平权行动和非歧视做法。川普又即時解僱17名聯邦機關獨立檢察長，但因抵觸國會立法規定而陷入法律挑戰。
2025年2月3日，白宫表示埃隆·马斯克是一名特殊政府雇员。特朗普授予马斯克的政府效率部（不是联邦部门）访问许多联邦政府机构的权限。截至2月初，马斯克的团队已在11个机构中工作 ，其中包括财政部5万亿美元的支付系统，小企业管理局，人事管理办公室和总务管理局。特朗普和马斯克解散了美国国际开发署的大部分机构和人員，但其行動遭到嚴峻的法律挑戰。
此外，特朗普政府在裁員潮中隨意解僱數百名美國國家核安全管理局、美國農業部禽流感專家、印第安卫生局工作人員，在引發混亂後又緊急重新聘請的行為受到批評。

### 移民問題
川普上任後幾天就頒布了針對非法移民的深遠措施。他指示邊境巡邏人員立即驅逐非法越境移民，禁用用於安排越境的CBP One應用程式，恢復在墨西哥的居留權，將販毒集團列為恐怖組織，向南部邊境部署軍隊，並重新修建南部邊境牆。
川普發起了大規模驅逐行動，美國移民及海關執法局(ICE) 在他擔任總統一周內每天逮捕1000多人，目標是每天逮捕1200至1500人。川普最初的驅逐行動重點是庇護城市和川普政府之前形成的罪犯「目標名單」上的個人。對於不符合要求的庇護申請者，也會加快遣返。川普還暫停了難民處理四個月，並撤銷了根據 CBP One 和CHNV人道主義假釋進入美國的移民的假釋身份。2025年1月23日，聯邦法官以終止無證移民子女的出生公民權是「明顯違憲」為由，宣佈暫時終止該行政命令的實施。

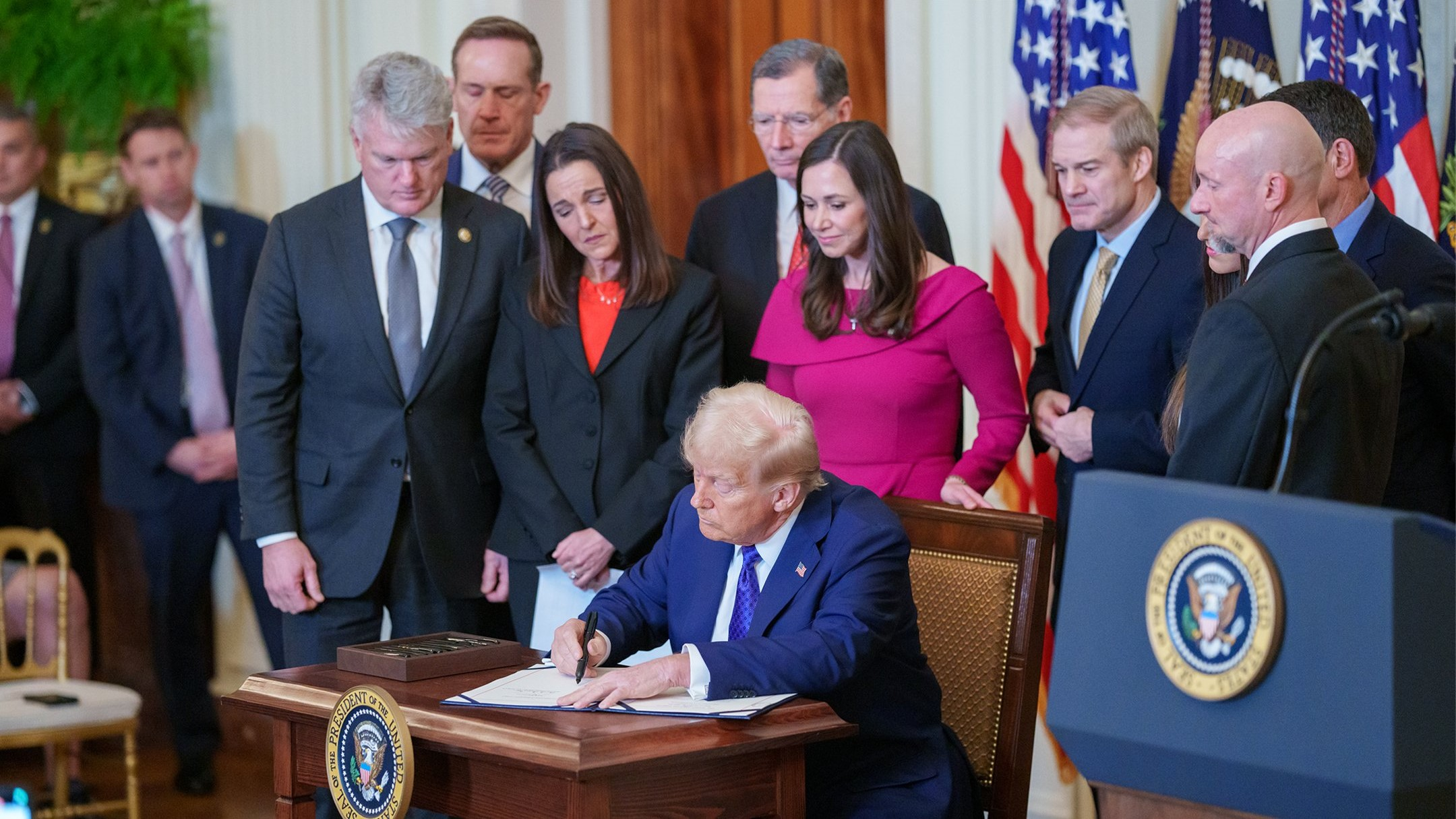
唐纳德·特朗普总统签署莱肯·莱利法案

1月29日，川普簽署了《萊肯·賴利法案》 ，這是川普第二任期內的第一項立法。
2025年6月，美國移民及海關執法局在洛杉磯發起清查非法移民行動，觸發大規模示威，特朗普下令向洛杉磯部署2000名國民警衛隊員，執法人員一度發射催淚彈驅散人群。加州州長葛文·紐森要求特朗普政府撤回向洛杉磯地區部署國民警衛隊的命令，將加州國民警衛隊指揮權交還給州政府。

### 对外政策
川普第二任期的外交政策被描述為門羅主義和美國優先，川普就任前就威脅不排除用武力或經濟手段收回巴拿馬運河，兼併格陵蘭島、加拿大等地區。在上任後，川普就下令美國政府凍結以色列和埃及之外的所有外國資助90天，宣布美國退出世衛組織、聯合國人權理事會、《巴黎協定》，又制裁國際刑事法院等，因而受到歐洲國家譴責。
川普被廣泛認為強硬親以色列，但他在2024年美國總統選舉中承諾他會停止以色列—哈馬斯戰爭。2025年1月19日，他的新政府成員與拜登政府一起斡旋，共同促成2025年以色列—哈馬斯停火，並在川普就職典禮前一天生效。2月6日，在納坦雅胡對華盛頓進行國事訪問期間，川普宣稱巴勒斯坦在撤離並重新安置二百萬名當地居民後，應由美國接管和重建加薩走廊，將該地區變成所謂的「中東里維埃拉」，該言論受到國際社會和阿拉伯族群的普遍反對。
特朗普在上任前就聲稱自己可以「在24小時內解決俄烏戰爭」，在任後積極推動俄烏談判，促成美俄雙方在沙特首都進行第一場和平談判對話，但烏克蘭和歐盟被排除在外。特朗普又提出烏克蘭應該簽署協定，讓美國取得烏克蘭50%的各式礦產資源開發權利，但遭到烏克蘭拒絕并要求重新協商。2月20日，特朗普聲稱澤連斯基是喜劇演員和「未經選舉的獨裁者」，他持續撈油水(Gravy train)讓美國花費3500億美元投入戰爭，又聲稱「恢復2014年以前的領土」和「加入北約」的要求不切實際，催促烏克蘭盡快舉行大選；但其提出的數據遭到媒體事實查核駁斥，他的言論亦遭到歐洲各國的普遍譴責。在俄烏戰爭3周年的聯合國大會表決中，美國與俄羅斯三次共同投票反對加入「保護烏克蘭領土主權完整」、「俄罗斯联邦全面入侵」等的修正決議草案，美國大使最後對被修正的決議草案投棄權票。2025年4月30日，儘管特朗普與澤連斯基曾在2月白宮會面事件中引起不快，但雙方最終成功簽署美烏礦產協議
川普援引《國際緊急經濟權力法》徵收關稅，首先是1月份威脅哥倫比亞允許非法移民的遣返航班降落，隨後2月初又發動2025年美加墨貿易戰，并宣佈對中國商品加徵10%的關稅。2月4日，中國宣佈對美國加徵報復性關稅。2月10日，特朗普對進口鋁材和鋼材劃一徵收25%關稅，同時取消一切國家的關稅豁免。2025年3月4日，特朗普对中国加征10%关税，对加拿大和墨西哥加征25%关税。
2025年4月2日，特朗普宣布了迄今为止最大规模的“对等关税”措施，将对所有贸易伙伴征收至少10%的关税，对欧盟征收20%关税；对中国商品在已征收的20%关税基础上额外征收34%的关税（合计54%），并取消从中国寄出的小包裹免税政策。 对此，中国宣布对美国商品征收34%的关税作为反制。特朗普称如果中国不取消对美关税，则从4月9日起额外追加50%关税（累计达到104%）。

### 對內事務
2025年1月23日，特郎普簽署行政命令，將公布前总统约翰·肯尼迪、前参议员罗伯特·肯尼迪以及馬丁·路德·金恩等遇刺事件有關機密文件；同日川普赦免了23名反墮胎抗議者。
2月10日，美國司法部指示取消對紐約市長艾瑞克·亞當斯的貪污和濫權起訴，理由是臨近選舉和「起訴可能妨礙他協助總統特朗普打擊非法移民的能力」。該決定導致負責調查該案的數名檢察官、4名紐約市副市長先後請辭，他們指責聯邦政府出於「利益交換」而撤銷起訴。
2025年2月，雞蛋價格按月上升15.2%，特朗普在上任前誓言要打擊物價和食品飛漲，但美國蛋價在其任內創下歷史新高。美國爆發的禽流感病毒H5N1被指是主要原因之一，但其中特朗普政府上任後因大裁員停刊《發病率和死亡率周報》(MMWR)兩周、「意外解僱」(Accidentally fired) 美國農業部應對禽流感病毒的專家和員工，後來又把他們重新聘請的行為被指是輕忽疫情和處理不當。
2025年3月20日，特郎普簽署行政命令，正式推動解散教育部。此前他已經解僱了1萬多人。
2025年4月30日，美國商務部公佈第一季美國國內生產總值（GDP）按月按年率計算萎縮0.3%，較特朗普上任前預測的增長2.4%大幅放緩。
雖然在關稅戰的影響下，各大指數均一度下跌大約15%。不過截止2025年7月10日，自特朗普就職以來，美國股市的S&P 500、道瓊斯工業平均指數及納斯達克綜合指數都創下歷史新高；比特幣價格也創下111205.20美元歷史新高。
特朗普上任後，美國的國際形象和旅遊業均受重創。世界旅遊及旅遊理事會（WTTC）向彭博社透露的最新數據，美國預計在2025年損失125億美元的旅遊收入，預計到年底遊客支出將降至1,690億美元以下。這意味著遊客支出年減約7%，並成為全球經濟體中旅遊數字下滑的極少數國家之一。

## 政治立场
特朗普的政治立場反覆變化，曾多次轉換黨籍。1987年之前為民主黨，1987年首次加入共和黨，1999年轉投改革黨。2001年再次加入民主黨，2009年再次加入共和黨，2011年退出共和黨而未加入其它政黨，2012年第三度加入了共和黨，並維持共和黨黨籍至今。
自特朗普第二个任期开始以来，特朗普在意识形态上表现出更多帝国主义、扩张主义倾向。

### 内政

#### 环境政策
特朗普不承认全球暖化和对气候变化的科学观点。2012年，他曾说气候变化是中国人发明的骗局，但其后称自己是在开玩笑。他将环境保护局称为“一个耻辱”，并曾威胁裁撤它的预算。特朗普在2016年竞选中承诺取消奥巴马政府的清洁能源计划政策，同时呼吁退出减少碳排放的巴黎气候协定。在当选后，特朗普发布行政令试图废除奥巴马政府的能源限制政策，2017年6月1日，特朗普宣布美国正式退出巴黎气候协定。在特朗普执政期间，总计已撤销了100多项环境相关政策。特朗普宣称如果他于2024年当选，将再次让美国退出《巴黎气候协定》。2025年1月20日，在特朗普第二次就职当天即宣布美国再次退出巴黎气候协定。

#### 社会问题
特朗普支持“传统婚姻”，但认为美国同性婚姻的合法性是一个“既成”问题。他同时反对堕胎，除非是涉及到强奸、乱伦和威胁到母亲健康的情况的特例。他说他将任命试图推翻「罗诉韦德案」的人担任最高法院大法官。
特朗普支持对第二修正案的广义解读，并称他总体上反对槍枝管制，虽然他的看法有过转变。特朗普反对娱乐用大麻合法化，但支持医用大麻合法化。他支持死刑，以及使用水刑。

#### 医保法案
在2016年的競選活动中，川普称要廢除和替換平价医疗法案，而在上任總統後不久，川普也立即敦促國會這麼做。2017年5月，由共和黨控制的眾議院通過了以黨派形式投票廢除平价医疗法案另立川普保健法案的立法，但由於在參議院表決時3名共和黨籍參議員麥凱恩、柯琳斯和穆爾科斯基跑票反對廢除平价医疗法案，再加上所有民主黨籍參議員的反對，这项提案在參議院中以49:51的票數遭到了否決。
儘管未能廢除歐記健保，川普仍透過簽署行政命令和法案削弱歐記健保，2017年川普簽署的《2017年減稅與就業法案》中規定自2019年起廢除歐記健保中違反個人強制納保的罰款。2019年，國會把所謂的凱迪拉克保險單醫療保險福利稅、醫療器械消費稅和醫療保險稅三項保險稅取消。而川普在其總統任內也未曾放棄廢除歐記健保的打算，並上訴至美國最高法院。

#### 減稅法案
2017年12月，川普簽署了2017年減稅與就業法案，將公司稅率永久降低到21％，將個人所得稅率降低直到2025年，同時也增加了兒童稅收抵免額，將美國的遺產稅免稅額增加了一倍，達到1,120萬美元，並將州和地方稅收減免限制為10,000美元。

#### 國内經濟
自2008年金融海嘯後，從2009年6月開始的經濟擴張期一直持續到2020年2月因2019冠狀病毒病疫情導致的經濟衰退，是美國歷史上持續時間最長的經濟成長。川普则常强调在他的帶領下，美国金融市场和經濟達到了歷史最佳，尤其以道琼斯指数是衡量成功的标。道琼斯指数衡量30家在美国证券交易所上市的大公司业绩，确实在2020年初创下历史新高。然而股市隨後因為COVID-19疫情影響導致的金融恐慌而崩盤，它的崩盘也抹去了川普就职以来取得的所有成就。

#### 移民政策

##### 限制穆斯林移民
2015年11月19日，共和黨總統參選人特朗普表示，他將要求美國設立伊斯兰教徒（穆斯林）資料庫，強制住在美國的穆斯林登記，方便掌握他們的行蹤。在2015年圣贝纳迪诺枪击案發生後，特朗普於2015年12月7日表示如果他當選總統，將暫時禁止外國穆斯林進入美國，直至更妥善的安全措施落實為止。川普援引一些「民調」，說那些數據證明「穆斯林人口有相當多數仇恨美國」。他說：「回教律法授權殘暴行事，包括謀殺非信徒，砍頭，以及其他更不可思議的行動，這些行動對美國人構成威脅。」他說，「誰都一眼可見」所有穆斯林都恨美國，「我們不能任由我們的國家受害於那些只相信聖戰，沒有理性也不尊重生命的人」。特朗普引用美國政府在二次大戰時期拘捕、軟禁甚至驅逐來自軸心國的移民為例子支持自己。
白宮副國家安全顧問羅茲說，川普的說法「完全和美國價值相反」，侵犯美國憲法第一條修正案的宗教自由。
川普後來澄清身為美國公民或在美軍服役的穆斯林不在此限，仍然可以進入美國。特朗普提議的措施是臨時性質，等到有了「更好的甄別方法」就可以終止。特朗普的提議得到廣大共和黨選民的支持，美國廣播公司新聞與華盛頓郵報進行的一項調查顯示有59%共和黨選民支持禁止外國穆斯林入境，以全國人口計則為36%選民支持禁止外國穆斯林入境。

##### 非法移民禁令

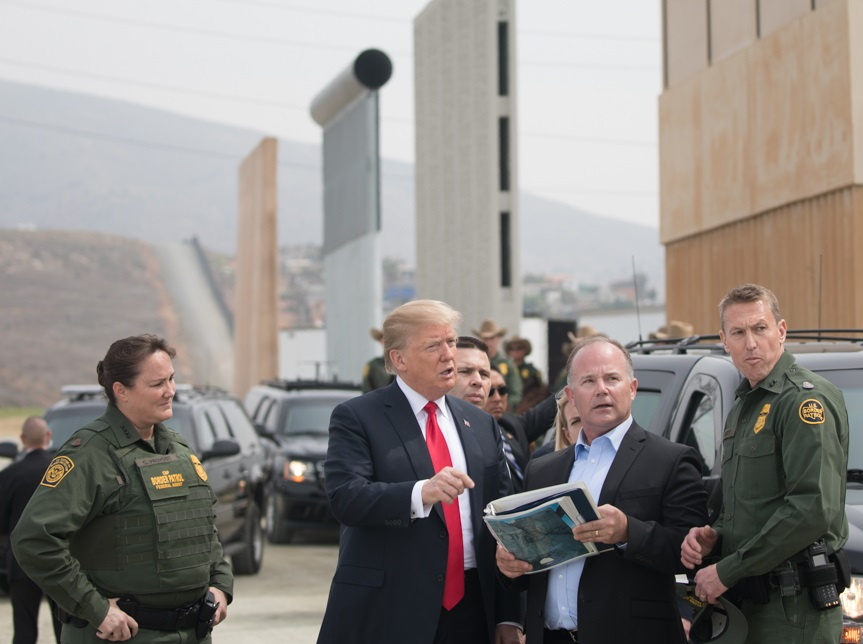
特朗普在加州聖地亞哥視察邊境圍牆

特朗普担任总统期间，主張加強對拉丁美洲移民的入境管制，反對大量非法移民湧入美國，并在美墨边境修建隔离墙。因此被大多媒體人認為是“反移民”、“反墨西哥移民”。另一方面，特朗普支持高技術合法移民留在美國。特朗普在任内多次表明接纳非法移民的坏处，并透过削减美国年度财政预算，以限制每年进入美国要求庇佑的非法移民人数。2020年10月，美国受到COVID-19疫情的影响下，导致大量积压了接纳庇护人数，推迟110万人在美国重新定居的处理。美国国务院在同年进行审核年度财政预算中表示，美国预计将会在2021财政年度收到30万新难民和庇护申请。特朗普对此向美国国务院提呈新建议，要求从2021年起将每年接收非法移民的数量限制在15,000人以下，成为美国自911事件后的历史新低点。以民主党为首的议员谴责特朗普未能保护无辜的受害者，批评特朗普对难民的言辞要比对难民逃离国家的独裁者还要严厉。这项政策直到2021年5月才被改變，美国总统拜登宣布将接纳庇护人数提升至62,500人。

### 外交

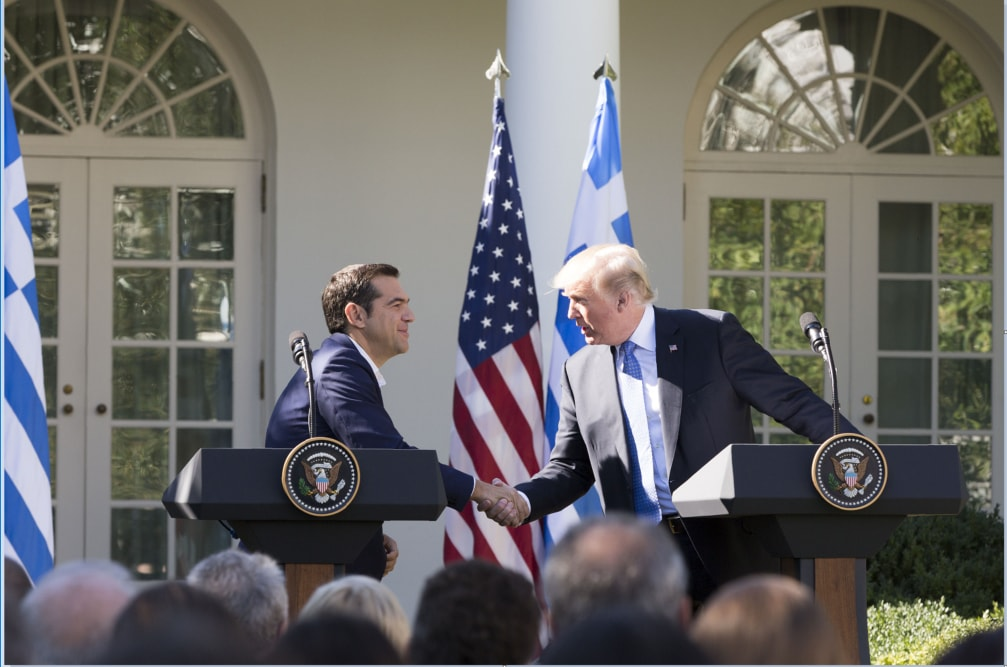
特朗普与希腊总理齐普拉斯会面（2017年10月17日）

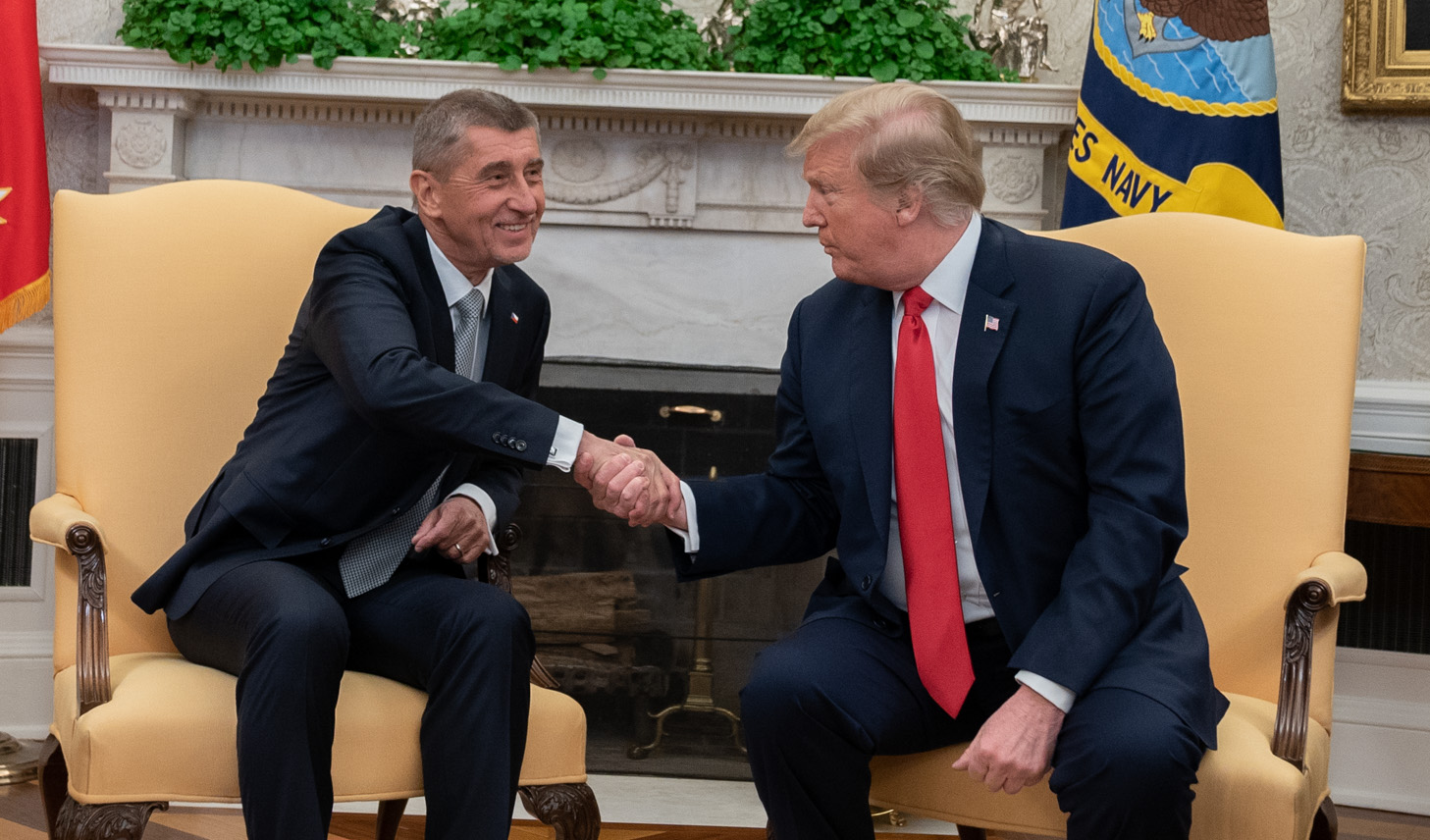
2019年3月7日特朗普在白宫与捷克总理巴比什握手会面

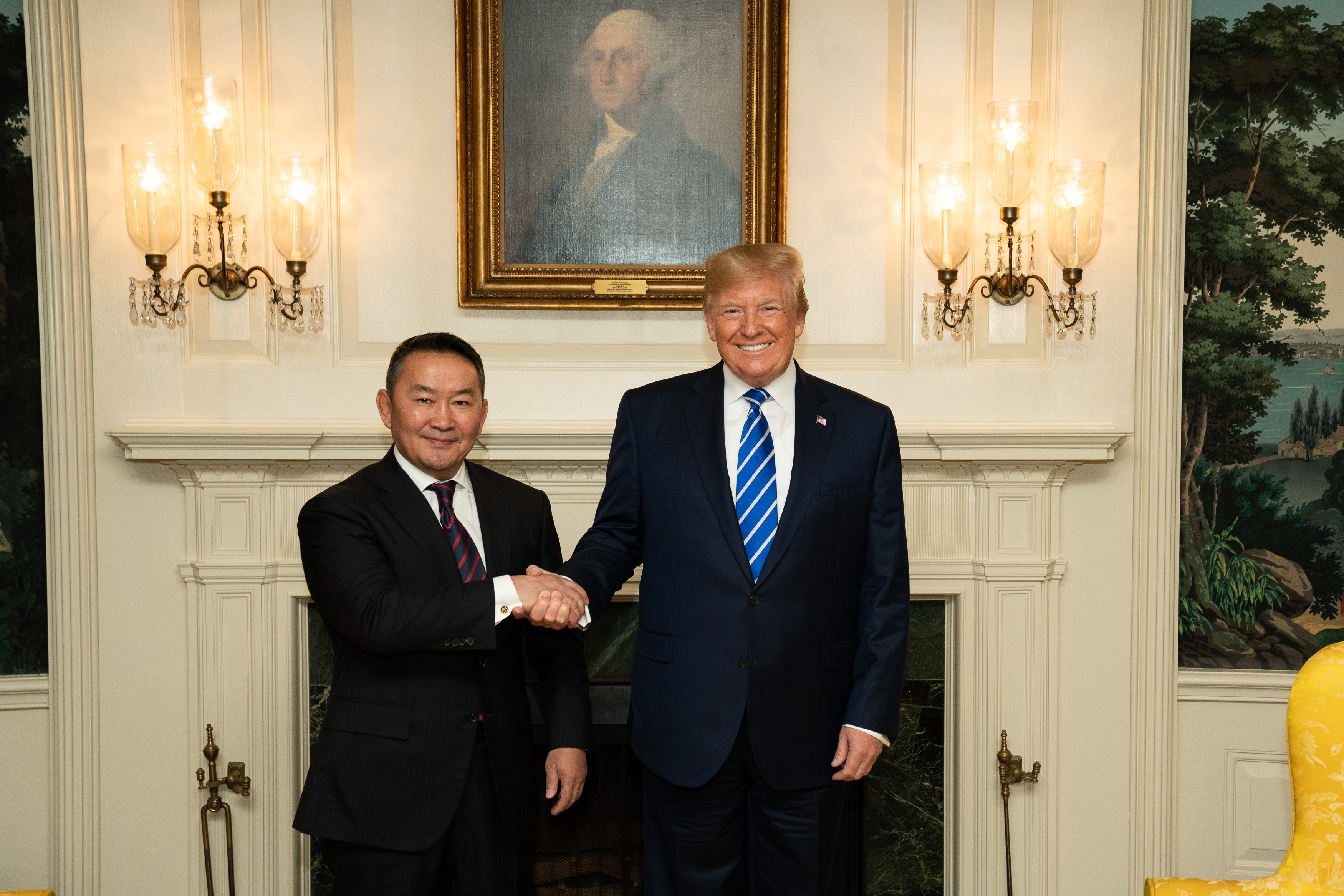
2019年7月31日特朗普在白宫与蒙古总统巴特图勒嘎会面

特朗普主張“美國優先”的外交政策，在外交方面奉行孤立主义、不干涉主义以及贸易保护主义，被视为倾向于经济利益重于对传统盟友的援助关系。自其第二任期的候任阶段起，他对吞并加拿大、格陵兰与巴拿马运河的表态被认为具有门罗主义的政治特征。
特朗普在任期间的政策导致了美国与欧洲国家之间的关系恶化。2018年7月，特朗普在出席北约峰会后要求北约成员国增加自身的国防开支。2024年2月10日，特朗普称美国可能不会保护国防支出不足的北约盟国，引起欧洲领导人批评。

#### 美洲

##### 加拿大与巴拿马

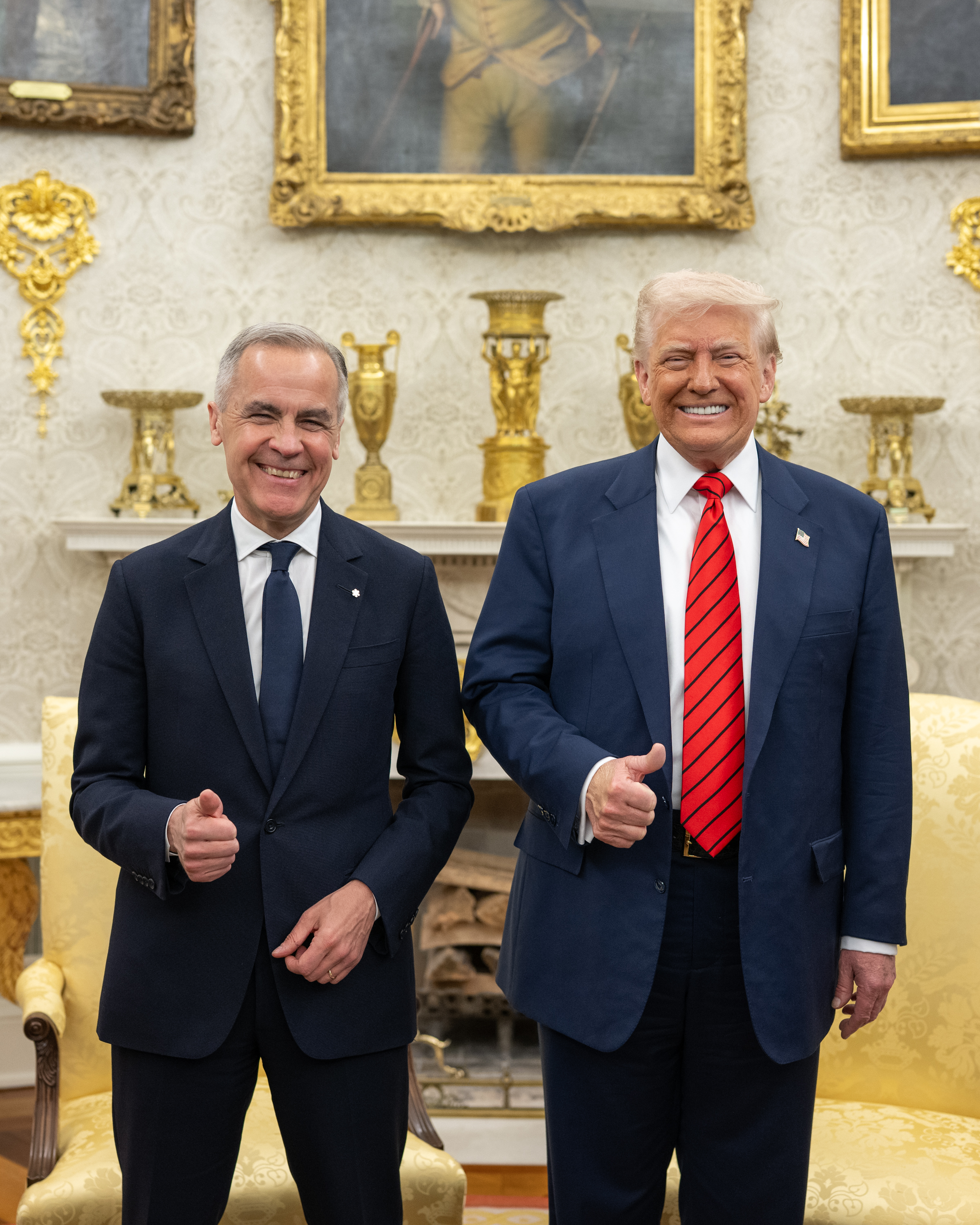
2025年，加拿大总理 马克·卡尼与美国总统 唐纳德·特朗普

2025年1月6日，特朗普在其社交媒体平台上发文称，“如果加拿大成为美国的一部分，将符合其国家利益。”加拿大总理特鲁多则回应称：“加拿大绝不可能，也永远不会成为美国的一部分。”同时，特朗普又对控制巴拿马运河格陵兰岛表现出兴趣，称格陵兰岛“如果成为我们国家的一部分，其人民将极大地受益。”并暗示不排除使用经济和军事等手段。

##### 阿根廷

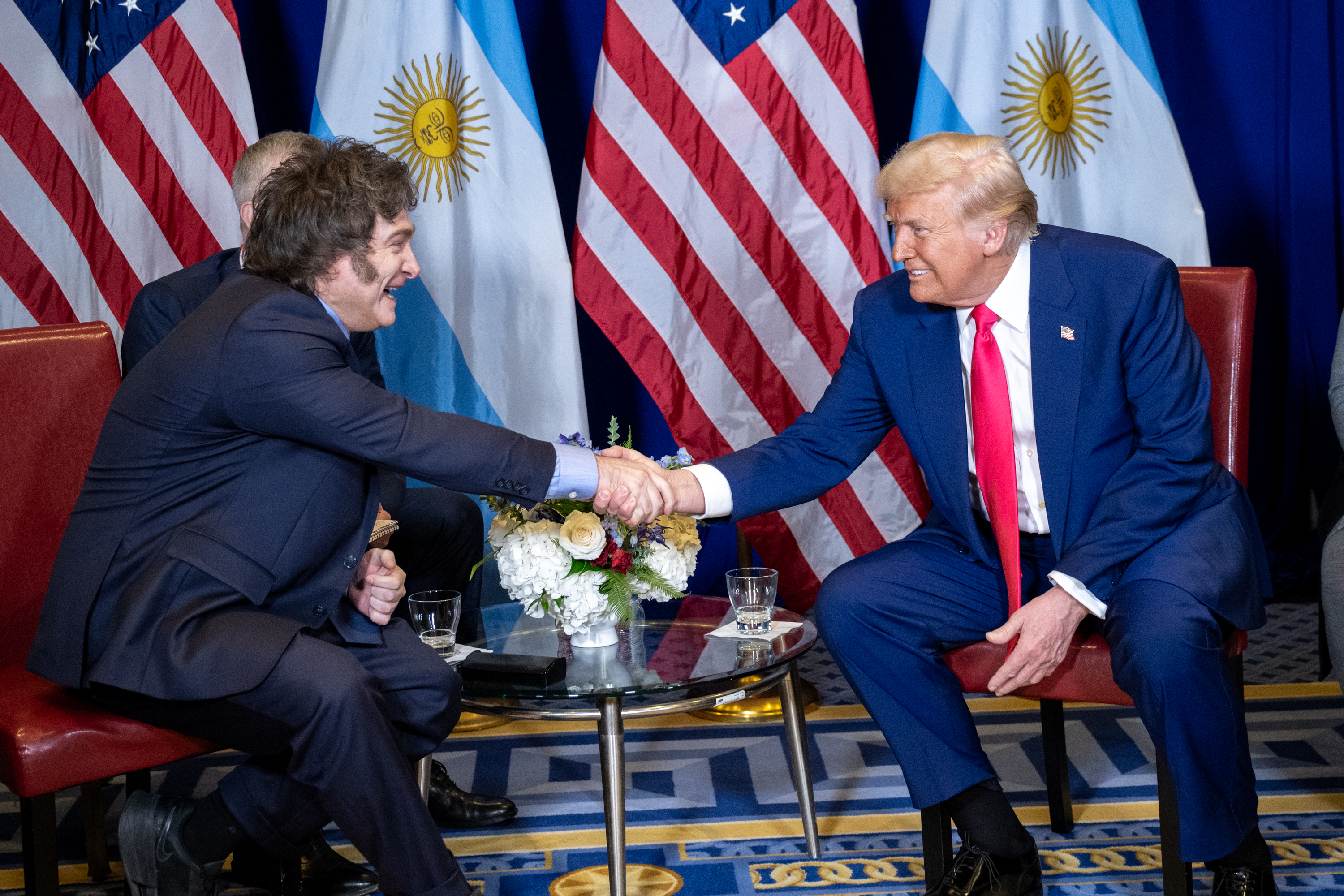
2025年2月，特朗普与阿根廷总统哈维尔·米莱

2024年11月14日，阿根廷总统哈維爾·米萊前往佛罗里达州，在海湖庄园会见特朗普。他是特朗普胜选后首位前往美国与当选总统会面的外国元首。米莱是一名右翼自由主义经济学家，此前曾表示热烈支持唐纳德·特朗普及其政治，希望加强阿根廷与西方世界的外交和经济联系。据报道，在选举结果公布后的一次电话中，特朗普称米莱是他“最喜欢的总统”。阿根廷总统在迈阿密的CPAC峰会上发表讲话。米莱还会见了政府效率部计划主任埃隆·马斯克和维韦克·拉马斯瓦米，就“拆除官僚机构”、削减政府开支和重组联邦人员的目标向他们提供建议。

#### 歐洲

##### 俄罗斯

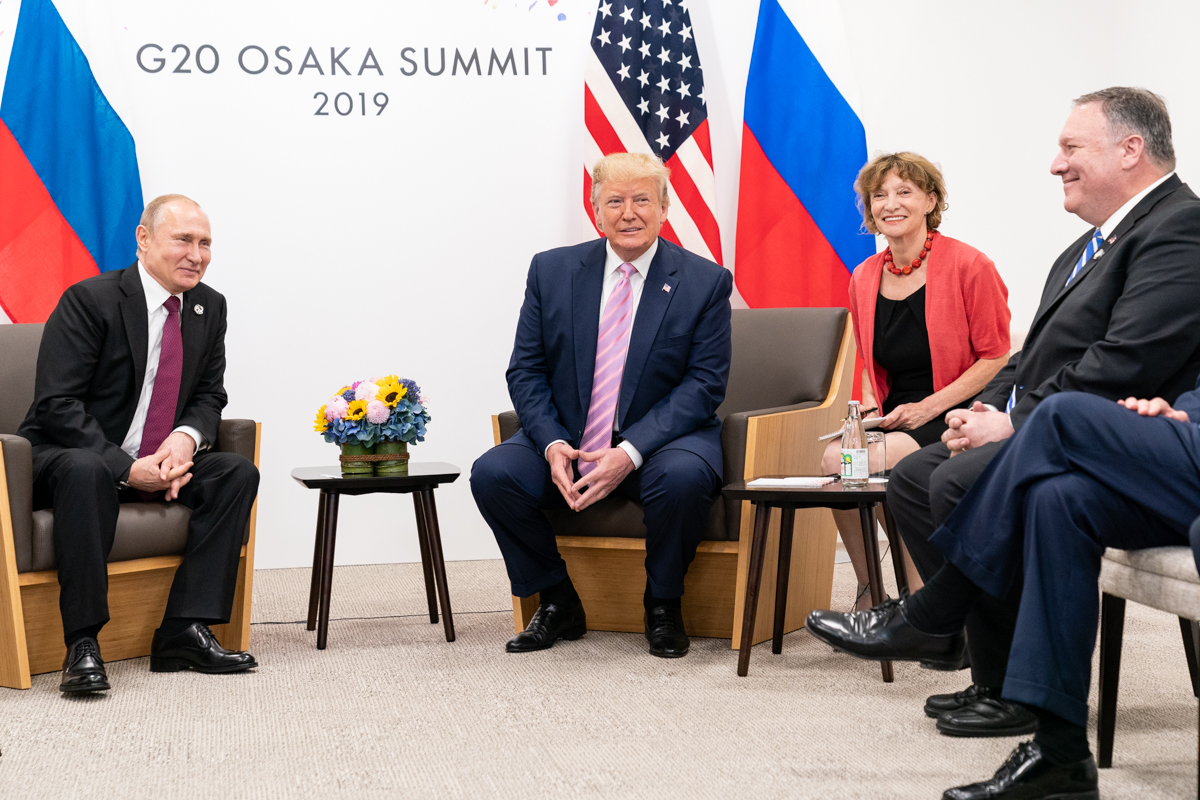
2019年6月，美国总统唐纳德·特朗普（中间），国务卿邁克·蓬佩奧和俄罗斯总统弗拉基米尔·普京（左）在日本大阪会面

不管是在作为候选人还是担任总统时，特朗普多次称希望与俄罗斯保持良好关系，即使是在俄罗斯并吞克里米亚后。他認為與俄為敵將牽制大量資源且毫无意義。欧洲担心，如果特朗普上台可能将对俄罗斯采取更绥靖的措施。

##### 乌克兰
特朗普不支持援助乌克兰。2024年10月17日，特朗普在一次采访中将俄乌战争归咎于乌克兰总统泽伦斯基，称他未能尽职阻止战争发生。
2025年2月，特朗普提出控制乌克兰50%的重要矿产的开采权，作为俄罗斯入侵乌克兰以来美国对乌克兰提供的援助的回报。该协议不包含任何未来的安全保障，也没有美国继续提供援助的承诺。泽连斯基拒绝了这项提议。这使得特朗普猛烈抨击泽连斯基。
2025年2月18日，美国和俄罗斯在排除乌克兰和欧盟的情况下于沙特阿拉伯利雅得举行会议。
2025年2月26日，美国和乌克兰協商矿产协议，特朗普在内阁会议上表示美国对乌克兰提供的安全保障不会承诺太多，称乌克兰的安全应由欧洲承担。2025年3月3日，特朗普下令暂停美国对乌克兰的军事援助。
2025年3月底，特朗普提出了一份新的矿产协议草案，继续要求基辅方面作出让步，补偿美国自俄乌战争开始以来对乌克兰的经济援助，同时没有提供任何对乌克兰的安全保障。特朗普称如果连斯基拒绝协议“将会有大麻烦”。泽连斯基表示，不会接受任何威胁乌克兰与欧盟一体化的协议，同时称不会把美国过去的援助视为给予基辅的贷款。直至4月30日，双方在重新谈判之后达成共识并正式签署协议。

##### 法国

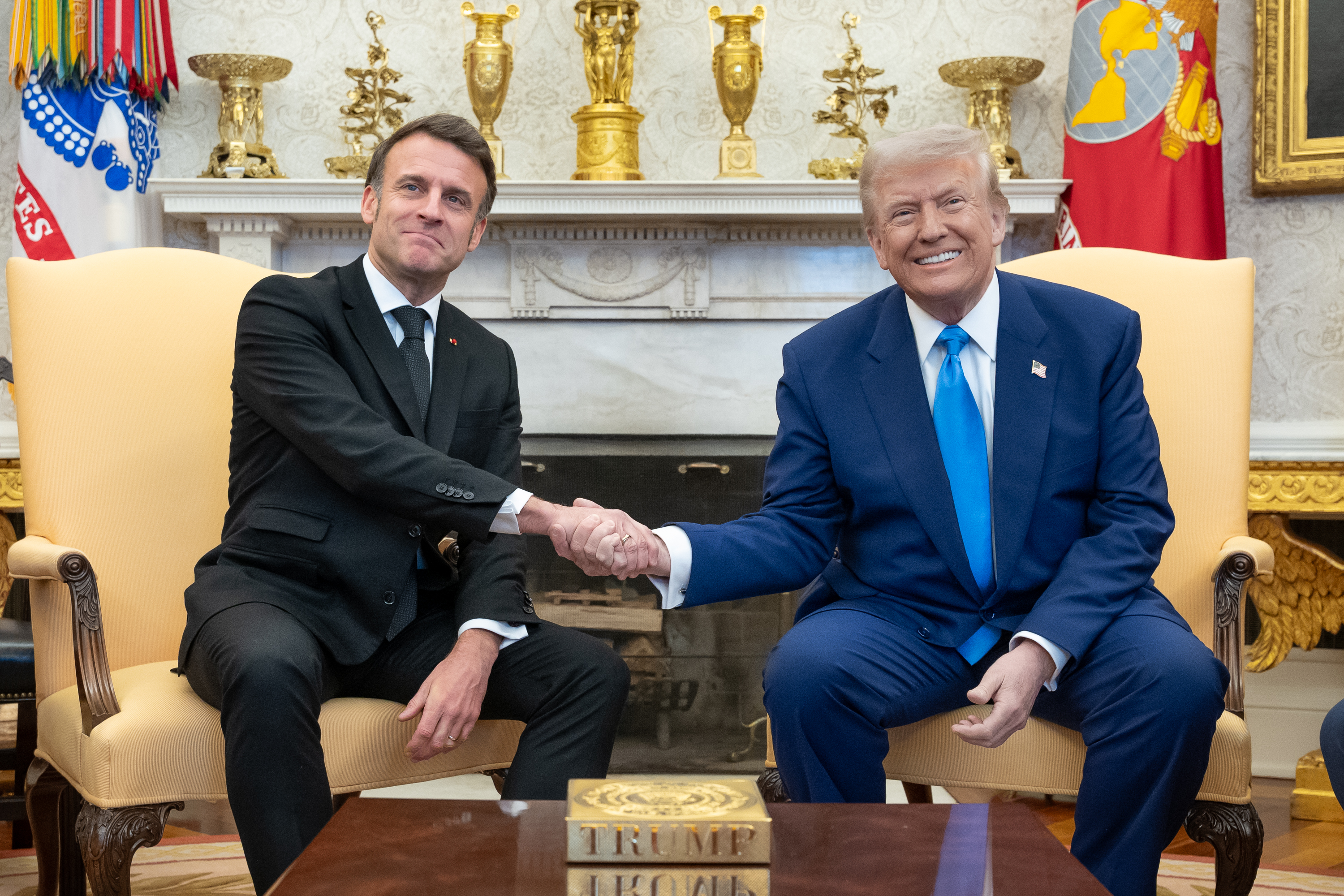
2025年2月，特朗普和法国总统埃马纽埃尔·马克龙

川普與法國總統馬克龙在美國退出巴黎協定和北約「腦死」等諸多議題上有所爭執，也曾譏諷馬克宏支持巴黎協定導致黃背心運動的爆發。

##### 英国

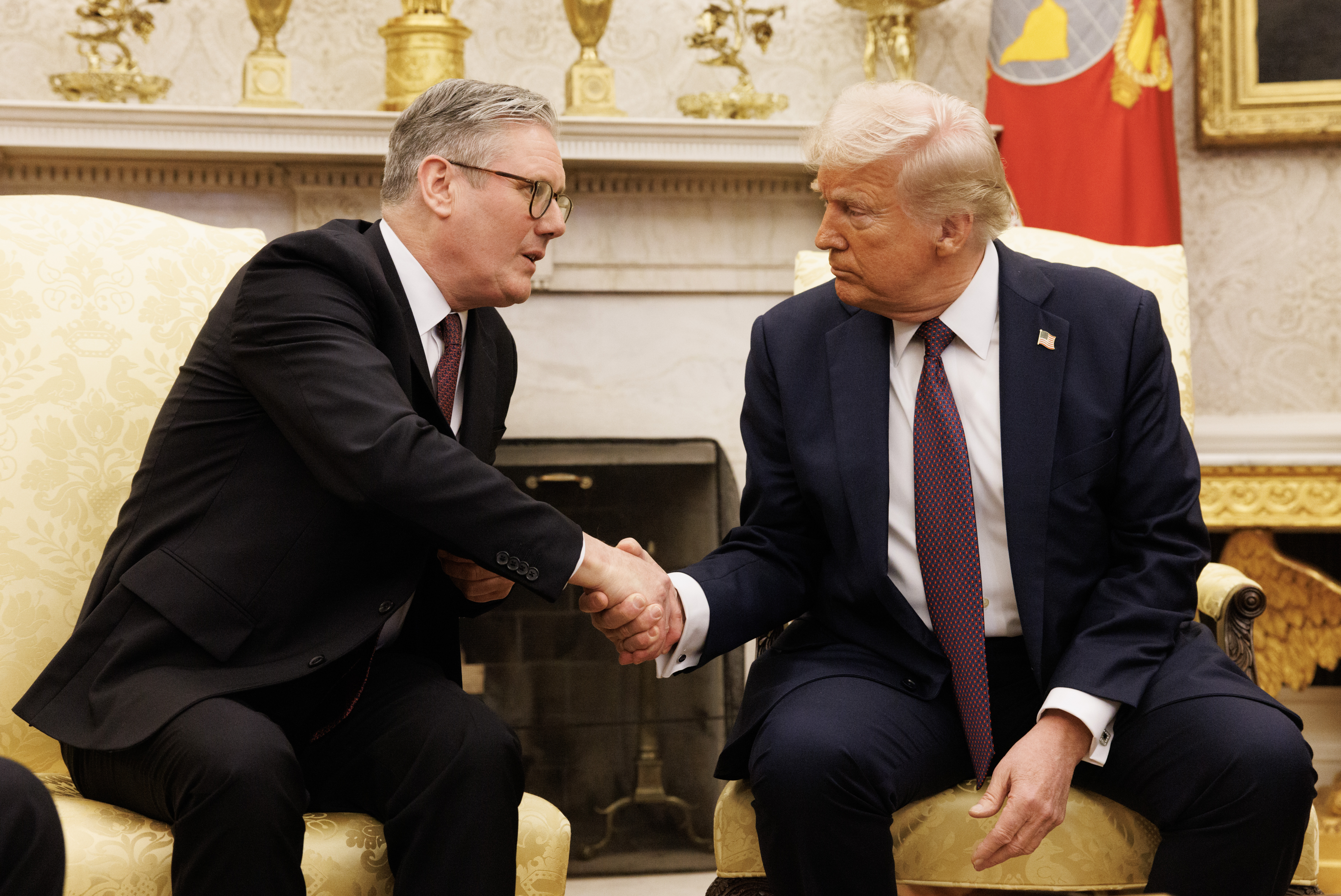
2025年2月，特朗普与英国首相基尔·斯塔默

2024年11月，英国首相基尔·斯塔默在特朗普赢得2024年美国总统大选后，与其他世界领导人通电话向他表示祝贺，称“我期待在未来几年与您合作。我知道，英美特殊关系将在未来几年继续在大西洋两岸繁荣发展。” 2025年2月，特朗普在白宫与斯塔默举行了会晤，特朗普接受了国王查理三世对英国进行国事访问的请求。斯塔默承认特朗普与英国的历史联系和感情，并表示“英国和美国将共同努力，确保我们两国的成功，并为大西洋两岸的人民谋福利。”

##### 爱尔兰

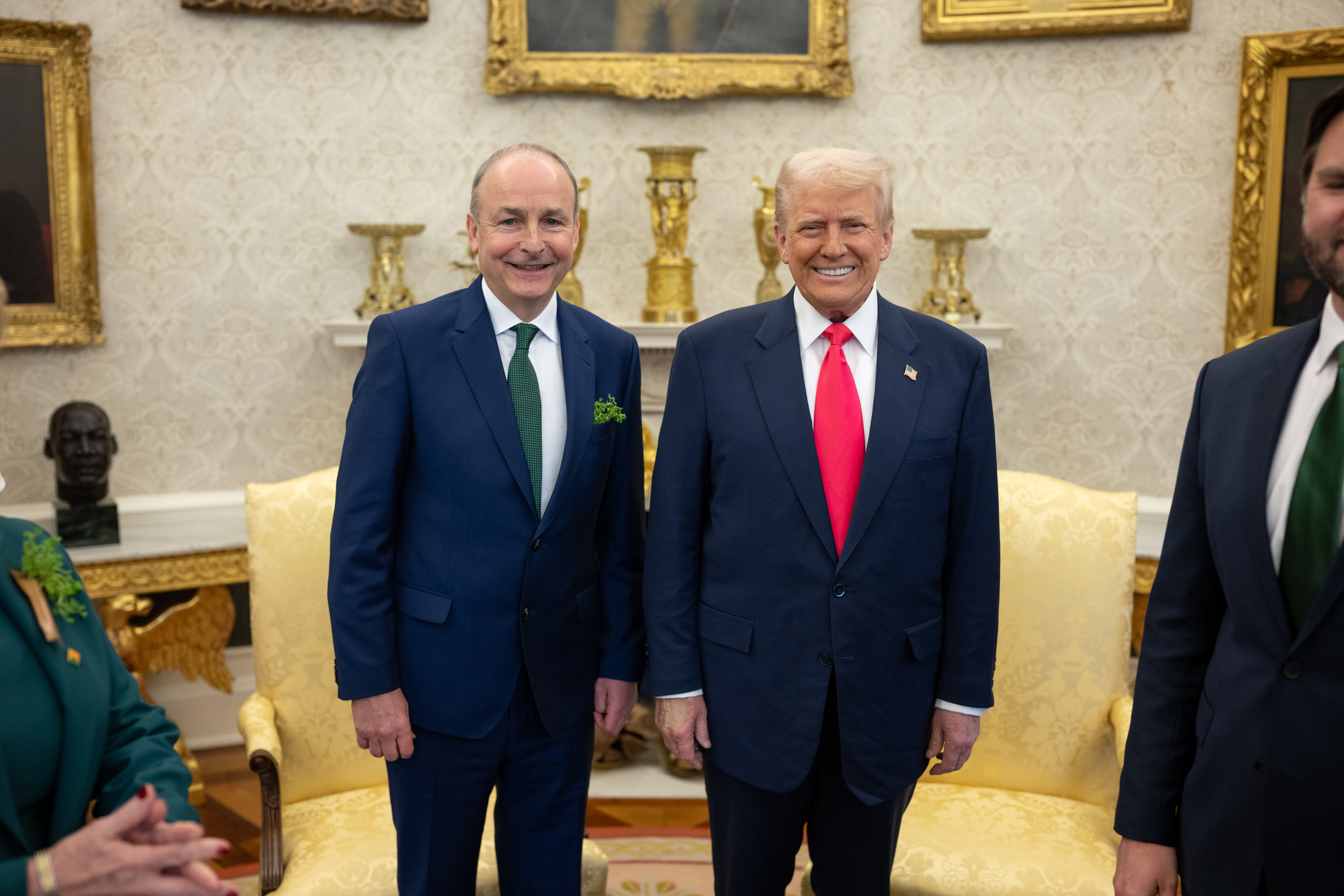
2025年3月，川普和爱尔兰总理迈克尔·马丁

2025年3月，特朗普表示，过去的美国领导人“根本不知道发生了什么，突然之间我们的制药公司就落入了爱尔兰”，并且“美国不应该让这种事情发生”；大量美国制药公司设在爱尔兰是由于爱尔兰的税收政策。

##### 意大利

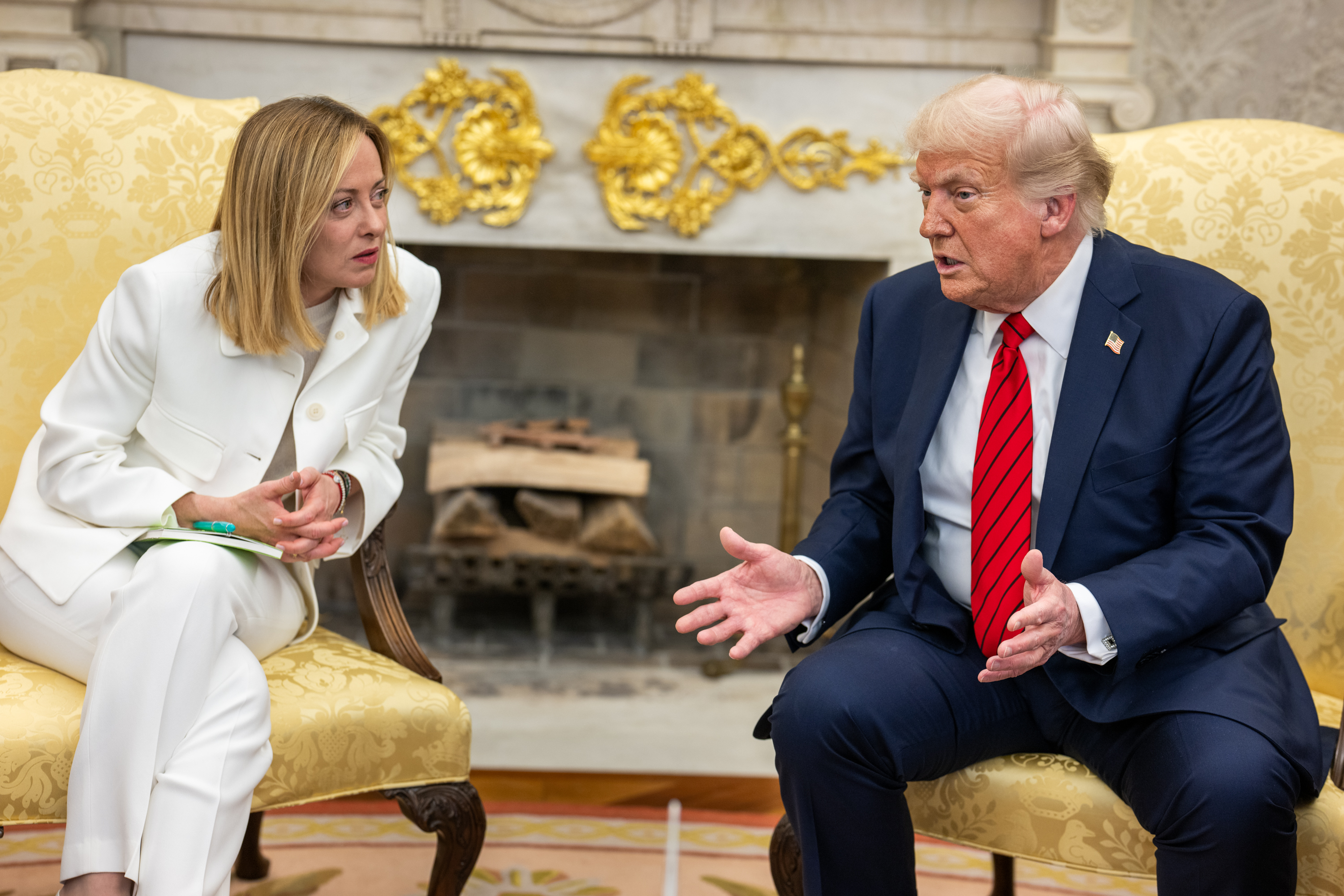
2025年4月，和意大利总理乔治亚·梅洛尼

2025年4月，意大利总理乔治亚·梅洛尼访问白宫与特朗普会谈，重点讨论加强美意关系、贸易和更广泛的跨大西洋合作。此次会晤突显了两位领导人在一系列政治问题上的一致性。梅洛尼是唯一一位参加特朗普2025年1月就职典礼的欧洲领导人，她试图将自己定位为美国和欧盟之间的关键对话者，尽管她与特朗普的密切关系引起了一些欧洲官员的担忧。

##### 挪威

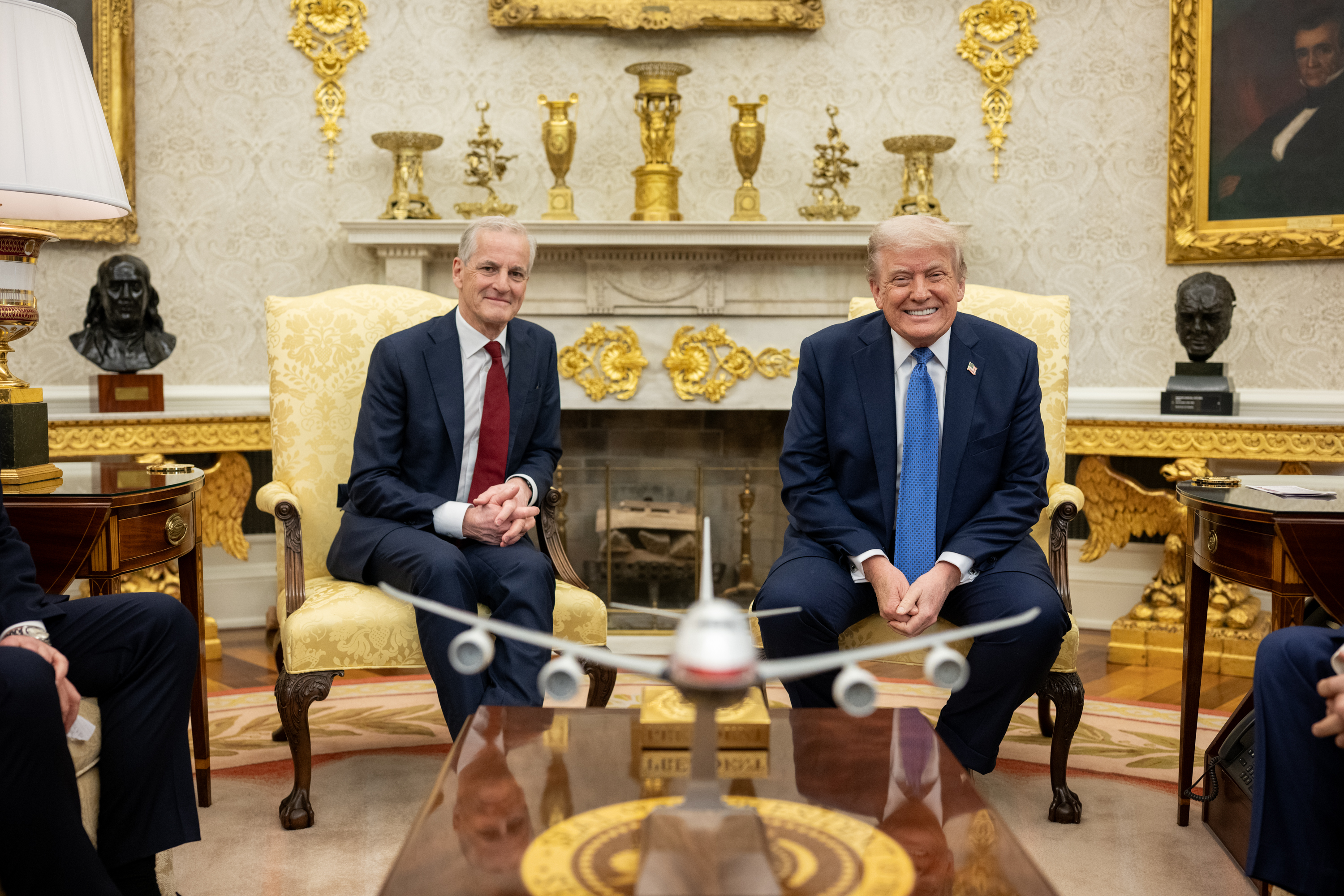
2025年4月，川普和挪威首相乔纳斯·加尔·斯托尔

2025年4月，挪威首相约纳斯·加尔·斯特勒和财政部长延斯·斯托尔滕贝格前往白宫拜访特朗普，讨论乌克兰战争、贸易关系以及北极合作。

##### 波兰

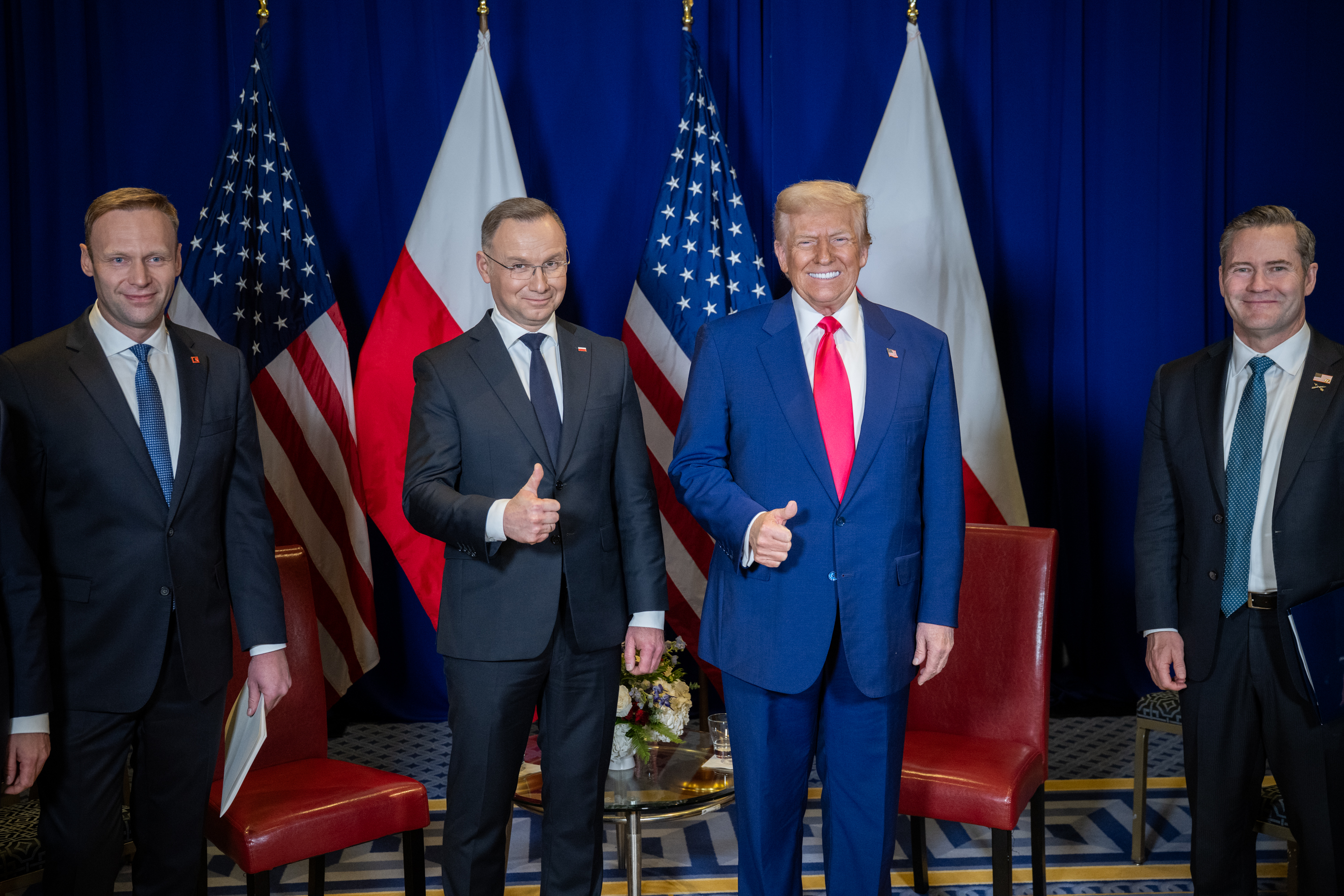
2025年2月，川普和波兰总统安德烈·杜达

2025年2月22日，波兰总统安杰伊·杜达与唐纳德·特朗普会面。2月28日，特朗普在椭圆形办公室的简报会上表示：“我对波兰非常忠诚。我认为波兰确实不负众望，为北约做出了巨大贡献。如你所知，他们付出的代价超出了他们应得的。他们是我见过的最好的群体之一。”

#### 中東
在2007年3月的一次CNN訪問中，特朗普在談論到當時小布什政府時有所指責，特別是關於處理伊拉克戰爭的問題上，以及近來開除多位美國檢察官的爭議。特朗普在2016年參選時，再次表達其反對伊拉克戰爭的立場。

##### 以色列

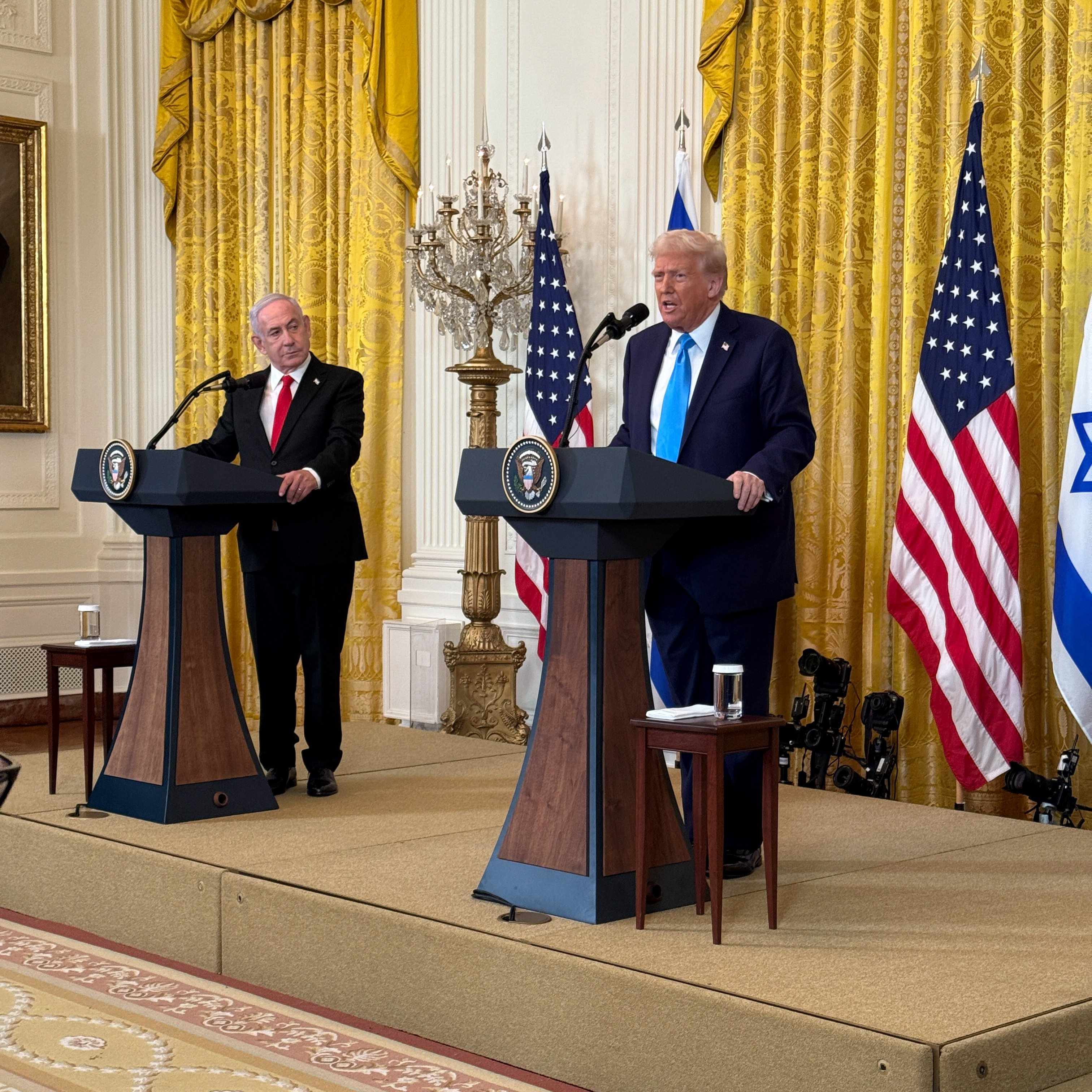
2025年2月，川普与内塔尼亚胡

川普是積極的以色列支持者。2017年12月6日，特朗普在白宫发表演讲，正式宣布承认耶路撒冷为以色列首都，并且宣布将美国驻以色列大使馆迁至耶路撒冷的计划，后又承认戈兰高地为以色列领土。他的一系列举措引來伊斯蘭國家的反對。2020年8月13日，在特朗普居中斡旋下，以色列与阿拉伯联合酋长国在白宫簽署和平協議，成為第三個和以色列關係正常化的阿拉伯國家。同年9月11日，特朗普再次居中协调以色列与巴林签署和平协议。10月23日，川普再次促成阿拉伯國家蘇丹與以色列達成和平協議。這是繼埃及、約旦、阿拉伯聯合大公國和巴林後與以色列達成和平協議的第五個阿拉伯國家。

##### 阿富汗

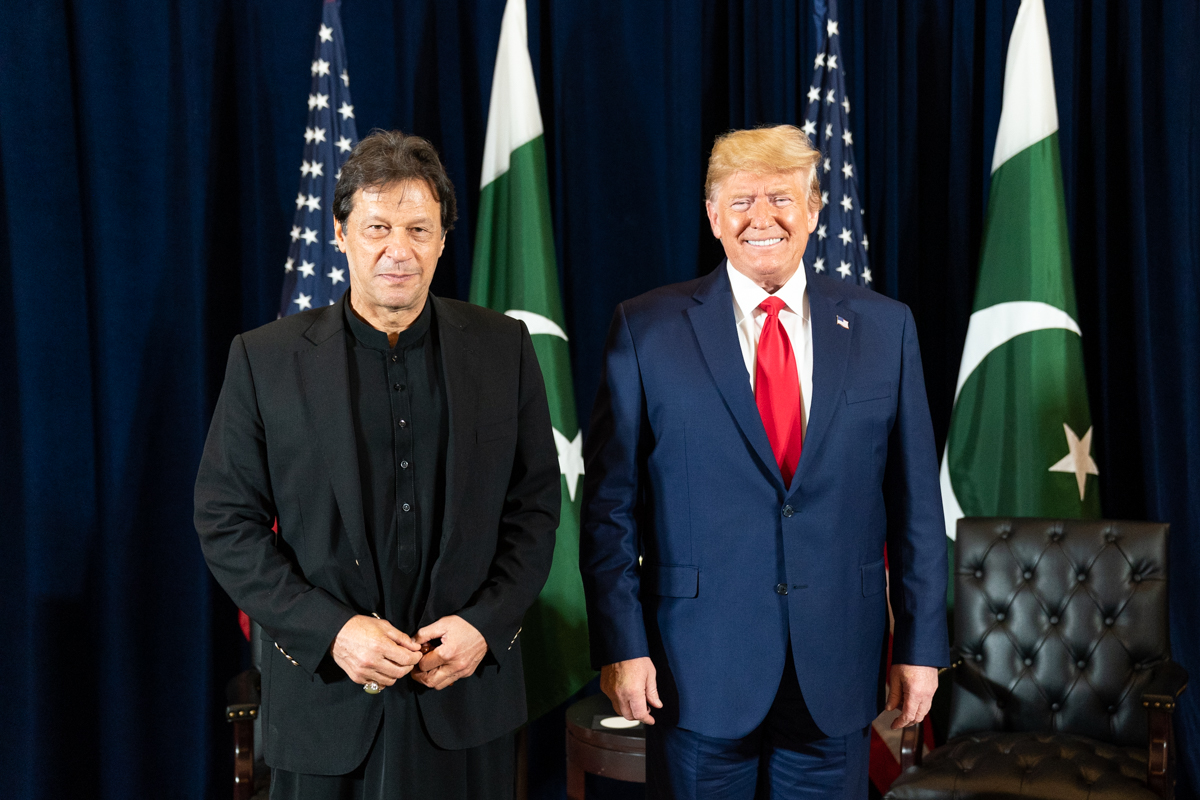
2019年9月23日特朗普在纽约与巴基斯坦总理伊姆兰·汗会面，讨论阿富汗撤军问题

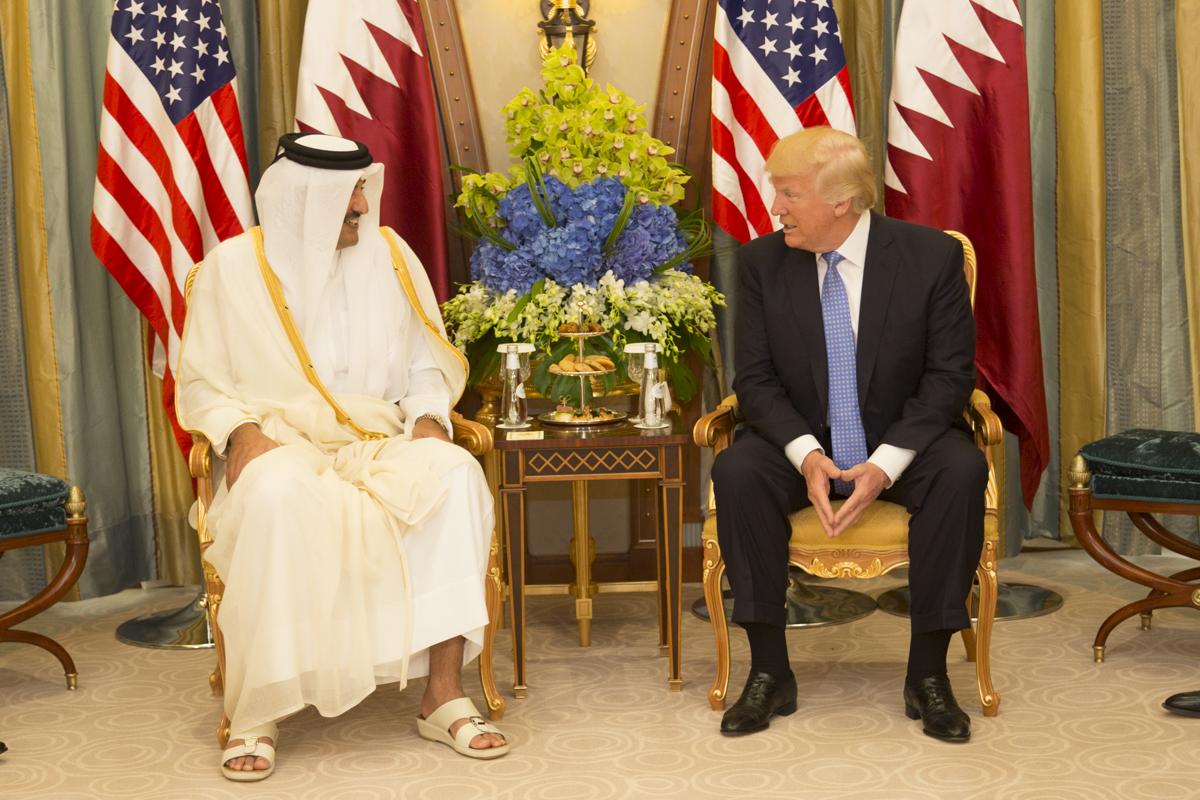
2017年5月21日，卡塔尔埃米尔塔米姆接见特朗普

川普在選前稱自己當選後將會把美軍撤出阿富汗，但是截至2017年1月，美軍在阿富汗的部隊人數從8,500人增加至14,000人，因而有部分人士批評他違反自己的竞选诺言並進一步介入阿富汗戰爭。2020年2月29日，美國和塔利班達成並簽署了附帶條件的阿富汗和平協議，日後美軍將逐步撤出阿富汗。

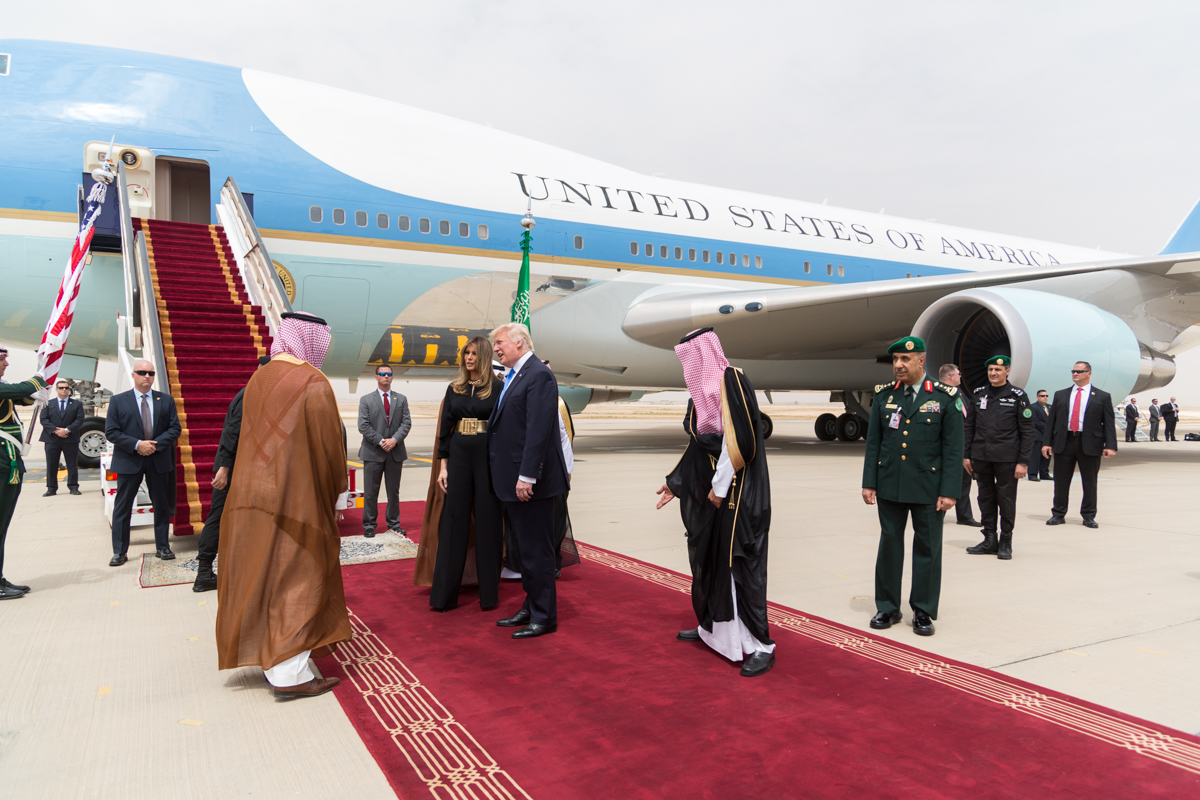
2017年5月20日，特朗普抵達沙特阿拉伯

##### 伊朗

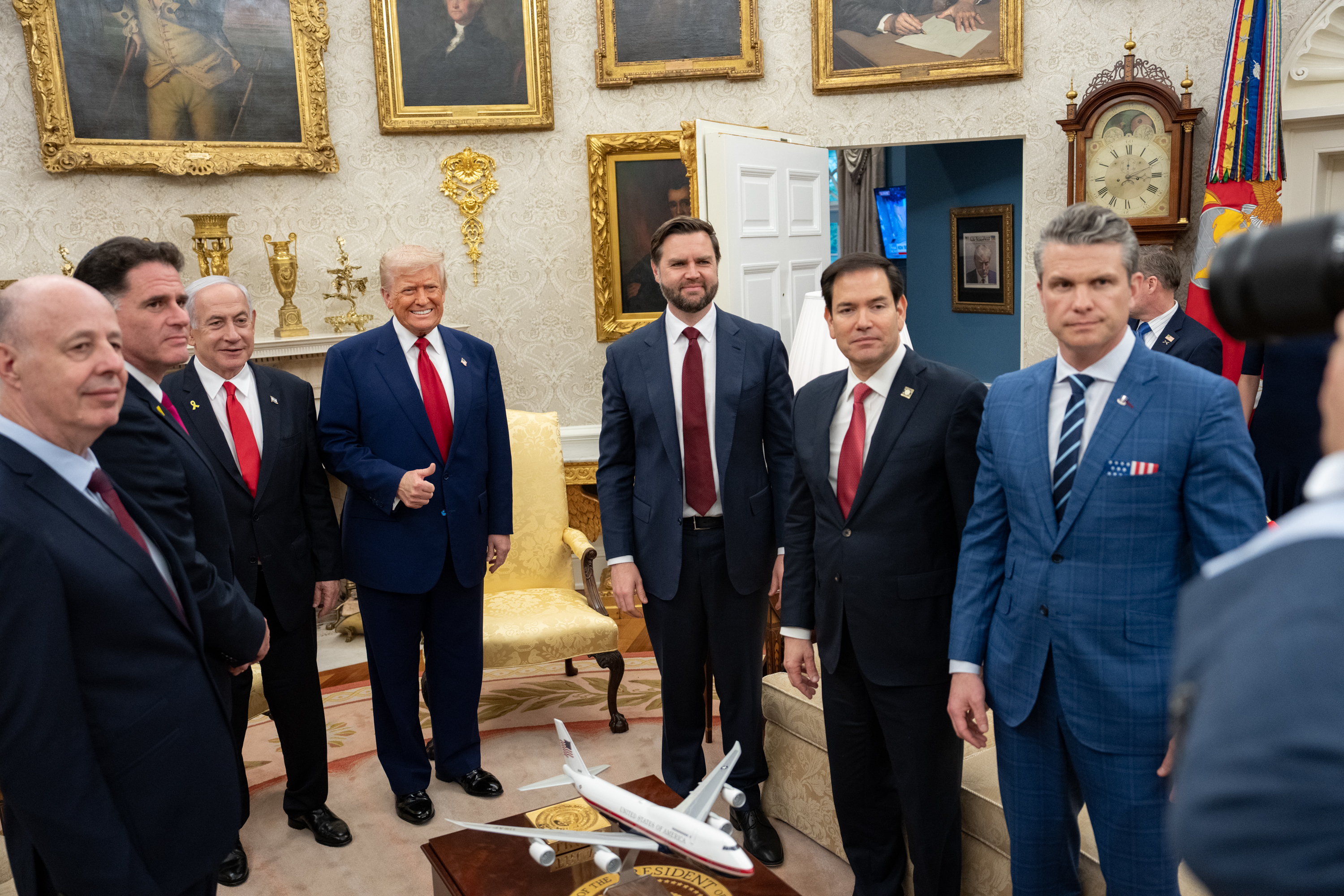
2025年4月7日，内塔尼亚胡和特朗普在白宫讨论了来自伊朗的威胁

特朗普積極拉攏以色列和沙特阿拉伯以对抗伊朗。2018年5月8日，美国单方面退出了伊朗核协议并加强了对伊朗的经济制裁，引發了波斯灣危機。此举可能导致伊朗重新启动核计划。

##### 沙烏地阿拉伯

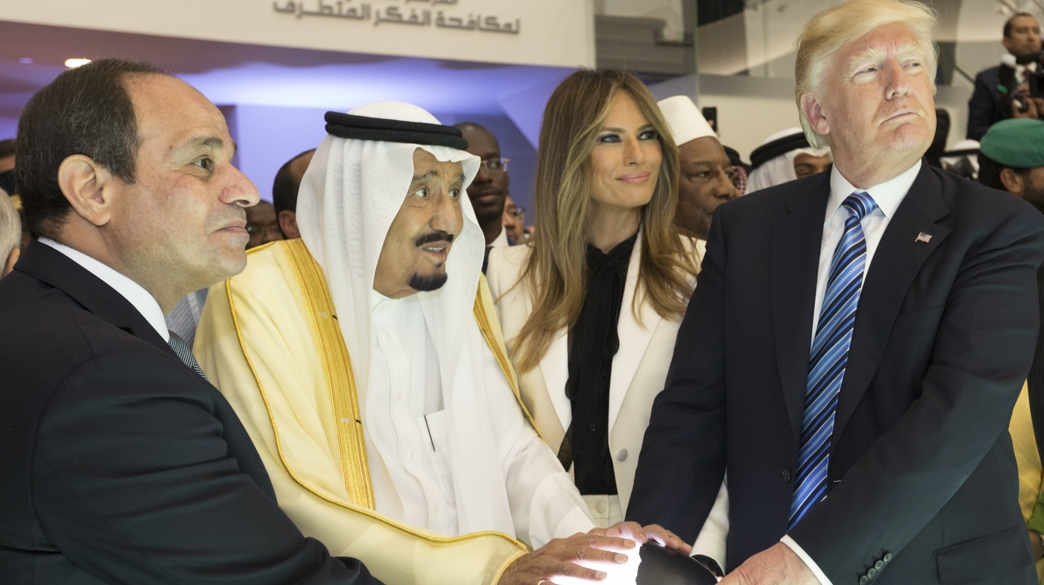
2017年5月，特朗普伉俪、沙特阿拉伯国王萨勒曼和埃及总统塞西出席利雅德峰会

為了防止伊朗支持的胡賽運動控制葉門，積極支持沙烏地阿拉伯領導的干預葉門行動，並和沙烏地阿拉伯簽署了總額超過1100億美元的軍事協議，美國將會出售大量武器給沙烏地阿拉伯。

##### 约旦

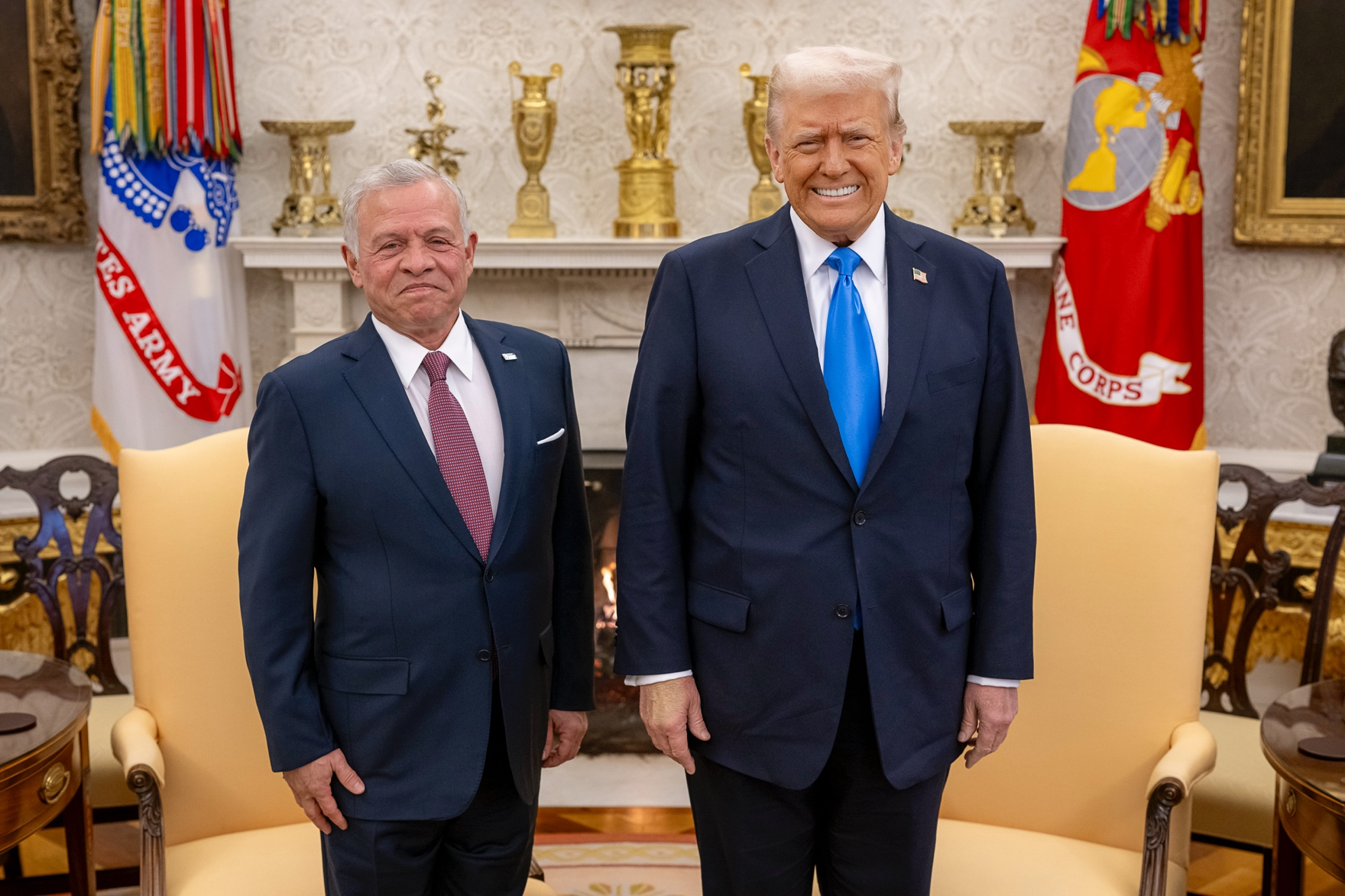
2025年2月，特朗普与约旦国王阿卜杜拉二世

2025年2月，唐纳德·特朗普提议美国将所有巴勒斯坦人迁往约旦和埃及，然后接管加沙地带。他威胁约旦，如果拒绝他的计划，将切断美国的援助。

##### 土耳其

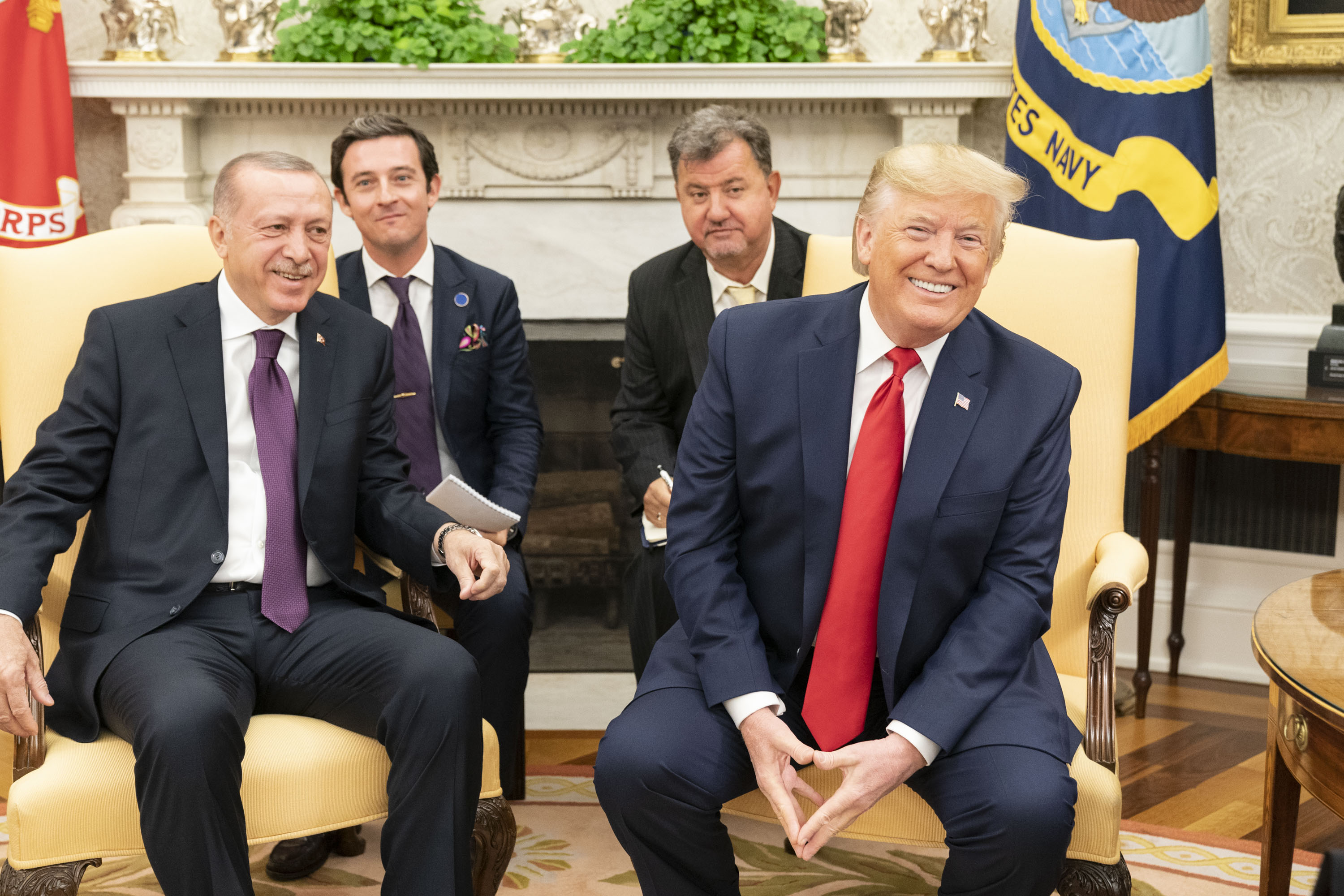
2019年11月13日特朗普与土耳其总统埃尔多安會面

土耳其為北約成員國，其身為美國的盟友並曾與美國有緊密的合作關係。但在2016年土耳其政變後，由於土耳其指責有西方勢力介入土耳其政變，美土關係逐漸惡化，土耳其和俄羅斯的關係則好轉。
2018年7月26日，川普在推特表示鑒於土耳其政府長期無理關押美國牧師布倫森，將會對土耳其實施重大制裁。8月10日，川普在推特宣布對土耳其出口到美國的鋼和鋁分別徵收50%和20%關稅後，加劇了2018年土耳其經濟危機，引起土耳其不滿並揚言反制。布倫森於同年10月獲釋後，川普於2019年5月宣布將減半土耳其的鋼鐵進口關稅至25%，美土關係得到和緩。
2019年10月，川普與土耳其總統埃爾多安交談後，川普允許了土耳其對敘利亞北部進行軍事攻勢，並於10月6日命令在敘利亞北部的美軍撤出該地區，該聲明還將對該地區被俘的伊斯蘭國戰鬥人員的責任轉交給了土耳其。結果土耳其隨即於10月9日攻擊了美國在敘北對抗伊斯蘭國的盟軍庫德族。稍後美國眾議院兩黨罕見達成共識以354票對60票譴責川普從敘利亞撤軍，認為此舉是放棄了美國盟友庫德族和破壞了與伊斯蘭國的鬥爭，並引發了人道主義災難，歐洲各國也批評川普此舉不負責任，川普對此則表示庫德族對抗伊斯蘭國僅是為了保護自己而戰，他們沒有在諾曼第戰役中幫助美國，因此美國也沒有義務保護庫德族，但川普也表示若土耳其意圖使用非人道方式摧毀庫德族的話他也將會用經濟手段摧毀土耳其。川普隨後於10月14日對土耳其實施經濟制裁，將把土耳其的鋼鐵關稅重新提升至50%。同一天川普在推特質疑庫德族可能故意放走被監禁的伊斯蘭國武裝分子。土耳其宣布於敘北停火後，川普隨即宣布取消對土耳其的經濟制裁。

#### 亚洲
特朗普就任美国总统后开启全面对中国的战略竞争，同时美国政府开始频繁使用“印太地区”来取代“亚太地区”。

##### 中華人民共和國（中國大陸）

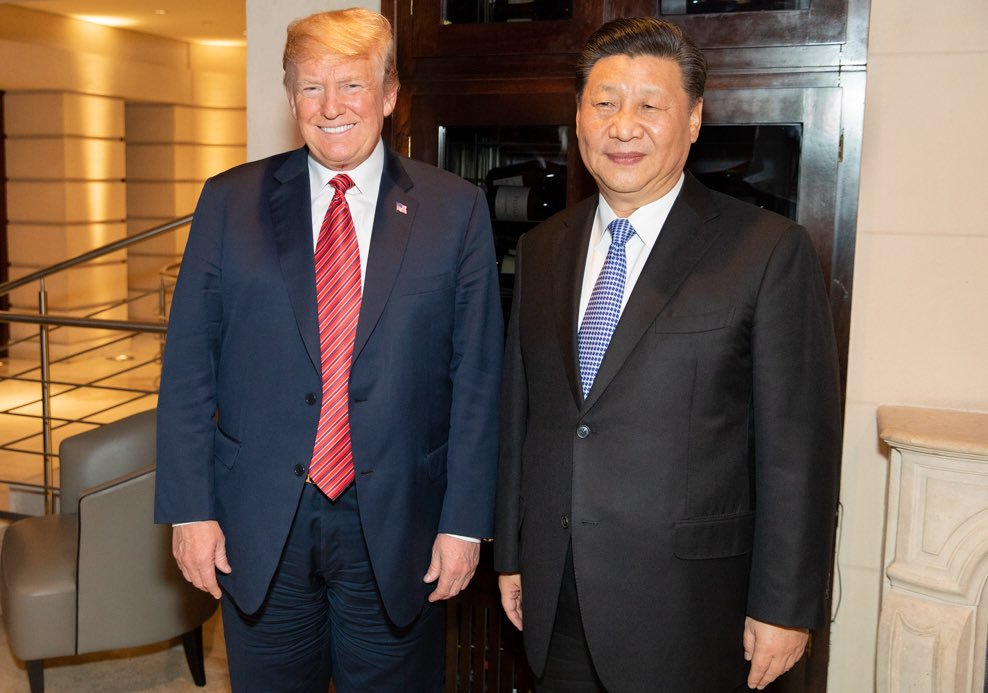
2018年12月，特朗普和中华人民共和国领导人习近平出席G20布宜诺斯艾利斯峰会

川普於总统選舉期間抨擊對中國政策，主要體現在經貿方面的逆差，特朗普認為對華貿易威脅美國利益，警告將對中國採取懲罰性關稅，並把它列為「匯率操縱國」。同時他批評中國在南海問題、台灣問題及朝鮮半島問題的立場，並在當選後破例跟中華民國總統蔡英文通電話，認為若中國（大陸）不在貿易問題上讓步，美國則無必要堅守「一個中國」政策。在之后，特朗普在2017年2月9日致函中国领导人习近平，表达对共同推动惠及两国的建设性中美关系的愿景，表示美國將加強與中國之間的關係，並認同「一個中國政策」，同時雙方也互相邀請對方來自己國家會面。川習會後中美開始轉為緩和關係，並派團參加了歐巴馬時代抵制的一帶一路活動。2017年10月25日，习近平在中共十九届一中全会上再次当选中共中央总书记，特朗普第一时间致电习近平祝贺他连任中国最高领导人和中共十九大胜利闭幕，两人又讨论了朝核和贸易问题。
不過自2018年以來中美貿易戰爆發，幾經波折的談判也無法避免雙方互相加徵高關稅，兩國關係嚴重惡化。
在特朗普第二次就职典礼前夕，副总统万斯和盟友埃隆·马斯克分别会见了中华人民共和国副主席韩正，韩正当时作为中华人民共和国主席、中共中央总书记习近平的特别代表出席了此次就职典礼。特朗普还声称“在100天之内访华”。
2024年2月1日，川普签署了三项行政命令，其中对中国商品征收额外10%的关税。2月4日，美国海关及边境保卫局宣布特朗普的关税“根据有关香港正常化的第13936号行政命令”也适用于香港。

##### 中華民國（台灣）

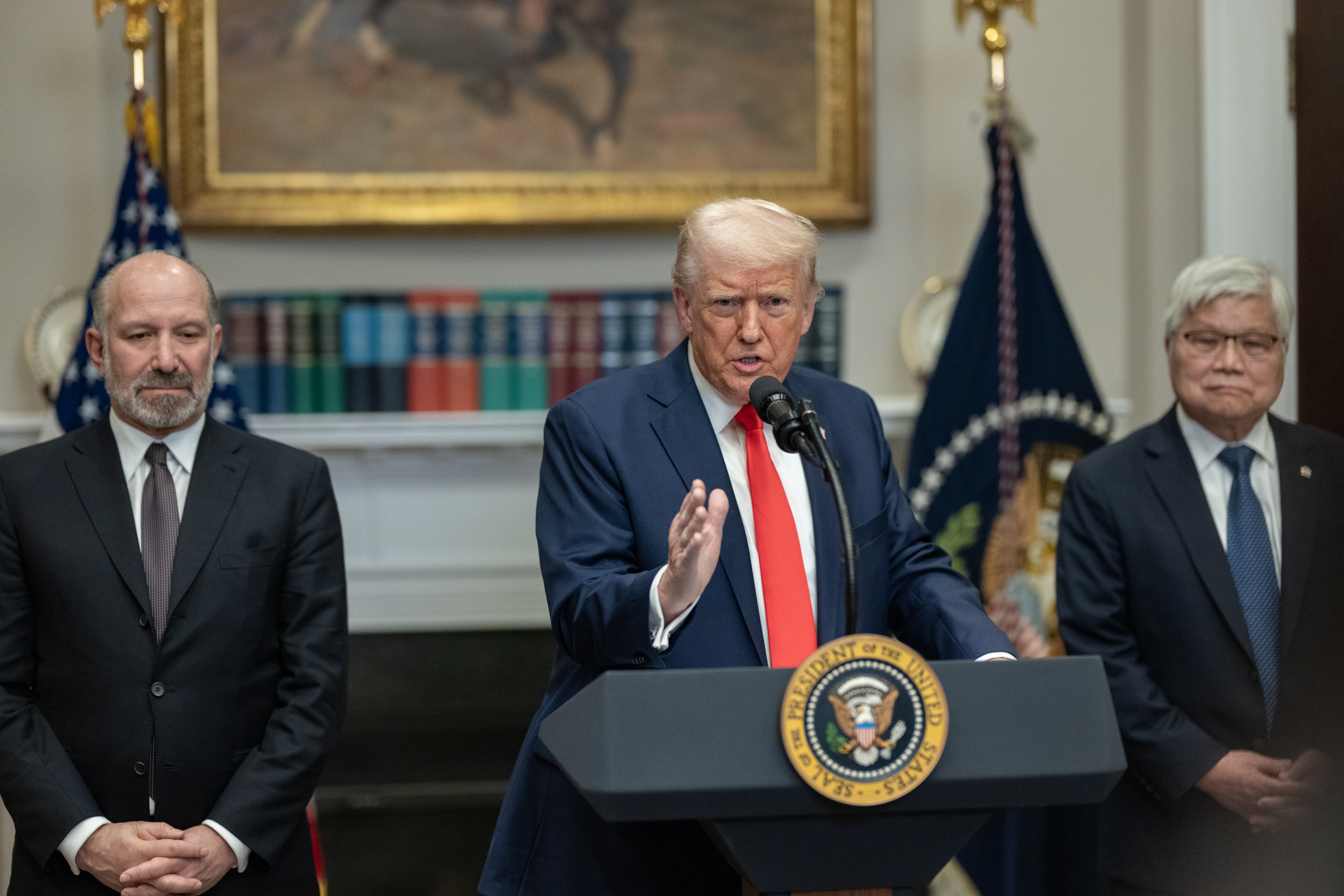
川普总统站在魏哲家旁边，宣布台积电将在美国投资

特朗普对是否支援台湾持消极态度。在竞选期间，特朗普指责台湾“窃取”了美国的芯片产业。2024年7月16日，特朗普在接受彭博商业周刊的采访时称，台湾应向美国支付防务费用。在9月30日接受采访时要求台湾将自身的国防预算提升至占GDP的10%。特朗普不回应如果解放军攻击台湾，他会否下令美军支援，之后特朗普否认会出兵援助台湾，只表示如果中国进入台湾，他将对中国徵收150%—200%的额外关税。

##### 朝鮮

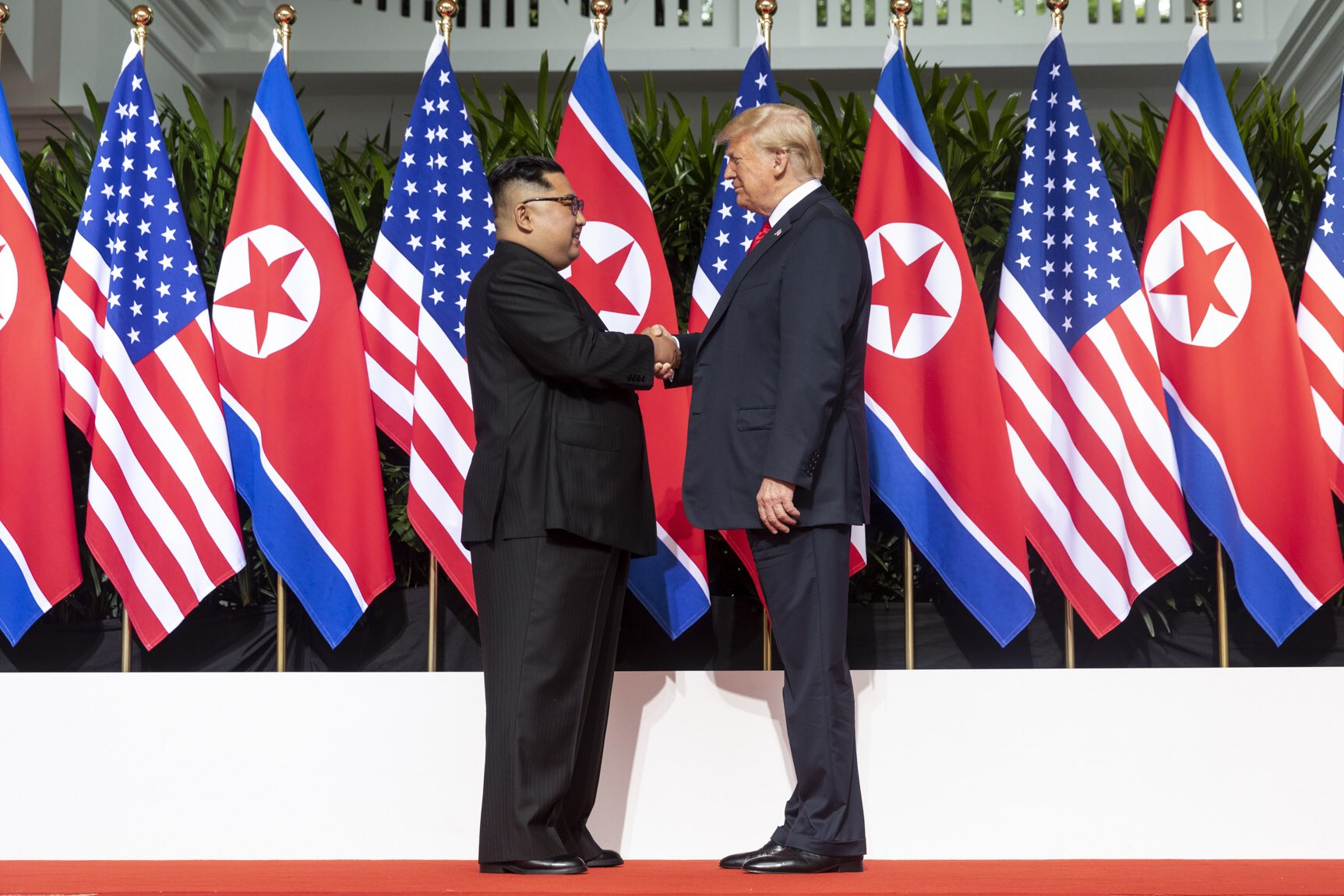
川普在2018年朝美首脑會晤上會見了金正恩

2017年時朝鮮的核武器越來越被視為嚴重威脅。2017年8月川普警告朝鮮並威脅將以「世界從未見過的火與怒」來應對朝鮮的核威脅。朝鮮作出回應發布朝鮮計畫試驗發射導彈至關島附近。川普在2017年9月的聯合國大會上中表示，為了捍衛美國或其盟國，美國將「徹底摧毀朝鮮」。同年9月，川普加大了對朝鮮的制裁力度，宣布他希望朝鮮實現「完全無核化」。2018年1月，朝鲜国务委员长金正恩表示整個美國都在朝鮮的導彈射程範圍內，川普則回擊他的核按鈕比金正恩的更大。
在這段朝美關係緊張的時期之後，川普和金正恩至少交換了27封信，其中描述了兩人的親密友誼。2018年初朝鮮開始向韓國和美國釋出善意，同年3月川普同意了金正恩的會議提議。同年6月川普和朝鮮領導人金正恩在新加坡進行會晤。金正恩重申了他「致力於朝鮮半島完全無核化」的目標，但是在2019年2月在河內舉行的朝美首腦會談没有达成任何结果，兩國互相指責對方並且對於談判有不同的說法。同年6月，川普、金正恩和韓國總統文在寅在朝韓非軍事區舉行簡短會談；在板門店，川普越過三八綫與金正恩握手，成爲首位踏上朝鮮領土的美國現任總統。川普和金正恩同意恢復談判，但是同年10月的雙邊談判任然没有成功。由於朝美雙方對於美國解除朝鮮的經濟制裁和無核化談判等關鍵議題上皆未能取得共識，朝鮮威脅將再度開啟長程導彈的測試，朝美關係再度陷入僵局。

##### 日本

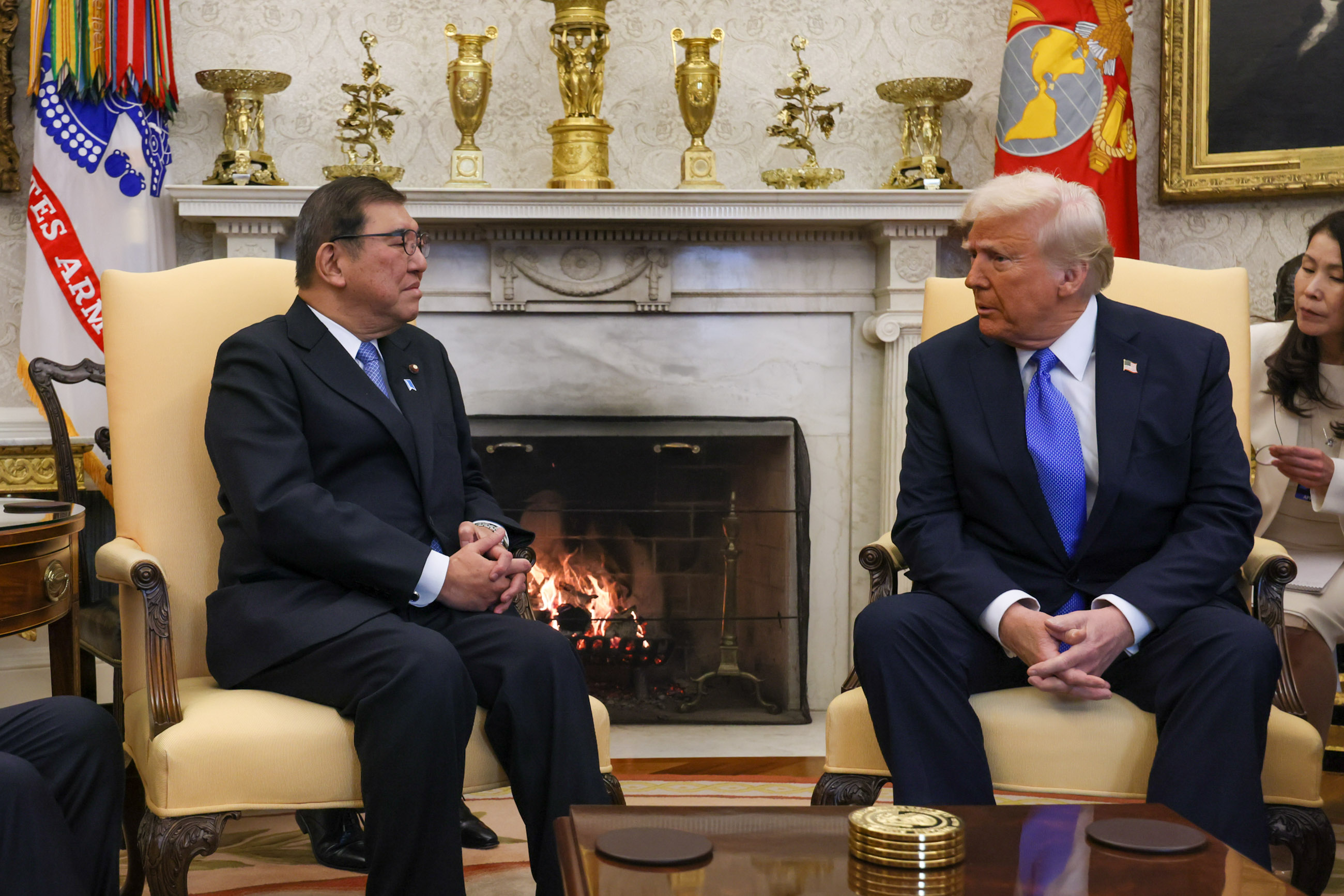
2025年2月7日，日本首相石破茂（左）在白宫会见美国总统唐纳德·特朗普（右）

特朗普在2016年的竞选活动中称，如果他当选会让日本和韓國建立本身的核武軍備，以抗衡朝鮮和中國的威脅，毋須再倚賴美國的核子保護傘。同时要求日本和韩国增加驻军开支，否则将撤走驻军。2019年6月26日，特朗普在接受福克斯商业电视台电话采访时对《美日安保条约》使美国需要单方面防卫日本表示不满，称「當有事發生時，美國一定要保衞日本，但相反如果美國遇襲，日本人卻可安坐家中開着他們的索尼電視機，隔岸觀火」。但特朗普在之后表示“完全没有考虑废除美日安保条约的想法”。

##### 印度

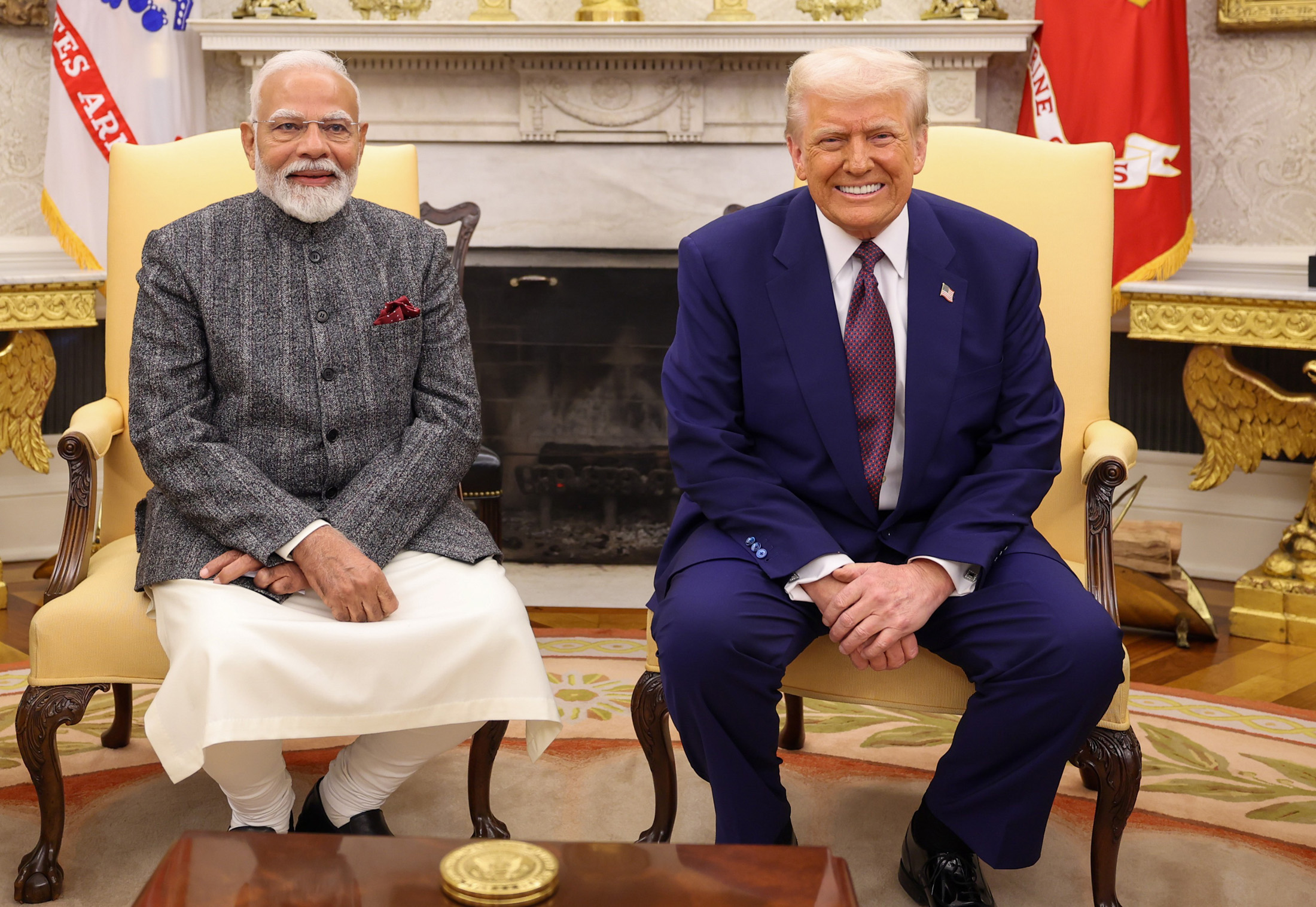
2025年2月13日，特朗普与印度总理纳伦德拉·莫迪在白宫会面

竞选期间，特朗普曾对美印经贸关系提出批评，认为美国对印度贸易存在太多逆差，要求进一步开放印度市场。执政后，特朗普更多从维护美国利益及“交易”角度看待美印关系。他对推行价值观外交兴味索然，并没有对纳伦德拉·莫迪政府的一些争议性举措做出负面评论。在印太地区地缘政治变化、联合反恐行动及平衡美印经贸关系的多重考虑下，特朗普政府延续了前任小布什和奥巴马总统时代开始的双边关系良好发展势头，并在一定程度上提升了印度在解决地区安全问题上的地位。2020年初，特朗普访问印度，两国宣告建立“全面的全球战略伙伴关系”。

#### 政府間國際組織
特朗普在任期间退出了多个国际组织和协议。

##### 聯合國教科文組織
美國國務院於2017年10月12日宣布退出聯合國教科文組織，理由包括對欠款的關切、聯合國教科文組織需要根本改革以及美國擔憂持續教科文組織在巴勒斯坦問題上「反以色列」的偏見，未來將以永久觀察員國身分繼續在聯合國教科文組織中活動。

##### 聯合國人權理事會
美國常駐聯合國代表黑利與美國國務卿蓬佩奧於2018年6月19日在新聞發佈會上宣佈退出人權理事會的決定，指責人權理事會並未能有效捍衛人權，並稱該組織仍然存在「反以色列」的偏見。2025年2月4日，特朗普签署行政命令，使美国再度退出人权理事会。

##### 世界卫生组织
2019冠状病毒病疫情在美國爆發後，川普多次批評世界卫生组织。川普在2020年4月14日宣布凍結對世衛的金援，認為世衛處理2019冠狀病毒疫情擴散一事上嚴重失職，並聲稱世衛被中國把持，於同年5月18日致函給世衛秘書長谭德塞要求世衛在30天內完成改革否則退出。同年5月29日，川普宣布美国将“终止”其与世界卫生组织的关系。2025年1月20日，特朗普签署行政命令，美国再次退出世界卫生组织。

### 其他

#### 加密货币
特朗普在过去一直对加密货币持否定态度，但在2024年后特朗普对加密货币的立场发生了转变。 2024年9月底，特朗普成立了一家去中心化的加密货币公司：全球自由金融（World Liberty Financial）。在特朗普赢得美国总统选举后，由于市场预期特朗普政府将放宽对加密货币的监管，比特币价格首次突破了10万美元。2025年1月18日，特朗普发布了他的个人迷因币“$Trump”。随后他的妻子梅拉尼亚也发布了个人迷因币。

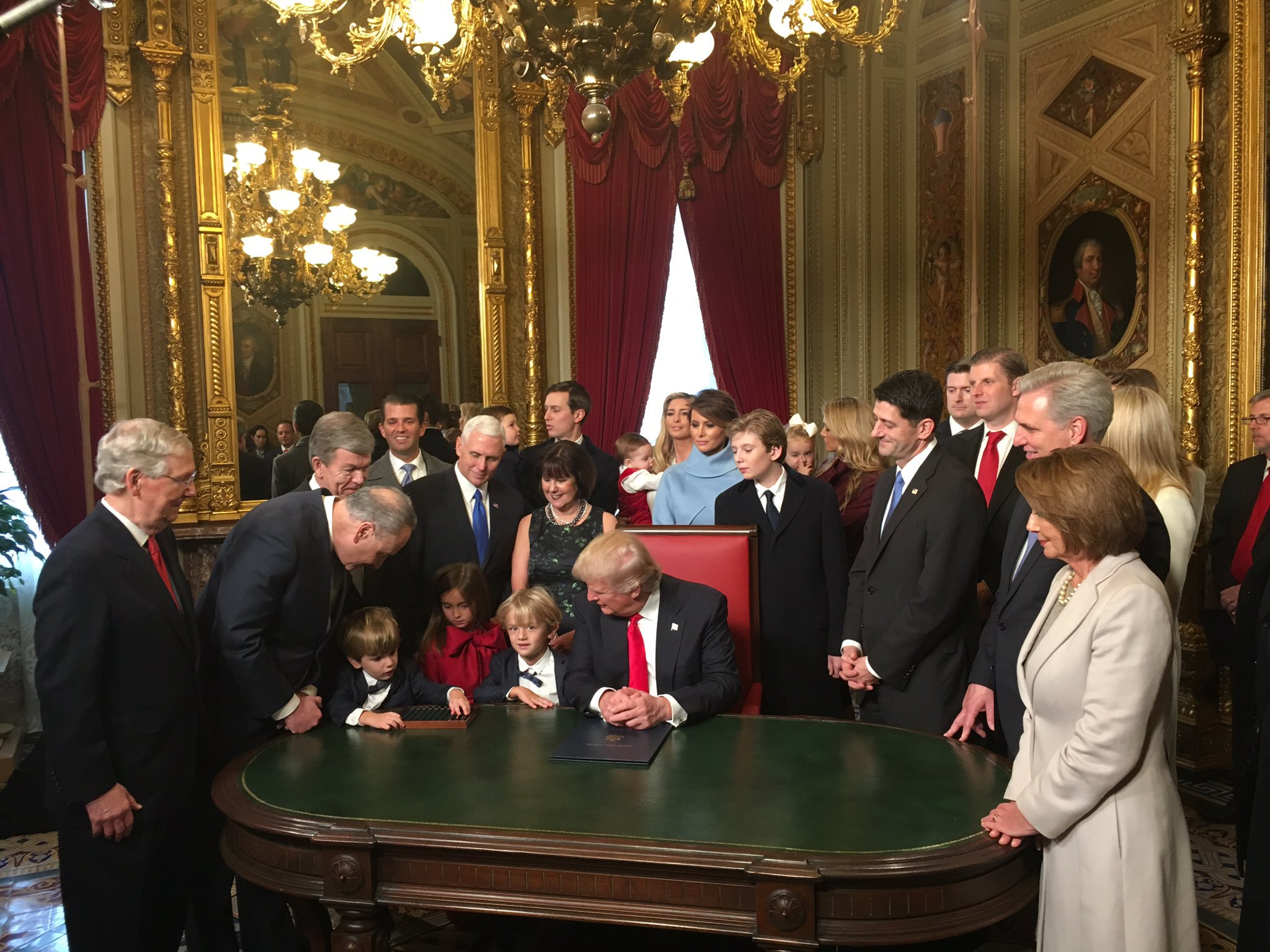
川普一家的親友陪伴川普簽署第一項法案

## 爭議

### 刑事和民事案件

#### 封口费丑闻和伪造商业纪录罪
2018年8月21日，特朗普前私人律师科恩主动就8项罪名认罪，最终被判处有期徒刑3年，并被吊销律师资格。其中一项为受特朗普指使，动用竞选资金向特朗普婚外情对象丹尼爾斯支付至少两笔封口费，以免影响特朗普2016年大选前景。然而川普否認與該女有染，且表示他是在科恩向對方支付了封口費之後才得知此事。22日，特朗普接受福克斯新闻专访时表示，自己的前律师科恩“封口费”并不违法，因为这笔钱不是來自竞选资金，而是他自己的錢。然而特朗普又被指控为掩盖封口费一事在34项起诉书中伪造了公司业务记录。2024年5月31日，特朗普在“封口费”刑事案中被控的34项罪名全部成立。2025年1月10日，案件正式宣判，考量到其即将接任总统的情况，由此判决无条件释放，同时保留有罪判决的记录，特朗普表示不排除上诉。

#### 性侵指控
女作家E·珍·卡罗尔在她出版的回憶錄中控訴美國前總統川普於1996年在曼哈頓的百貨公司更衣室內性侵她，川普對此矢口否認，並反批卡洛爾說謊提告誹謗。卡罗尔随后向纽约最高法院起诉特朗普。2023年5月9日，陪审团裁定特朗普对她的诽谤和性虐待负有责任。陪審員駁回有關卡羅爾被強奸的說法，但認為特朗普犯有較輕程度的性虐待，最后判决特朗普赔偿她500万美元。特朗普随后在他的社交媒体上进行猛烈抨击，声称他不认识卡罗尔，并回应将上诉。卡洛爾因此再對川普提出誹謗诉讼，並要求赔偿1000萬美元。2024年1月26日，紐約曼哈頓聯邦陪審團裁定特朗普诽谤罪名成立，被令支付8330万美元作为损害她名誉的赔偿，川普表示將继续上訴。

#### 逃稅指控
2018年10月，《紐約時報》調查發現，川普家族疑似利用空殼公司轉移資產，在其父親弗雷德去世後向政府申報資產時，低報了價值數億美元的資產。該調查報導稱：通過一系列疑似逃稅措施，川普的父母向子女們轉移了超過10億美元的財富，這可能產生至少5.5億美元的稅收，而川普總共僅支付了5220萬美元。2020年9月，《紐約時報》再度報道特朗普有11年没有缴纳联邦所得税。而他在2017年的税单只有750美元。2022年11月22日，美国最高法院驳回特朗普不交出报税表的请求。12月20日，美国众议院筹款委员会投票决定，要求公开特朗普近6年的纳税申报表的详细内容。12月22日，美國眾議院公布了川普的納稅報表，顯示川普在擔任總統的前三年總共繳納了110萬美元的聯邦所得稅，但後來由於家族企業的收入漸減，甚至到了2020年變成虧損，就沒有繳聯邦稅。

#### 金融欺詐案
2022年9月，紐約州檢察長起訴川普及其家族事業涉及在2011年至2021年間偽造超過200份財務報表將名下淨資產灌水，藉以詐取優惠的貸款條件。2024年2月，紐約法院判決，川普需繳3億5400萬美元的不法所得、2個兒子各被判罰約400萬元，並都要加計利息（約4億6400萬美元），川普及其在訴訟中提到的公司3年內也禁止向任何在紐約註冊的金融機構申請貸款。川普家族必須支付保證金（與罰金相同）才能在提出上訴期間讓法院暫緩執行判決，然而川普家族仍無法籌到全額保證金，表態希望中級上訴法院能暫緩紐約法院對保證金的要求。同年3月，紐約上訴法院第一部門將保證金要求從4.64億美元降至1.75億美元並維持既有的禁令，隨後川普繳付了保證金，然而該裁決尚未結束。

### 相關言論争议

#### 猶太相關言論
2016年7月，特朗普在他的推特账户上发布了一张民主黨對手希拉里的照片，并称希拉蕊是「歷來最貪污的參選人」，但他用百元美鈔為底並放上象徵猶太人的大衛之星，被批評反猶而招致撻伐。之后特朗普发布了一张修改版，将大卫星改成了红圈。
2023年10月7日，哈瑪斯向以色列發動名為阿克薩洪水行動的攻擊，該攻擊針對以色列平民和外國人進行了多起的暴力和綁架事件，被許多國家視為恐怖袭击。然而川普在10月11日宣稱獲伊朗支持且作為以色列政敵的黎巴嫩武裝團體真主黨「很聰明」，並批評以色列總理尼坦雅胡沒準備好因應巴勒斯坦哈瑪斯武裝分子的攻擊。該言論被同黨的競選對手批評，而白宮則形容川普的言論是「危險、發神經」。

#### 侮辱女性言論

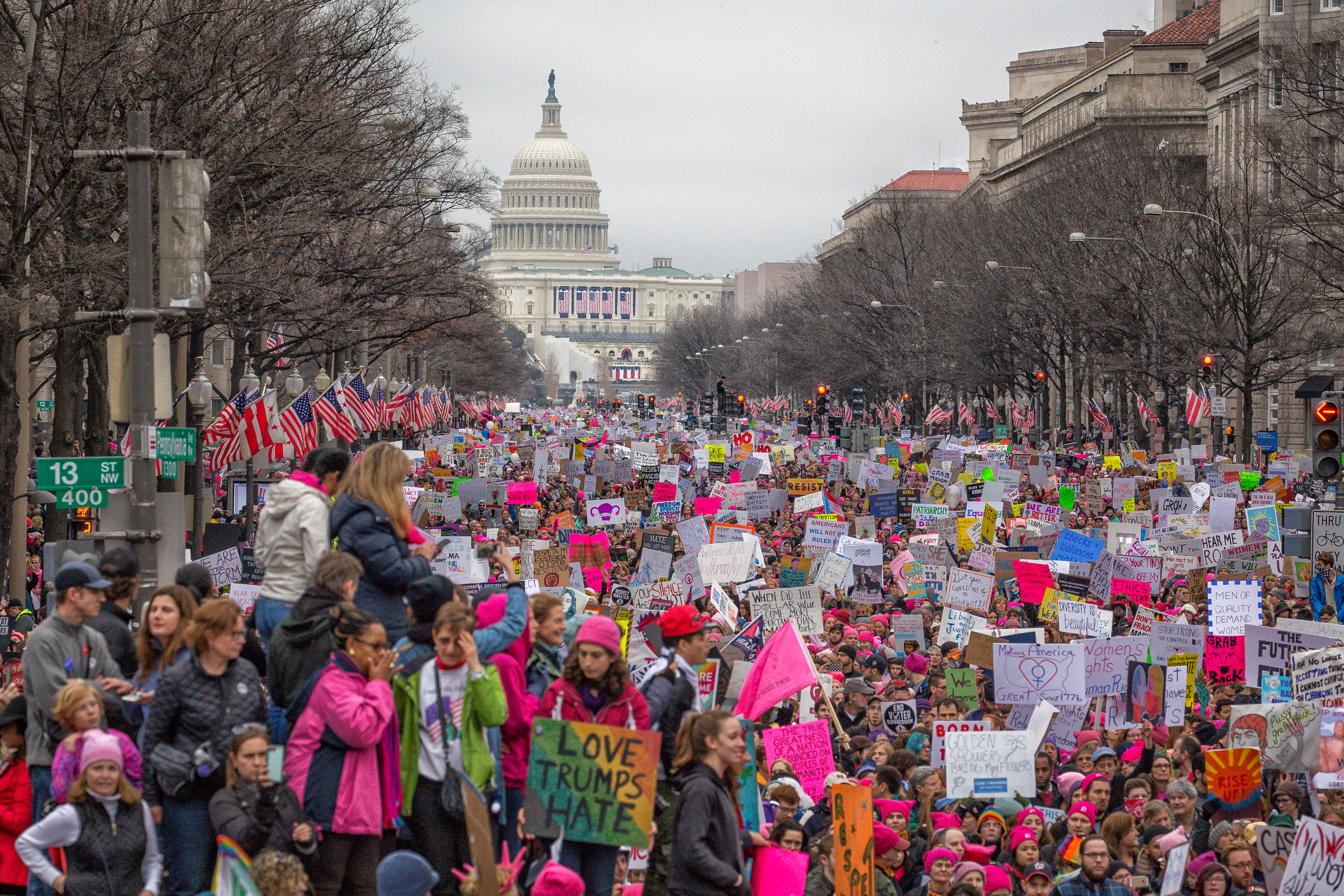
2017年1月21日，即特朗普就職典禮後一天，華盛頓舉行女性大遊行

2015年8月6日，在舉行的首次共和黨總統初選電視辯論中，對川普尖銳提問的福斯新聞女主播凱利在辯論會中質問他這種男人是否適合參選總統，雙方起了爭執，該場辯論會有2,400萬觀眾觀看，打破美國非體育類有線電視節目最高收視率。翌日，川普受訪時稱對凱利「不怎麼尊敬」、「你可以看到血從她眼睛、從她身上其他地方流出」，暗指其月經來潮，由於川普過去便曾多次在推特貼文侮辱女性，而貶抑女性可能造成的傷害令共和黨人焦慮不已。之後他與凱利達成和解並出席其節目。
2016年10月7日，《华盛顿郵報》發佈了一支錄於2005年的影片，片中川普和比利（小布希的堂弟，老布希為他的伯父）高談對女性極不尊重的言論。特朗普在片中說他會直接親吻女性，身為明星的他可以對女性做任何事、甚至抓她們的「屄」，並說到他如何約一名已婚女性去買家具，以試圖和對方發展關係。之後特朗普說他只是在開玩笑，公開為此道歉。影片造成各方的強烈批評，包括部分共和黨員——共和黨全國委員會主席普里巴斯、特朗普的副總統參選人彭斯和參議院共和黨領袖麥康諾等人都表示他們不同意川普的言論，但仍表示會繼續支持特朗普競選總統，前總統參選人馬侃進一步表示不再支持特朗普。共和黨全國委員會隨即取消對特朗普的選舉支援，但繼續支持其競選。眾議院議長萊恩停止為川普拉票，自此一直沒有為他站台。參議院中接近三分之一的共和黨員表示不會投給川普，但也有許多共和黨的議員仍然支持川普。有數十位共和黨議員要求川普退選，讓他的副總統參選人彭斯接手。

#### 网路言論
2016年10月23日，《紐約時報》整理刊登了特朗普用推特至少批評過282個特定對象，包含希拉蕊、美國、英國掩飾穆斯林的問題、伊朗在背後搞一堆事情、沙烏地阿拉伯、共和黨及民主黨政要、批評默克爾針對難民的政策毀滅德國，不只如此批評政客，還不乏批評奧運選手「不是好人」、演員揮高爾夫球桿「不夠運動風」等等。部分也成為極右派的有利說詞。

#### 种族主义言论
2016年9月，NFL黑人球员科林·卡佩尼克在奏国歌时拒绝起立，并称此举是为了抗议美国压迫黑人和有色人种而引起轰动，后来有更多球员效仿科林的行为。特朗普曾经声称“叫那个家伙去找个更好的国家吧”，“如果有人不喜欢美国，不必祈求改变，直接滚出去最快了”。2017年9月22日晚，特朗普在阿拉巴马州的集会演讲时再次提及此事，并辱骂该球员是“狗娘养的”。
2017年团结右翼集会发生骚乱，事后特朗普抨擊雙方的暴力舉動，但是被自由派媒體認為含糊其詞。
2019年7月14日，特朗普在Twitter上指責4名少數族裔民主党女众议员应该回到自己犯罪猖獗的祖籍国，不要对如何治理美国指手画脚。7月16日，众议院以240票赞成、187票反对，谴责总统特朗普种族主义言论。之後川普在Twitter上攻击众议院监督和改革委员会主席康明斯是一个“野蛮恶徒”，并称康明斯所在的眾議院馬里蘭州第七選區是“一个令人作呕、满是老鼠一类啮齿动物的混乱之地”，川普這一言論被民主黨人批評為種族主義者。

#### 2019冠状病毒病疫情相关
2020年3月17日，特朗普称2019冠状病毒为“中国病毒”引发争议，有人留言批评特朗普是“美国病毒”、是種族歧視者，亦有在美华人担忧特朗普的言论将推动美国国内的种族仇视情绪。中华人民共和国外交部发言人耿爽就此公开回应，表示“敦促美方立即纠正错误，并停止对中国的无端指责”。同月，特朗普表示自己服用“羟氯喹”藥，然而研究顯示此藥與較高的死亡風險有聯繫。4月23日，特朗普在白宫疫情通报会上称“把很强的紫外线照进身体内”、“注射消毒劑”可以治療病毒，引起民众愤怒，随后特朗普改口称其为“冷笑话”。

### 社交媒体被冻结
|                  | Donald J. Trump | Twitter的logo，一个风格化的小蓝鸟 |
| @realDonaldTrump |                 | Twitter的logo，一个风格化的小蓝鸟 |

These are the things and events that happen when a sacred landslide election victory is so unceremoniously & viciously stripped away from great patriots who have been badly & unfairly treated for so long. Go home with love & in peace. Remember this day forever!
当一个神圣的压倒性的选举胜利被如此无情和恶毒地，从受到不公待遇那么久的伟大爱国者们那裏夺取时，这些事情就发生了。带着爱与和平回家吧。永远记住这一天！
2021年1月6日15:01
2021年1月6日发生了特朗普支持者冲击国会的事件。特朗普在同日下午2点38分发推特称：“请支持我们的国会警察和执法人员。他们是真正站在我们国家这边的人。保持和平！”他在之前几周都在宣传“拯救美国”集会。特朗普后来在下午3点13分发推文说：“我要求美国国会大厦里的所有人保持和平。不要有暴力！记住，我们是讲法律和秩序的党——尊重法律和我们伟大的蓝衣男女（指警察）。谢谢！”下午4点22分，特朗普发布视频信息，敦促他的支持者“和平地回家”，并告诉他们称“我们爱你们，你们很特别。”特朗普随后在推特上写道“永远记住这一天”。一名白宫顾问表示，特朗普不想为平息骚乱做更多的事情，并补充说：“如果我们能把他扔给愤怒的暴徒的话，我们现在就会把他扔给愤怒的暴徒们”。
特朗普发布了，上传后不久，特朗普的视频信息就被Twitter、Facebook和YouTube删除，原因是违反了网站关于“公民诚信”和选举错误信息的政策。Facebook高管盖罗森表示，视频被删除的原因为“它助长了而不是减少了持续的暴力风险。”当晚，Twitter将特朗普的账户锁定12小时，并且表示如果“多次严重违反我们的公民诚信政策”将被永久禁言，还要求他删除三条推文。特朗普在Facebook和Instagram的個人賬號也被封鎖24小時。稍後，Facebook和Instagram於1月7日宣佈封鎖特朗普個人賬號，至少會封鎖至1月20日美國總統就職典禮結束。
在国会正式确认拜登胜选后不久，特朗普发言人斯卡维诺代表特朗普发表声明，承认其总统任期即将“结束”，承诺在“1月20日有序过渡”，同时坚称“完全不同意选举结果，真相與我同在。”
代表特朗普的白宮新聞秘書麥肯阿尼在騷亂結束的翌日在新聞發布會上形容「昨天在我們國家的國會上發生的暴力事件是讓人反感、應當受到批判及違反美國的價值觀。總統與我們對此事予以最強烈的譴責，這是絕不能被容忍的。那些犯法的人應該受到全面的法律起訴。」
2021年1月8日，推特宣布永久封禁川普的個人帳號以及其團隊所使用的帳號。2021年1月13日，YouTube发表声明表示特朗普的频道因违反煽动暴力的政策将暂停一个星期，同时Snapchat也宣布永久冻结特朗普的账号。其後YouTube將其持續封鎖，至2023年3月17日才宣告解封。2021年5月5日，Facebook經審議後宣布持續冻结其個人帳號。6月4日，Facebook宣布自封鎖日起算至少為期兩年。2023年1月25日，Facebook和Instagram解封川普帳號。
2022年11月20日，推特所有者马斯克發起了一项投票，特朗普的推特帳號得到解凍。

### 其他批评

#### 违反古巴贸易禁运
美國《新聞周刊》的報導指特朗普的公司秘密地在古巴做生意，打破了美國對古巴的貿易禁運。報道稱，該公司於1998年至少在古巴投資6萬8千美元。特朗普的發言人康威稱該筆錢未付，特朗普本人也反對在古巴做生意。《商業周刊》稱特朗普的高級行政人員以一個天主教慈善機構的名義隱藏這些錢的來歷，並讓該諮詢公司的哈瓦那執行看起來名正言順，與該機構有關。

#### 特赦罪犯
2020年12月22日，川普运用总统职权赦免15人，并为另外5人减刑或免刑。其中包括黑水公司巴格達槍擊案中殺害伊拉克15名平民的黑水公司4名僱員。民主党人众议院情报委员会主席希夫指责川普滥用总统赦免权庇护政治盟友。聯合國人權辦公室就川普赦免殺人犯表示非常關切。伊拉克外交部則對此表示遺憾。

## 个人生活

### 家族历史
特朗普出生于一个德国移民后裔家庭。其祖父弗雷德里克在1885年從德國巴伐利亞萊茵蘭-普法茲的一個小鎮卡爾施泰特移民到了紐約，在從事理髮師、木匠工作之後進入房產相關行業。
特朗普的父親弗雷德出生於紐約市，是一個美国房地产开发者，而母親瑪麗是来自蘇格蘭的移民，她在路易斯島出生，17歲移民至紐約從事傭工，1936年認識特朗普的父親，並於1942年取得美國國籍。弗雷德在20世紀初期的美國紐約就已經是成功商人。1927年，弗雷德在皇后区的三K党集会上被捕，然后因未達到進入审判標準而获得释放，弗雷德和夫人伊莉莎白一起成立Elizabeth Trump & Son公司，她在他21歲之前為他簽發支票。
1920年代末，弗雷德開始在皇后區投建每戶售價3,990美元的獨立住宅。通過大蕭條中的1930年代中期，他在皇后區木巷開立的川普商場通過廣告「自己吃，任你選！」而一炮而红，幫助開拓了超級市場的概念。僅僅在一年後，弗雷德因為可觀的收購價而把它出售給了庫倫王連鎖超市庫倫王公司，該商場至今仍然在薩福克郡地區營業。取得資金後，弗雷德在二戰期間沿東海岸各大船廠附近為美國海軍人員建造兵營和花園公寓，其售價在退伍軍人階級和经济不寬裕的軍人家屬的承受範圍之內。1950年弗雷德在纽约康尼島附近共建造了2,700戶的天堂海灘公寓，1963年他又在康尼島建造了3,800間公寓組成的川普村，之後進入紐約通過建造大型公寓大樓運營廉租房，以及上千戶的排屋給中下階層剛進入城市化的工人居住，從此弗雷德發家致富。

### 个人婚姻
特朗普先後有三任妻子，育有三子兩女，十個孫子女。歷任配偶分别为：
- 伊万娜·特朗普（1949年2月20日-2022年7月14日），首任妻子，捷克人。1977年4月，特朗普與伊凡娜結婚，两人于1992年3月離婚。
- 馬拉·梅普爾斯（1963年10月27日- ），第二任妻子，美国佐治亚州人。兩人于1993年12月結婚，於1999年6月離婚。
- 梅拉尼娅·特朗普（1970年4月26日- ），第三任即现任妻子，斯洛文尼亞人。两人于2005年1月在佛羅里達州结婚至今。

### 子女
- 长子：小唐纳德·约翰·特朗普（1977年12月31日—），伊万娜生。
- 长女：伊万卡·玛丽·特朗普（1981年10月30日—），伊万娜生。
- 次子：埃里克·弗雷德里克·特朗普（1984年1月6日—），伊万娜生。
- 次女：蒂芙尼·亞莉安娜·特朗普（1993年10月13日—），玛拉生。
- 三子：巴倫·威廉·特朗普（2006年3月20日—），梅拉尼娅生。

### 健康
特朗普表示他从未饮酒、吸烟或使用毒品。他每晚大约睡四到五个小时。他称高尔夫是他的“主要锻炼方式”，但通常并不步行完成球场。他认为锻炼是对精力的浪费，因为他认为身体“像一块电池，能量是有限的”，而锻炼会消耗能量。2015年，特朗普的竞选团队发布了一封他长期私人医生哈罗德·博恩斯坦的信，信中称特朗普将会是“有史以来当选总统中最健康的人”。2018年，博恩斯坦表示，信的内容由特朗普亲自口述，并称2017年2月，特朗普的三名代理人突袭了他的办公室，取走了特朗普的医疗记录。

### 宗教信仰
特朗普小時候曾在纽约皇后区牙买加的第一长老会教堂参加主日学活动，并于1959年在该教堂接受堅信禮。1970年代，特朗普的父母加入了美国归正会的大理石學院教堂。2015年，他表示自己是大理石大学教堂的长老会信徒，但教堂方面称他并不是活跃成员。2019年，他任命自己的私人牧师、电视布道家宝拉·怀特进入白宫公共联络办公室。2020年，他表示认同自己为非宗派教會的基督徒。

## 评价
皮尤研究中心2018年5月至8月在全球25個國家進行調查，有多達70%受訪者表示對川普缺乏信心，僅有27%受訪者信任川普處理國際事務。

### 中国
特朗普的施政注重短期的商业利益，他宣称要“让美国再次伟大”，但从结果上看却往往损害了美国在全球的政治影响力。彭博社引述2019年的一项研究指出，特朗普对中国进行的贸易战并没有使美国整体受益，虽然美国从进口产品中获得了更多税收，但美国的消费者和企业却负担了关税策略的大部分成本。中国人甚至给他取了个绰号“川建国”，讽刺他是帮助建设中国的同志。

### 俄罗斯
俄罗斯总统弗拉基米尔·普京对特朗普的评价极高，普京于2015年12月17日在莫斯科举行的年度新闻发布会上，他对共和党总统候选人特朗普给予热烈的支持，并表明：「毫无疑问，他是一个非常杰出和才华横溢的人。正如我们今天所看到的，他是总统竞选的绝对领导者。他说他希望与俄罗斯建立更深层次的关系。我们怎么能不欢迎呢？我们当然欢迎它」。2021年6月11日，尽管特朗普已经卸任美国总统职位，普京在接受NBC新聞独家访问时点评特朗普是一名非凡的能力者：「即使是现在，我依然相信美国前总统特朗普先生是一个出众而非凡的人，否则他不会成选美国总统。他是一个多才多艺的人。你可能喜欢他，也可能不喜欢他，而且他不是来自美国的机构。他过去不曾参与重大的政治活动，有人喜欢，有人不喜欢，但这是事实。」

### 马来西亚
2020年2月8日，马来西亚首相马哈迪在圣城议员联盟第三届年会致词时表明，马来西亚不支持美国在未谘询巴勒斯坦之下，与以色列共同推动“中东和平计划”，他为此促请特朗普辞职。他说落实该计划之前应事先谘询巴勒斯坦，而美国和以色列就擅自推动该计划，此举犹如非法行为。同年6月13日，马哈迪接受香港《南华早报》访问时认为，若特朗普在2020年美国总统选举中连任，将会是一场“灾难”，同时，他也批评特朗普激化美中对立，马哈迪批评特朗普在2019冠状病毒病疫情爆发初期，漠不关心；又动用军队对付示威者、对伊朗实施制裁、与欧洲和中华人民共和国对抗，以及解雇白宫内持异议的职员。

## 榮譽
- 理海大學榮譽法學博士（1988年）（2021年冲击美国国会大厦事件後被撤銷[460]）
- 華格納學院榮譽人文學博士（2004年）（2021年冲击美国国会大厦事件後被撤銷[461][462]）
- 自由大學榮譽商學博士（2012年）
- 自由大學榮譽法學博士（2017年）

## 著作
特朗普写出了多本畅销书：《让你赚大钱》、《跟亿万富翁学徒》、《如何致富》、《交易的艺术》等。
自传
- 《交易的艺术》（Trump: The Art of the Deal）1987，中文版1991年由企业管理出版社出版；又名《特朗普自传：从20万到30亿》2011年由中国青年出版社出版。
- 《美国商界巨子特朗普的商业法则：TRUMP 10堂成功培训课》（Think Big and Kick Ass），与比尔·赞克合著，中文版2008年由中华工商联合出版社出版。
- 《特朗普自述：永不放弃》（Never Give Up: How I Turned My Biggest Challenges into Success），中文版2010年由上海译文出版社出版。
- 《我们共同的旅程》（Our Journey Together）2021，300多幅的图文自传。无中文版。

小说
- 《川普大厦》（Trump Tower）2011年由Vanguard Press出版社出版。初版封面上的作者名字是特朗普，“幽灵写手”是杰弗里·罗宾逊。但2012年再版时，杰弗里·罗宾逊成了唯一作者，特朗普为小说写的评论文章加在书尾。本書故事发生在虚构的纽约川普大厦内，特朗普本人也作为一个角色出现在书中，以及以克林顿总统和其他社会名流为原形的角色。本属于情色类小说，但书的后半部分却风格突变，成了谋杀悬疑小说。[463]